# Cabo Rojo
Cabo Rojo es un municipio ubicado al extremo suroeste del Estado Libre Asociado de Puerto Rico. Fundado el 17 de diciembre de 1771, limita al sur con el mar Caribe, al oeste con el canal de la Mona, al norte con Mayagüez y Hormigueros, y al este con Lajas, Hormigueros y San Germán.
Cabo Rojo está repartido en 5 distritos, los cuales se componen de 8 barrios y Cabo Rojo Centro, su centro cívico, área que comprende la zona urbana principal de la ciudad, es la sede del gobierno municipal y se encuentra ubicado a unos 3 kilómetros de la línea costera del suroeste de la isla. El Municipio de Cabo Rojo, conocido oficialmente como Municipio Autónomo de Cabo Rojo, es el sexto más grande de Puerto Rico en extensión territorial, la segunda ciudad más grande en extensión del oeste de Puerto Rico, después de Mayagüez, la ciudad más poblada del distrito 20 y el municipio de Puerto Rico con más costas. Es conocida también como: Ciudad Mata con Hacha, Capital del Turismo, Cuna de Betances, Cuna del Pirata Cofresí, Capital del Marisco y por sus maravillas, Ciudad Maravillosa.
Es uno de los principales centros agrícolas, de recursos naturales y culturales del país, ostenta el mayor tráfico nacional de turismo interno del país y es conocida nacionalmente por sus iconos culturales y paisajes, como la Bahía de Boquerón, la estatua del Pirata Cofresí (única en su clase), las playas de Boquerón, El Combate, Buyé y Playuela (Playa Sucia), su Centro de Convenciones, el Bosque de Boquerón (uno de los más extensos del país), la isla Piñero (Ratones), las Fiestas de Fin de Año en Boquerón y las celebraciones de verano. Su gentilicio es caborrojeño.

## Reseña

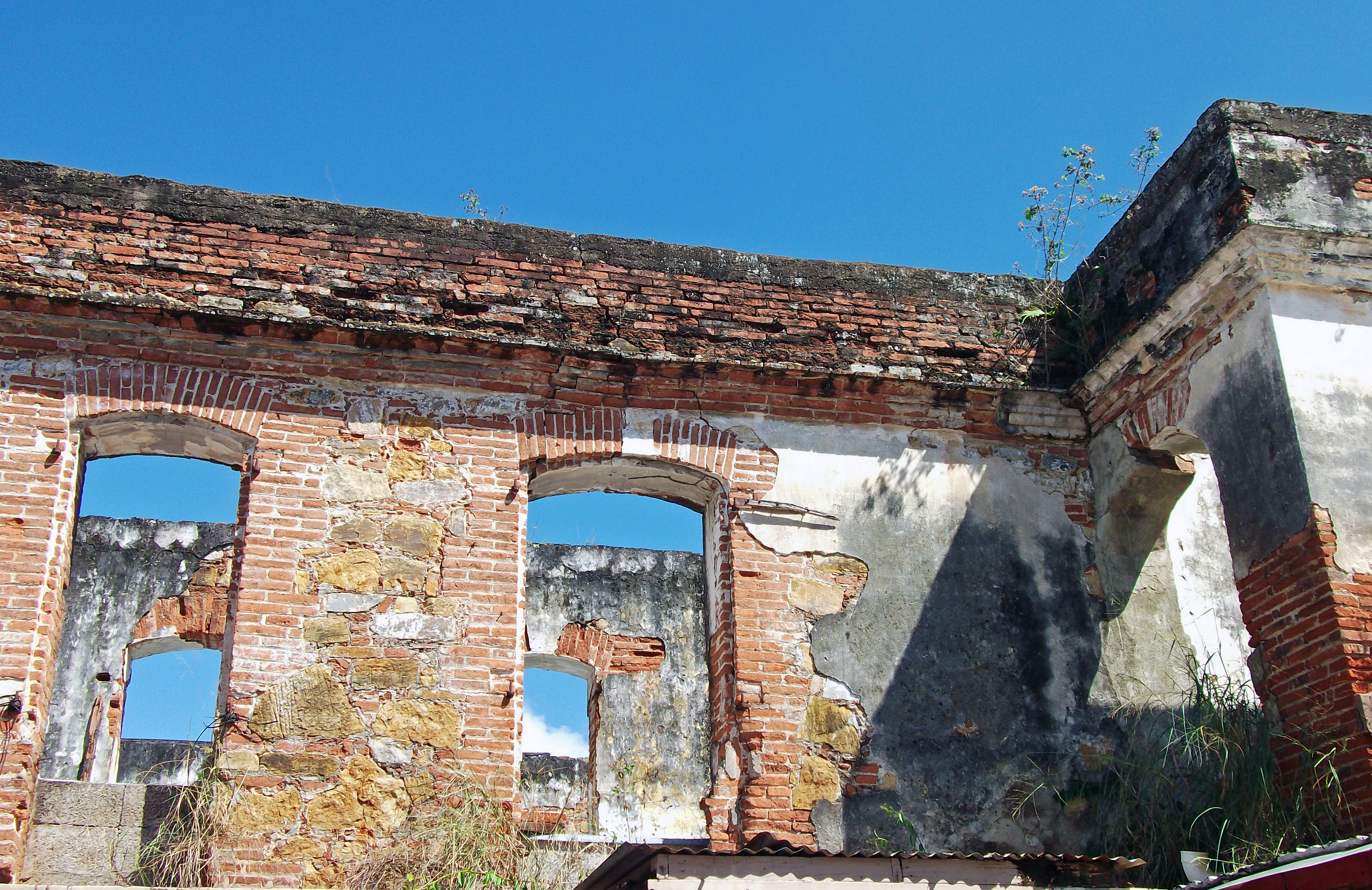
Ruinas españolas en el Centro de Cabo Rojo.

Cabo Rojo encierra, dentro de sus 187 km², no sólo una formidable belleza geográfica, sino toda una gama de sucesos históricos y personajes legendarios. El territorio es habitado por aborígenes desde los mismos inicios de la Era Cristiana. Estos, aprovechando los abundantes manglares, sus salinas y tierra fértil, se suplían de ostiones y yuca como elementos principales de su dieta. Aún quedan vestigios arqueológicos de los antepasados grabados y estampados en fragmentos de cerámica, petroglifos y restos de bateyes que se encuentran en sus costas y áreas montañosas. Tan reciente como en 1990, se halló en la Isla Piñero (Ratones) la osamenta de un indígena correspondiente a la cultura ostionoide (cultura indígena desarrollada en Cabo Rojo) y que data de hace 1 200 años.

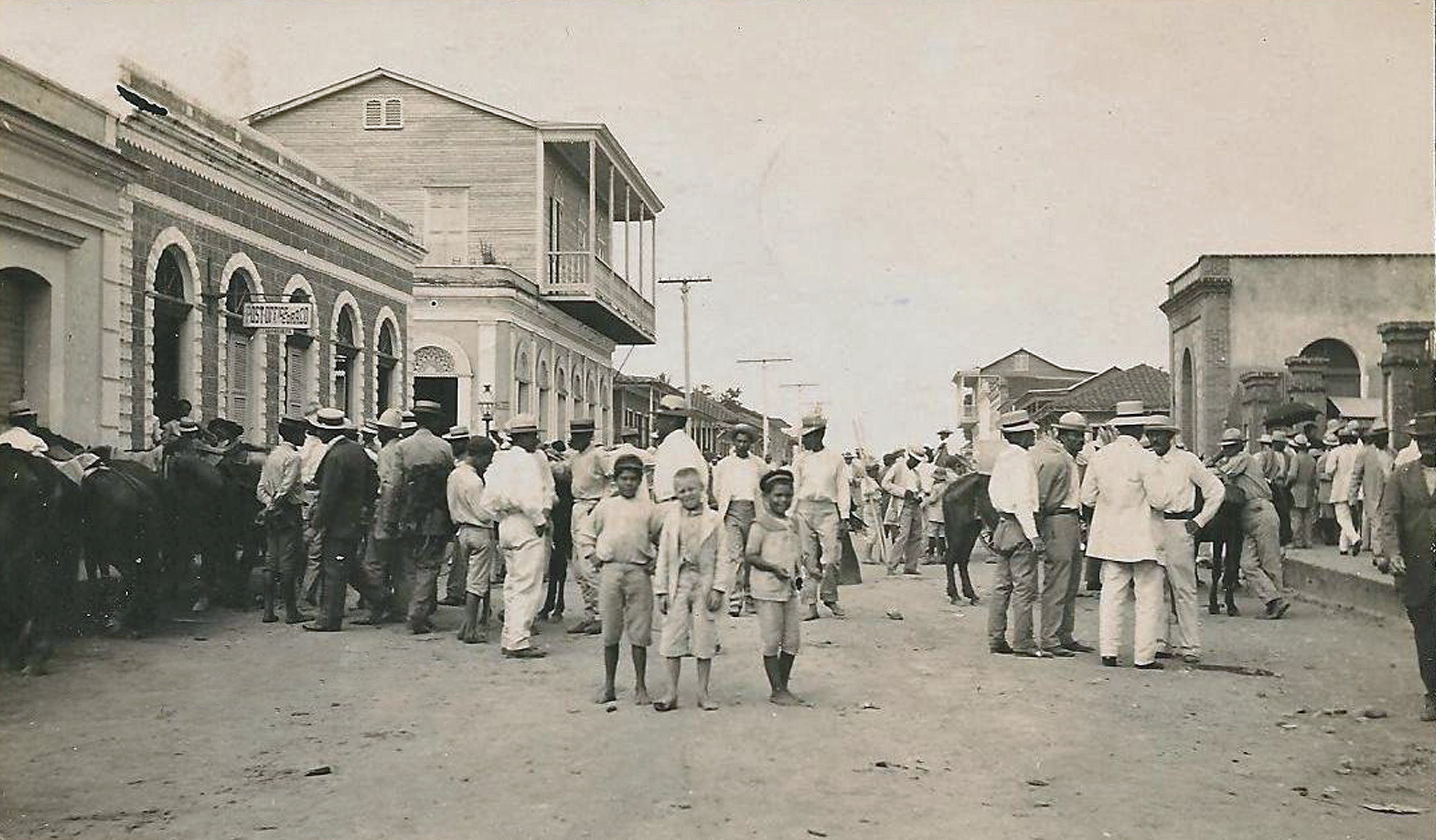
Calle Carbonell en el año 1913.

Tan temprano como para el 1511 (según el historiador don Salvador Brau y Asencio), ya los españoles comienzan a establecerse en las inmediaciones de los Morrillos de Cabo Rojo. Esto, con el fin de explotar las ensenadas ricas en sal que poseía el área. Este recurso, tan nuestro como el nombre de Cabo Rojo, fue motivo de combates y defensas valerosas con hacha en mano desde el primer siglo de colonización. Hubo que recuperarlo tras la breve invasión inglesa del 1585 en Punta Águila. Además se defendió exitosamente ante la amenaza aguadeña del 1769. De allí surge el popular nombre de los "Mata con Hacha" y la playa adyacente adquiere el nombre de "El Combate". Para ese mismo año frente a la Ermita San José (construida en 1559 y demolida en 1924), se suscitó otro acontecimiento similar, pero en esta ocasión frente a los sangermeños, logrando la misma suerte.
En 1771, se comienzan las gestiones para la fundación del pueblo por previo disgusto de índole territorial con los sangermeños (pueblo del cual era parte). Cabe señalar que una solicitud anterior, presentada en 1759, había sido denegada, sin embargo en esta ocasión se concede el permiso oficial el 17 de diciembre de 1771, con la designación de don Nicolás Ramírez de Arellano como su primer Alcalde. Esta gestión fue ante el Gobernador don Miguel de Muesas, conocido también como fundador de pueblos. Durante mediados del siglo XIX Cabo Rojo se constituye en un centro de idealistas e intelectuales de la época, entre éstos pueden mencionarse a Betances, Brau, Carbonell, y por qué no decirlo, el eternamente Pirata Cofresí. Las proezas de estos caborrojeños marcaron un hito en la historia de Puerto Rico. Hoy Cabo Rojo se asoma a un nuevo siglo comprometido con las expectativas del futuro, a su vez, atado al reto que enmarcan sus modelos históricos.

## Historia

### Fundación Primaria

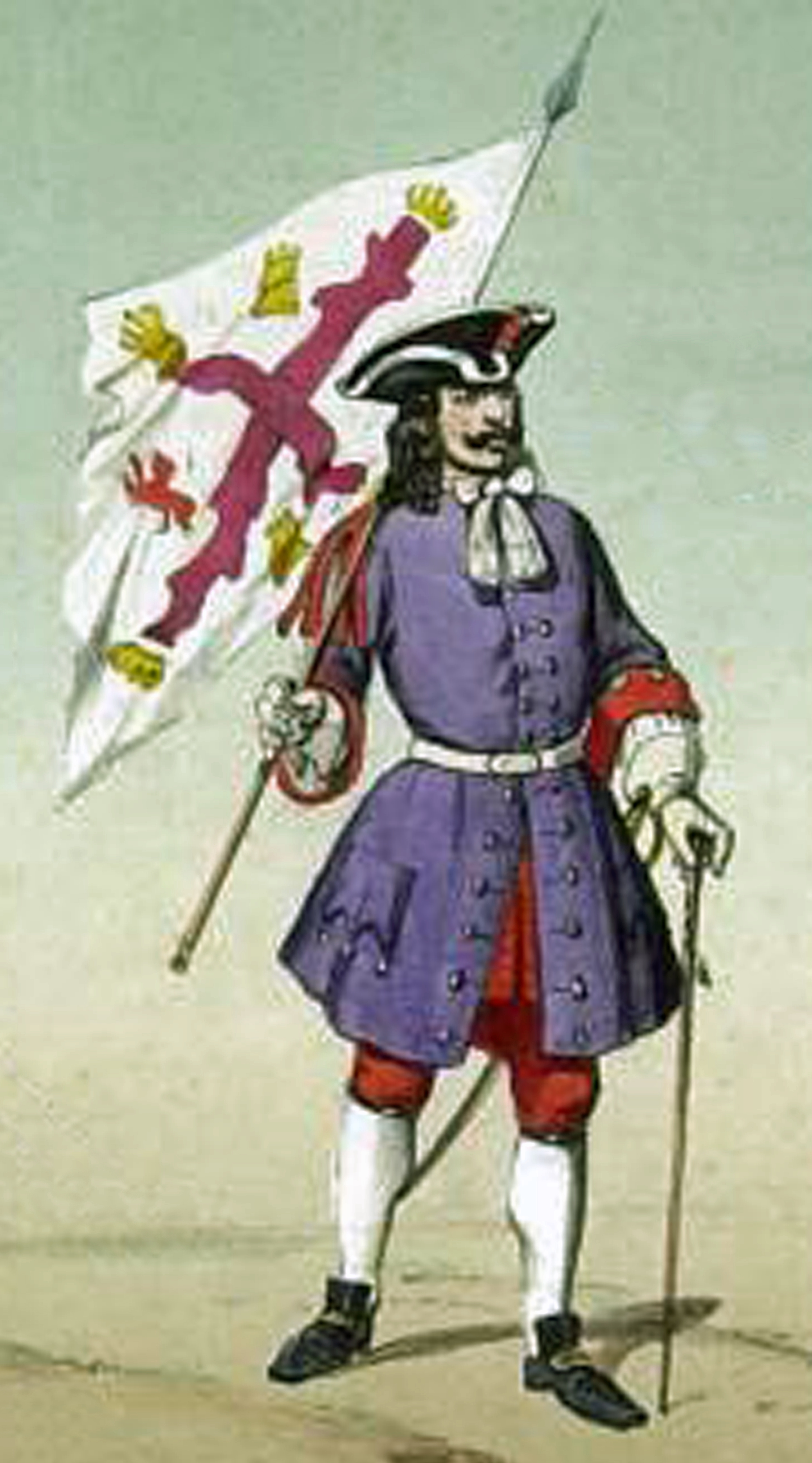
Nicolás Ramírez de Arellano y Martínez de Matos, gestor de la fundación oficial de Cabo Rojo.

Para los estudiosos, historiadores y hasta el mismo Salvador Brau y Asencio, Primer Historiador Oficial de Puerto Rico y caborrojeño, la ocupación española comienza en la costa sur, hoy barrios de Llanos Costa y Boquerón, la misma se produce con un asentamiento español en el año 1511 y se debe a la explotación de sal en la Laguna Fraternidad. Este asentamiento siguió creciendo en habitantes y para el año de 1525 se establece la industria salina en las tierras de los morrillos. Al paso de los años la industria se convierte en fuente de prosperidad y estabilidad económica para los asentados, los cuales comienzan a explorar los territorios al norte de los morrillos. Para el año 1550 ya habían llegado a lo que hoy se conoce como "La Mela" y 9 años después, en el 1559, establecen otro asentamiento en lo que se conoció como "Altos de la Bocoya". Este asentamiento prosperó notablemente debido a que estaba localizado a la entrada de la bahía de Puerto Escondido, hoy Puerto Real. Allí establecieron, para su protección, un fortín, el Fuerte La Mela. Años más tarde este asentamiento se reformaría y pasaría a formar parte del Poblado Puerto Real, puerto de vital importancia en el archipiélago de Puerto Rico.
Otro grupo de españoles pertenecientes al asentamiento de los morrillos, se había "adentrado" en territorio al este de La Bocoya, y mediante solicitud a la corona española, se les concede el permiso para construir una ermita y establecer allí un culto a San José. La construcción de esta ermita se realiza en el 1559, y se coloca bajo la advocación de San José.
En cada poblado la presencia de un templo era imprescindible; por lo que no era raro de que antes de que se fundara el pueblo existiera una capilla o ermita como parte de un ingenio o asentamiento, donde acudía la población establecida en sus cercanías. El establecimiento de ermitas, capillas o iglesias sólo era permitido en un poblado con más de treinta vecinos y a más de cinco leguas de distancia de la parroquia más cercana. No era raro que la fundación de un pueblo, fuera precedida por la convivencia de años en el lento desarrollo de una comunidad.
Con la construcción de la Ermita de San José sus pobladores fundan el Poblado San José. Esta comunidad se fortaleció con el pasar de los años y su densidad poblacional prosperó. El Poblado San José poseía una localización excelente debido a que estaba medianamente retirado del mar, el cual protegía el poblado de ataques marítimos pero a la misma vez estaba suficientemente cerca de la costa como para subsistir de los frutos del mar y la pesca.
En el año 1771 el señor, don Juan Antonio de Arce y el Alférez Real, natural de Cabo Rojo y alcalde de la Villa de San Germán, Don Nicolás Ramírez de Arellano y Martínez de Matos, deciden en separar o deslindar el territorio del Poblado San José de la Villa de San Germán y establecer un pueblo independiente con parroquia propia. Don Juan Antonio de Arce, en conjunto con 128 familias habitantes del poblado, redactaron un documento de petición de fundación al entonces Gobernador de la isla, Don Miguel de Muesas. El documento se conoció como "Testimonio Procesal Auténtico para la Instalación del Pueblo de San Miguel de Cabo Rojo". El Gobernador accedió con agrado y expidió el decreto de fundación en la capital el día 17 de diciembre del 1771. Con la firma del decreto del Gobernador en Cabo Rojo, el 17 de enero del 1772 quedaba instalado oficialmente el pueblo de San Miguel de Cabo Rojo.
Claramente, ya el pueblo que se conocería a partir del 1771 como Cabo Rojo, se había establecido mucho antes. El Testimonio Procesal Auténtico de este año fue para el establecimiento de la Parroquia San Miguel Arcángel, además, de que el testimonio procesal establecía diligencias para designar el perímetro urbano y señalar límites jurisdiccionales, las de mensura y la final.

### Fundación Oficial

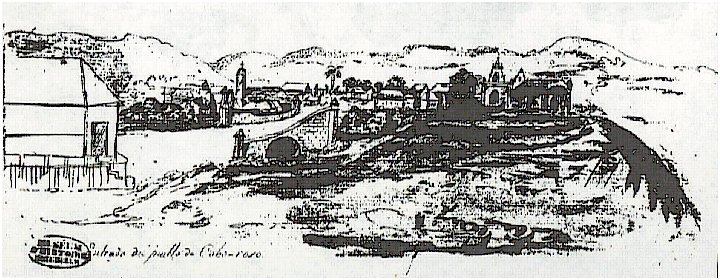
Dibujo del Centro de Cabo Rojo en 1826.

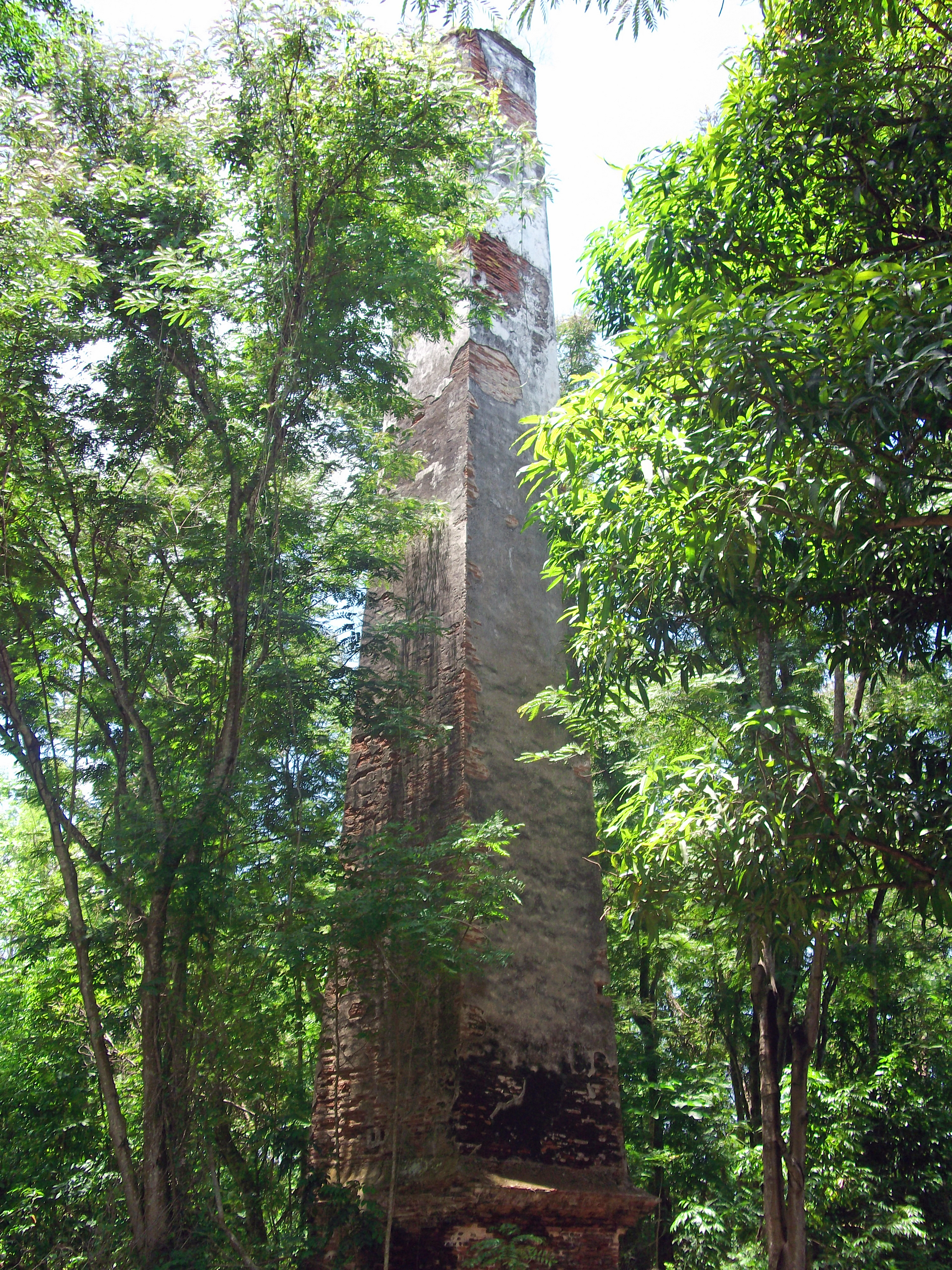
Ruinas de la Hacienda Belvedere.

En el año 1771 hace más de 242 años, era Gobernador del archipiélago de Puerto Rico, Don Miguel de Muesas. Teniente Coronel de Infantería Española de los ejércitos de Su Majestad y Capitán General de la Isla.
En esa época, un habitante natural de esta comarca, la cual los asentados al tiempo de fundarse el primitivo poblado llamaban "San José", situado en las estribaciones del Cerro Buena Vista, hombre resuelto, activo, perseverante, inteligente y de gran carácter moral, solicitó del Gobernador que le concediera autorización para separar y constituir como pueblo independiente de la Villa de San Germán este poblado el cual llevaría por nombre "San Miguel de Cabo Rojo", en honor del Gobernador. Ese habitante se llamaba Don Nicolás Ramírez de Arellano y Martínez de Matos, de feliz recordación y a quién tenemos que reconocer como el iniciador de la fundación de Cabo Rojo. El documento se conoce como el
"Testimonio Procesal Auténtico para la Instalación del Pueblo de San Miguel de Cabo Rojo".
***Decreto de Fundación***
El Gobernador prontamente accedió a lo solicitado y a tal efecto expidió un decreto concediendo la autorización para la fundación y disponiendo que se enclavara el nuevo pueblo en el mismo Poblado San José. Dispuso además, en dicho decreto, que la repartición del pueblo se verificara de la siguiente forma:

Después de abierto suficiente campo a fin de que, aunque luego se extienda, y aumente, lleve siempre una misma forma, se sacarán a regla y cordel la Plaza Mayor, las calles, cuadras y solares. La Plaza se situará en el medio en forma de cuadro, marcándose sus esquinas y salidas a los cuatro vientos. A continuación se construiría el Cuerpo de Guardia y la Cárcel Pública. Las calles se tirarán desde dicha plaza hasta los caminos principales y las cuatro deberán establecerse en lo dilatado del pueblo, o sea, algo en las afueras. Las casas que han de construirse a partir desde la plaza en los solares repartidos, se unirán para que unas con las otras se abriguen y defiendan, bien advertido que todos los pobladores quedarán obligados a construirse sus casas en el referido pueblo so pena de perder cualesquiera privilegios que como tales les correspondan. La Iglesia, en que ha de colocarse la Imagen de San Miguel Arcángel como santo patrono y erigirse en Parroquia, se construirá con fachada de catedral de dos torres, dentro de la Plaza Mayor y en terrenos ligeramente levantados.

En el decreto se impusieron condiciones a fin de poder realizar la fundación de Cabo Rojo. El decreto designa como primer Teniente a Guerra o Alcalde del nuevo pueblo a su fundador, Don Nicolás Ramírez de Arellano, jefe de los pobladores y de las 128 familias que iniciaron el proceso fundador del pueblo. Él mismo deberá hacer la disposición y reparto de los gastos que han de irrogarse en la construcción de las obras públicas para el ornato de la población. Se fijó a Don Nicolás Ramírez de Arellano y Martínez de Matos y los copobladores, un término de dos años para terminar la fundación. Habían de fijar los sueldos que devengarían el Párroco y el Sacristán y otorgar una escritura afianzada de fundar el nuevo pueblo.
Este decreto se expidió en San Juan, Puerto Rico el 17 de diciembre de 1771.

## Símbolos Municipales
La Ciudad de Cabo Rojo posee una serie de elementos simbólicos únicos, de gran valor para los caborrojeños, los cuales identifican a todos los habitantes de esta culta ciudad en cualquier parte del mundo.

### Escudo de Armas
***Descripción Heráldica***

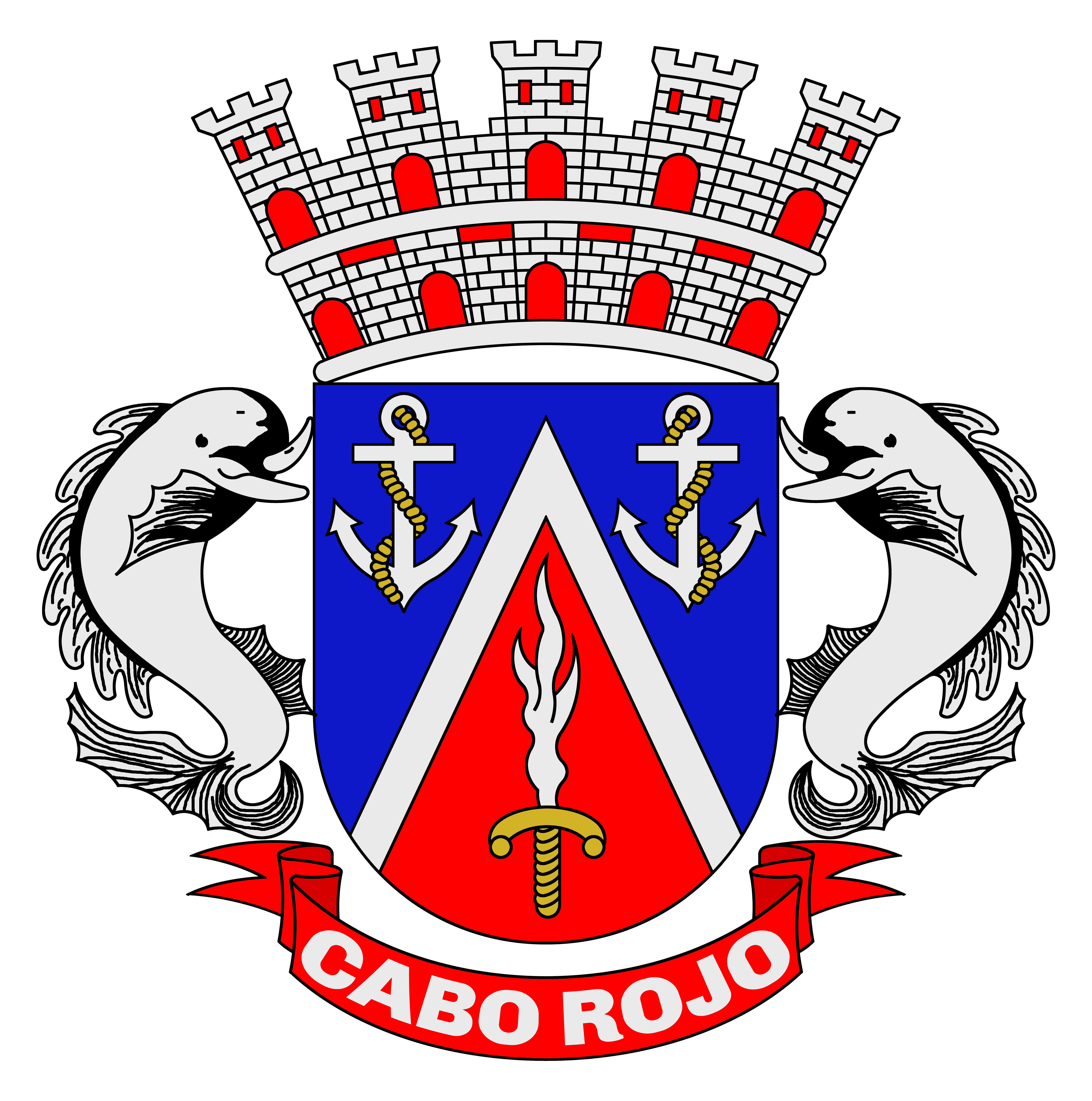
Escudo de Cabo Rojo

Tiene esta ciudad un blasón de forma cuadrilonga, redondeado en su parte inferior. En campo de azur, una punta de plata cargada de otra de gules, cargada ésta a su vez de una espada flamígera de plata, guarnecida de oro y acompañada en jefe de dos áncoras de plata, sus gúmenas de oro. Al timbre, corona mural de plata de cinco torres, mazonada de sable y aclarada de gules. Trae por soporte un delfín, de plata, pasmado y curvado a cada lado. En la base, una filacteria con el nombre de la municipalidad.l
***Simbolismo***
Sobre fondo azul, un triángulo isósceles, cuya base descansa en el borde inferior del escudo, ocupando los dos tercios de su anchura, y cuyo vértice sube hasta el extremo superior del escudo, sin tocar su borde. Los dos lados iguales del triángulo llevan un borde de plata. A sus lados, en la parte superior del escudo, figuran dos anclas de plata, con sogas de oro enrolladas en sus cañas. Sobre el escudo descansa una corona formada por murallas, de las que sobresalen cinco torres (visibles), todo de plata, con las piedras sillares que forman los muros denotadas por líneas negras. Las puertas anchas, ventanas y otros huecos de la corona son de color rojo. Dicha corona lleva cinco (5) torres para denotar su categoría y título de "ciudad".
Los esmaltes principales del escudo, azul, rojo y plata, recuerdan al fundador de San Miguel de Cabo Rojo, don Nicolás Ramírez de Arellano, y al eminente hijo de esta ciudad, don Ramón Emeterio Betances y Alacán, cuya tumba - monumento en mármol honra esta plaza. El linaje de los Ramírez de Arellano, dimanado, según tradición, de la Casa Real de Navarra, en su rama de Puerto Rico, ostenta en su blasón los colores rojo, azul y plata.
Rojo, azul y blanco fueron también, por notable coincidencia, los colores simbólicos de los ideales redentores de Betances, nacido en Cabo Rojo. Procedentes de Francia, vía Santo Domingo, constituían la representación cromática de los principios de la libertad, igualdad y fraternidad que el insigne patricio, sin distinciones, aplicaba lo mismo a los individuos que a los pueblos. Estos principios, de remoto fundamento cristiano, le llevaron a libertar esclavos en la pila de bautismos y a proyectar para toda una nación - su patria - el advenimiento al cónclave de los países libres del mundo. El rojo, el azul y el blanco fueron los colores con que adornaba su casa de Mayagüez y con que, años más tarde, adornó el cielo mismo en Lares.
La punta o triángulo rojo: simboliza el Cabo, bermejo cual le vio Cristóbal Colón, y el azul y el blanco, con las anclas, el mar que le rodea, con sus antiguos puertos y ensenadas, propicias a las hazañas y peripecias de la guerra marítima, a las aventuras de corsarios y piratas, a la pesca y al tráfico mercantil.
Las anclas: recalcan este simbolismo, a la vez que junto a la punta, emblema heráldico de la rectitud, mantienen su universal significación como jeroglífico de la esperanza.
La espada flamígera: por último, dominante en el escudo, es el atributo de San Miguel Arcángel, patrón de Cabo Rojo y simboliza no sólo la Justicia Divina, sino la excelsa virtud de la humanidad, significada en el grito que es divina del Príncipe de la milicia celestial: ¿Quis ut Deus? (¿Quién como Dios?)
La corona mural: que lo realza y distingue es emblema de municipalidad. Representa la unidad, la solidaridad, el propósito común que debe animar a los habitantes de una ciudad y municipio como portador de una tradición histórica que ha de proyectarse en el futuro. La misma lleva cinco torres.
Los soportes: ilustrados por delfines de plata simbolizan el mando que los hijos de la ciudad ejercen sobre el mar y sus riquezas pesqueras, añadiendo a esto, que el delfín es el animal símbolo de la ciudad.
A los pies, fuera del escudo, aparece una filacteria o cinta volante, roja con el nombre de la ciudad Cabo Rojo escrita en letras blancas.
Cabe destacar que el escudo de armas fue aprobado oficialmente, tanto por el Instituto de Cultura Puertorriqueña como por la Asamblea Municipal de Cabo Rojo, en 1971, y fue creado por el Sr. Roberto Beascoechea Lota, consultor especial del Instituto de Cultura Puertorriqueña en asuntos heráldicos.

### Bandera Municipal

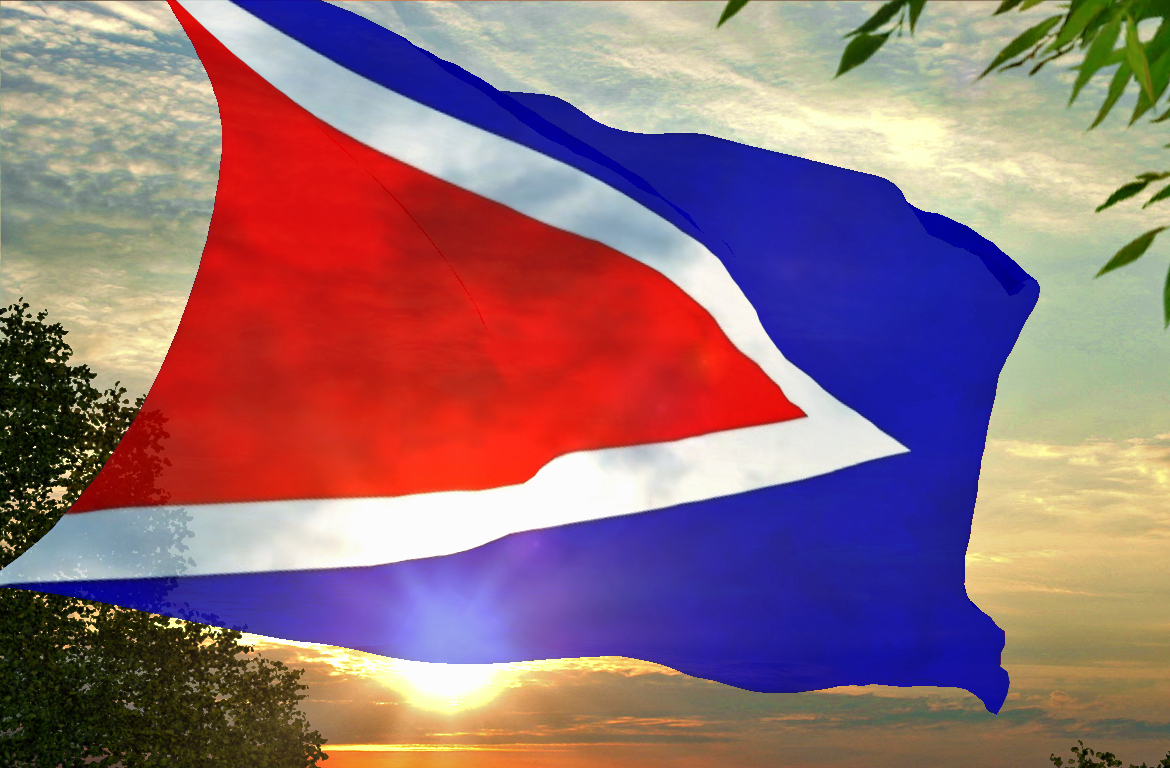
Bandera de Cabo Rojo

La bandera porta los colores del escudo de Cabo Rojo y su simbolismo deriva de este. Está basada en los colores rojo, blanco y azul y en el diseño del escudo municipal.
Consiste de un paño de las dimensiones usuales en las banderas municipales de Puerto Rico. De este paño, azul, se levanta del extremo que está inmediato al asta, un triángulo blanco donde su base, parte de los bordes inferior y superior de la bandera, pero su punta no toca el otro extremo, opuesto al lado del asta. Superpuesto a este triángulo blanco, se levanta otro triángulo rojo, donde su base comienza en el extremo del asta y sus bordes, iguales a los del triángulo blanco. Con la unión de estos dos triángulos, se forma una "V" blanca entre los colores rojo y azul.

### Sello Oficial

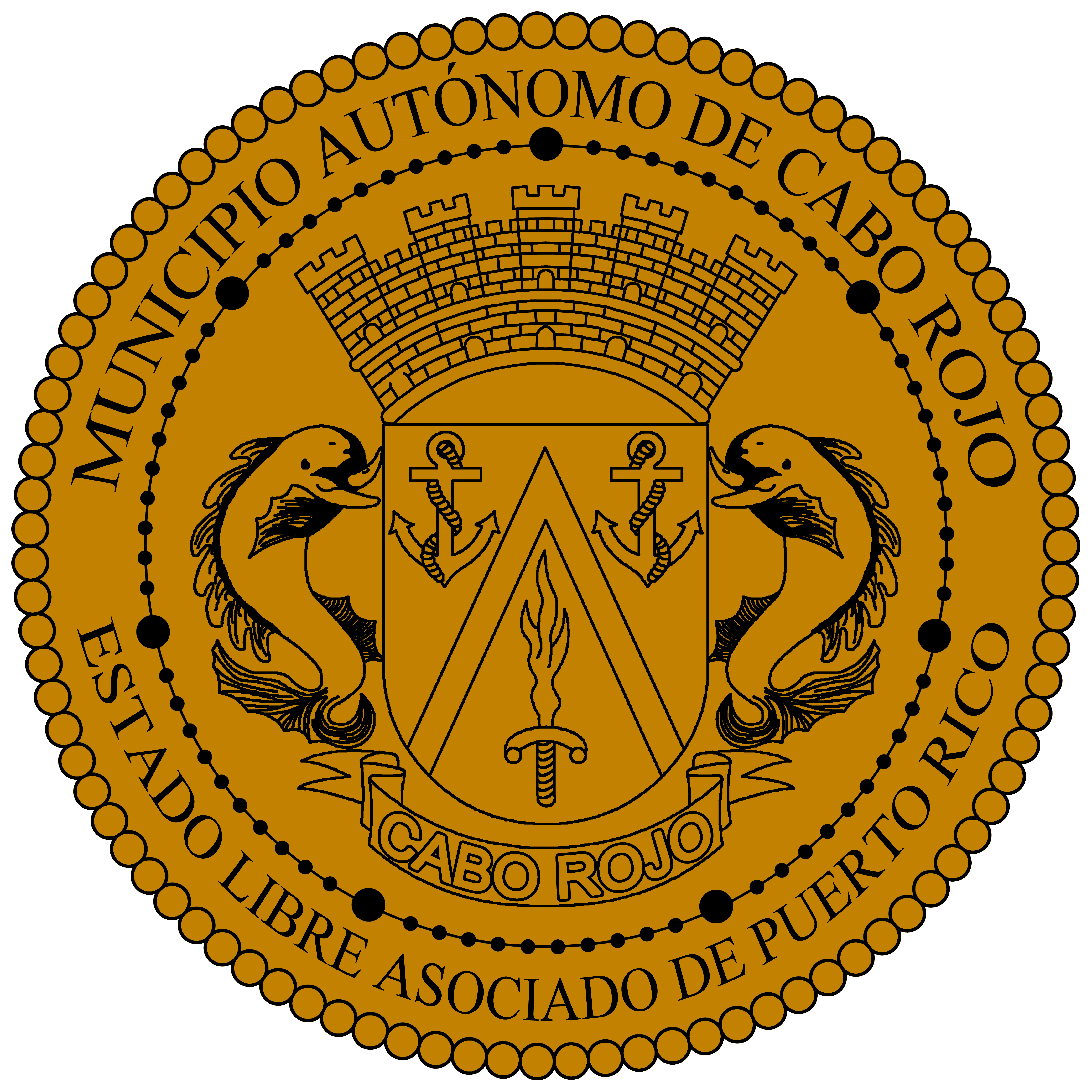
Sello Municipal de Cabo Rojo

El sello municipal de la Ciudad de Cabo Rojo consiste del dibujo lineal del escudo oficial, rodeado en círculo de la inscripción:
MUNICIPIO AUTÓNOMO DE CABO ROJO
ESTADO LIBRE ASOCIADO DE PUERTO RICO
Este sello es utilizado para representar a la entidad municipal de la ciudad y oficializar ciertos edictos y documentos. Las autoridades municipales de la ciudad son los que generalmente utilizan este sello. Existe otro sello de igual diseño que este para ser utilizado por la ciudadanía en general, con la única diferencia que la inscripción dice: 
CIUDAD DE CABO ROJO
FUNDADA 1771

### Ave Símbolo

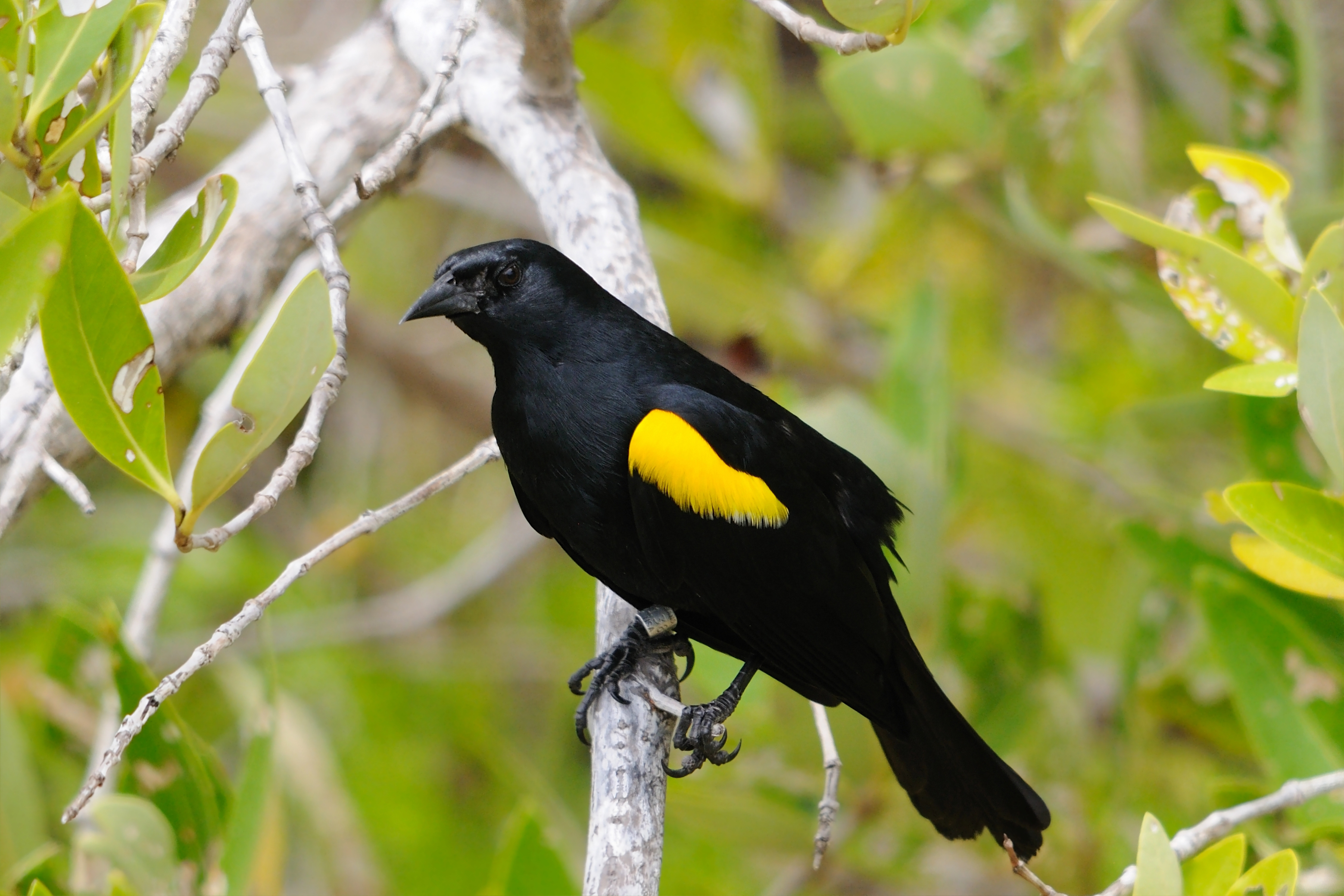
Capitán o Mariquita.

El Capitán (conocido también como la Mariquita), es el ave oficial de la ciudad. Lamentablemente es una de las aves autóctonas en serio peligro de extinción. Es precisamente el punto más alto de Cabo Rojo su lugar más importante de anidaje. La Mariquita de Puerto Rico fue incluida en la lista federal de especies en peligro de extinción en el 1976 y se designó el suroeste de Puerto Rico, el pueblo de San Germán, Roosevelt Roads Naval Station y la Isla de Mona como hábitat crítico para la especie. El Departamento de Recursos Naturales y Ambientales, y el Servicio Federal de Pesca y Vida Silvestre comparten un programa de recuperación de la Mariquita en el suroeste de Puerto Rico (Bosque Estatal de Boquerón), el segundo bosque de mangle más extenso de Puerto Rico después del Bosque de Piñones. Este programa consiste principalmente en proveer estructuras artificiales de anidaje para la Mariquita y el control de la población de tordos lustrosos. Mejorar el éxito reproductivo de esta especie es importante para aumentar el número poblacional de la Mariquita, incorporando cada vez más juveniles a la población existente. Sin embargo, la protección del hábitat que la especie necesita para sobrevivir es imprescindible para la recuperación de la misma.

### Flor Símbolo

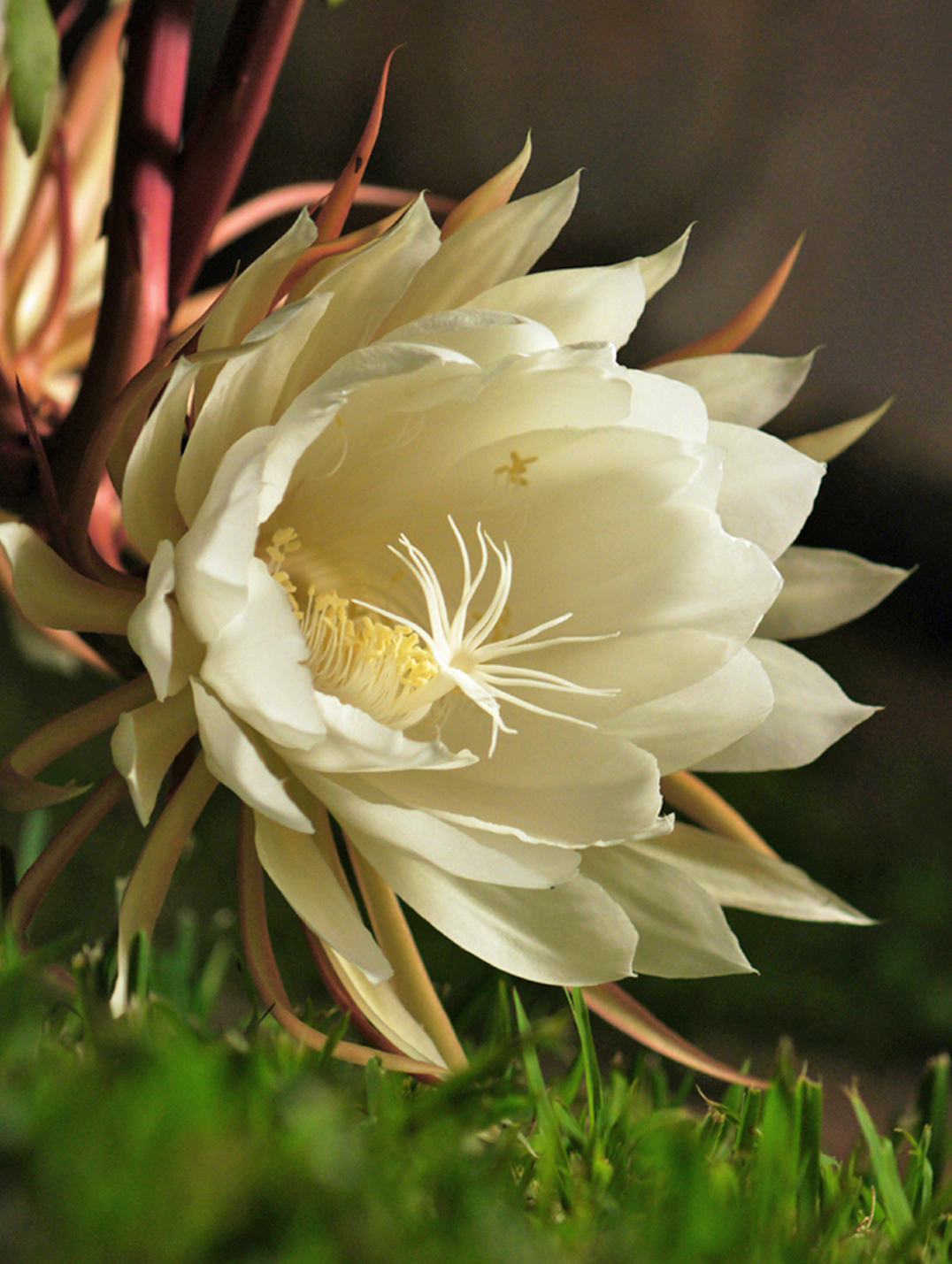
Flor del Sebucán.

La flor del Sebucán es la flor oficial de Cabo Rojo. Abundante en la parte sur de la ciudad, entre los barrios de Llanos Costa, Llanos Tuna y Boquerón. Ofrece una hermosa y tierna flor blanca. El Sebucán llega a alcanzar los 20 pies de altura, destacándose majestuosamente en nuestra flora. Más fácil de encontrar en la parte costera como en la Laguna Guaniquilla, las Salinas, el faro y en los terrenos de la Reserva Federal de Pesca y Vida Silvestre en Boquerón.

### Árbol Símbolo

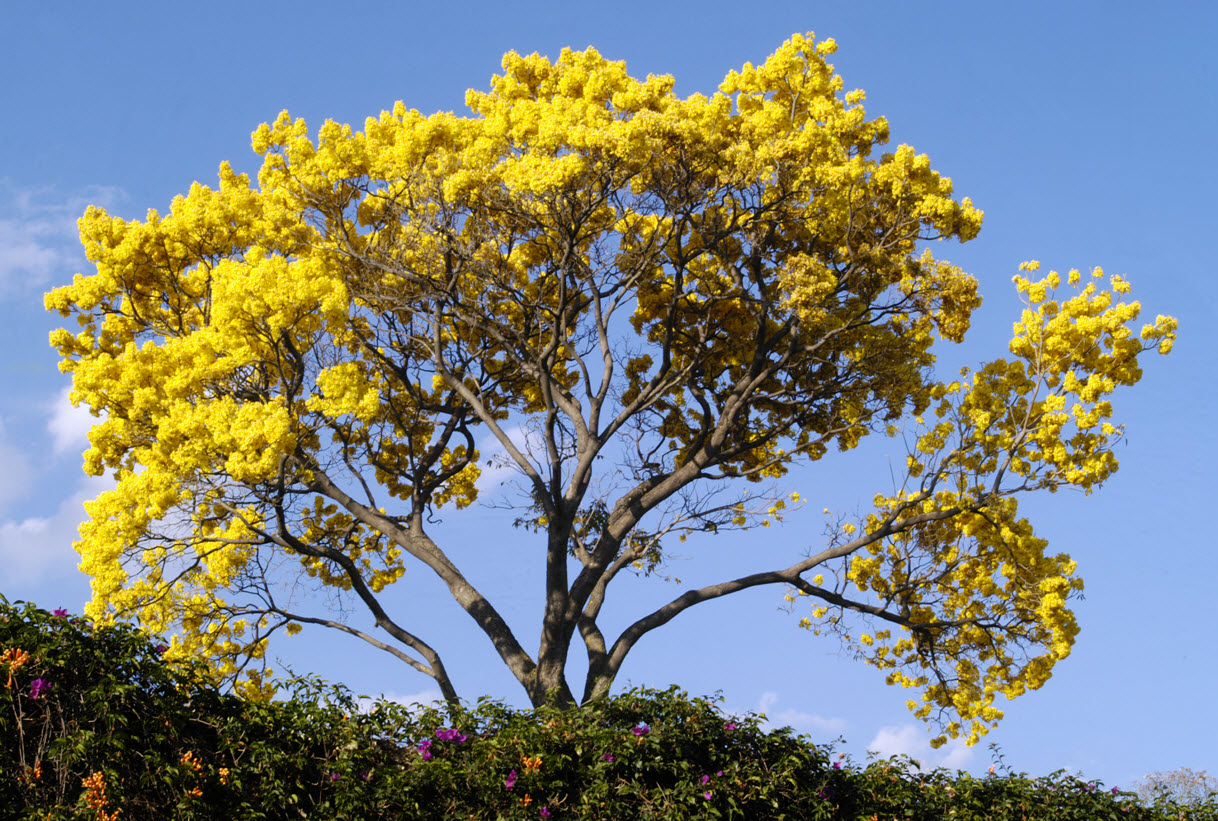
Guayacán.

El Guayacán es el árbol oficial de Cabo Rojo. La solidez de su corazón, unido a su abundancia en nuestro suelo, lo convierten en el símbolo del tesón y voluntad del caborrojeño. Las propiedades medicinales que se le atribuyen y que le dan el nombre de "Palo Santo" son características propias del ambiente relajante de esta ciudad. Muchas de las especies de Tabebuia se cultivan a efectos decorativos, ya que se caracterizan por florecer antes de que el follaje caduco vuelva a brotar. Son valiosos también para la carpintería, que aprecia la dureza, peso y resistencia al agua y las pestes de su madera; aunque no se adaptan a trabajos delicados por la dificultad de su trato, son óptimos para material de exteriores. Algunas especies son además sumamente resistentes al fuego. La corteza de muchas de estas especies, conocidas genéricamente como pau d' arco o ipé en portugués, se emplea en infusión como fungicida y tratamiento renal. Las múltiples afirmaciones de que tiene efectos benéficos en el tratamiento del cáncer no han sido verificadas científicamente.

### Piedra Símbolo

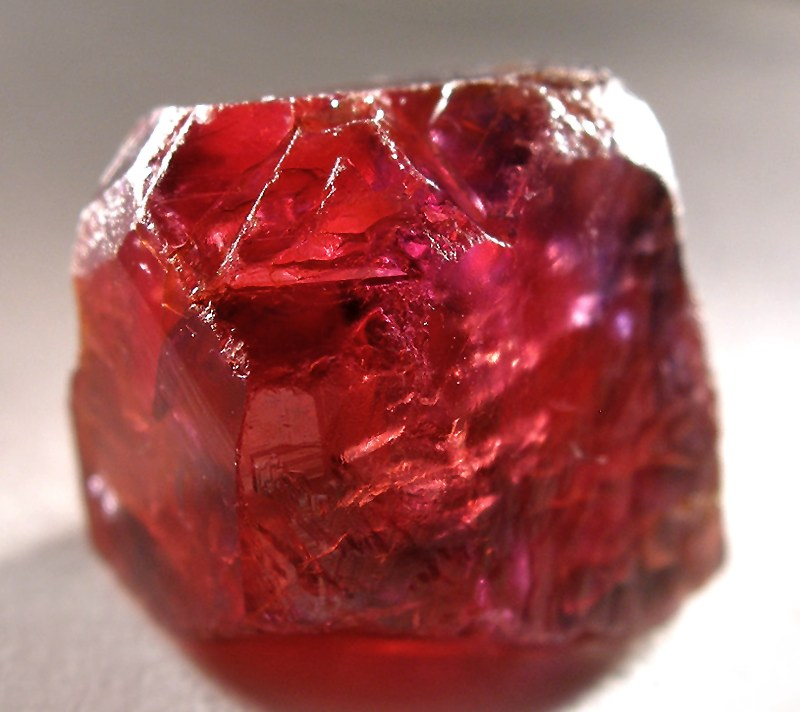
Rubí.

El rubí, piedra preciosa, variedad mineral del corindón, el segundo mineral más duro tras el diamante. La variedad más valiosa es limpia, de color rojo intenso y se llama sangre de paloma. Cabo Rojo ha adoptado el rubí como piedra símbolo por razones obvias. Primeramente, el color de la piedra es el rojo intenso, color del cual obtiene el nombre nuestra ciudad, el cabo "ROJO". El color rojo oscuro o rojo "sangre" hace alusión, también, a la sangre vertida por los caborrojeños en defensa de la ciudad en diversas ocasiones a través de su larga y rica historia, como por ejemplo, las batallas de: las salinas, de la ermita, la defensa del fuerte la Mela y las defensas del Puerto Real, entre otras. Otra razón lo es que el rubí es la segunda gema más valiosa después del diamante, y esto significa que Cabo Rojo al compararse con el resto del Archipiélago de Puerto Rico tiene mucho valor como municipio y ciudad en todas las perspectivas del puertorriqueño. Por último, el rubí con su dureza, significa la fuerza y el tesón que muestra el caborrojeño como persona en todas sus facetas, y con su belleza, el carácter hospitalario, amigable y gentil que muestra el caborrojeño en lo personal.

### Animal Símbolo

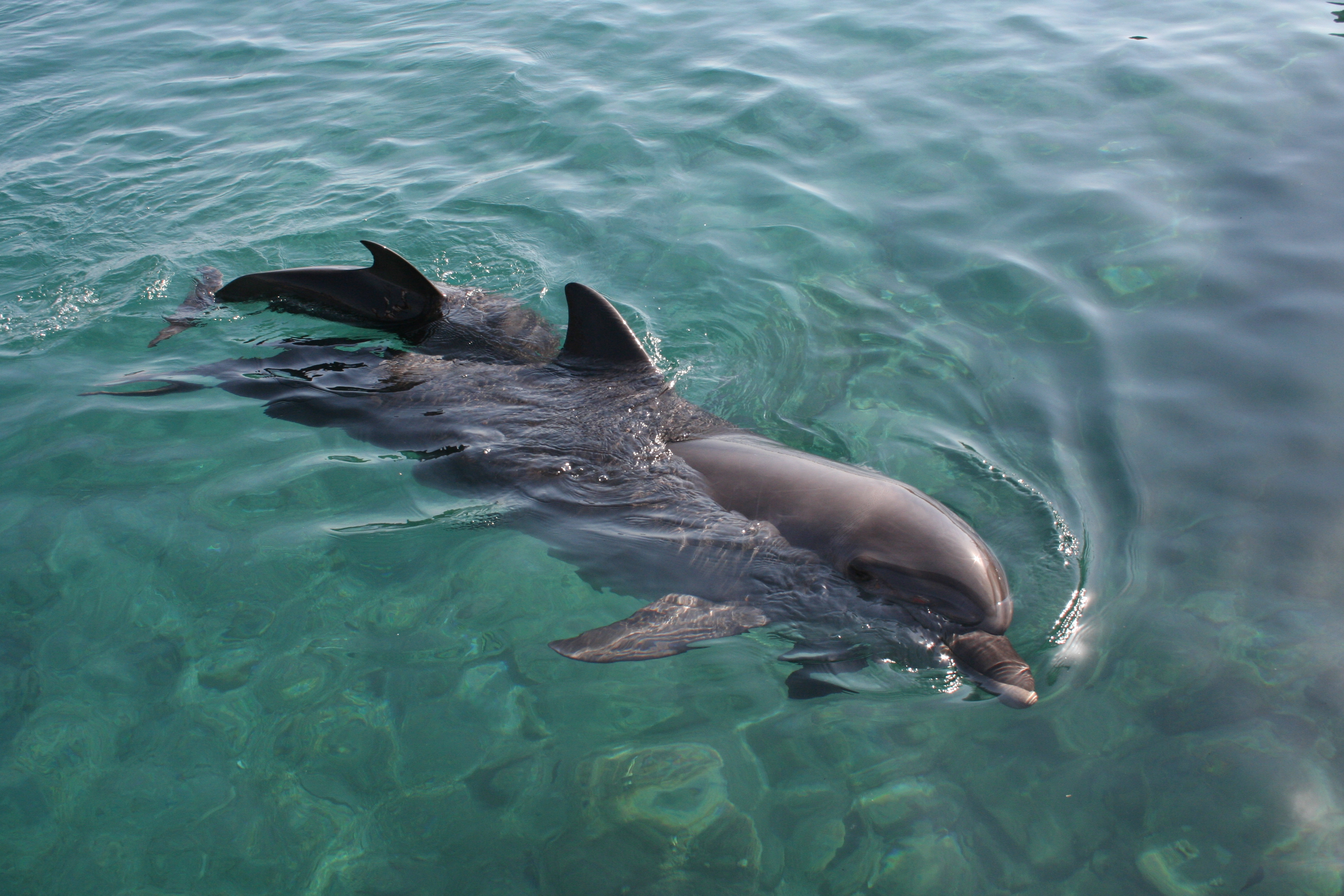
Delfín.

El delfín fue escogido como animal símbolo por variadas razones.
En primer lugar, los delfines abundan en las costas caborrojeñas, durante todo el año, pero especialmente durante la época de apareamiento cuando se divisan fácilmente desde la playa en sus bailes de cortejo.
Además, que el delfín, al igual que el carácter propio del caborrojeño, es amigable, amistoso y de carácter dócil pero cuando se le ataca suele defender su territorio de alguna amenaza. Este hecho se demuestra en el carácter del caborrojeño en el pasado al recordar las famosas e históricas batallas de Las Salinas en el barrio Boquerón; la del año 1585 contra los ingleses y la del 1769 cuando los caborrojeños defendieron nuevamente Las Salinas, esta vez armados de hachas, en contra de un grupo de invasores provenientes del pueblo de Aguada. Debido a esta batalla el sector adquiere el nombre de El Combate. Otra batalla se efectuó frente a la Ermita San José, en el cual los caborrojeños defendieron con gran valor y tesón la entrada a la villa por parte de unos invasores provenientes del vecino pueblo de San Germán. Debido a estas importantes batallas los caborrojeños adquieren el nombre de "Mata con Hacha".
Por último, el delfín representa la gallardía del caborrojeño y el mando que estos ejercen sobre el mar y sus riquezas pesqueras.

### Estructura Símbolo

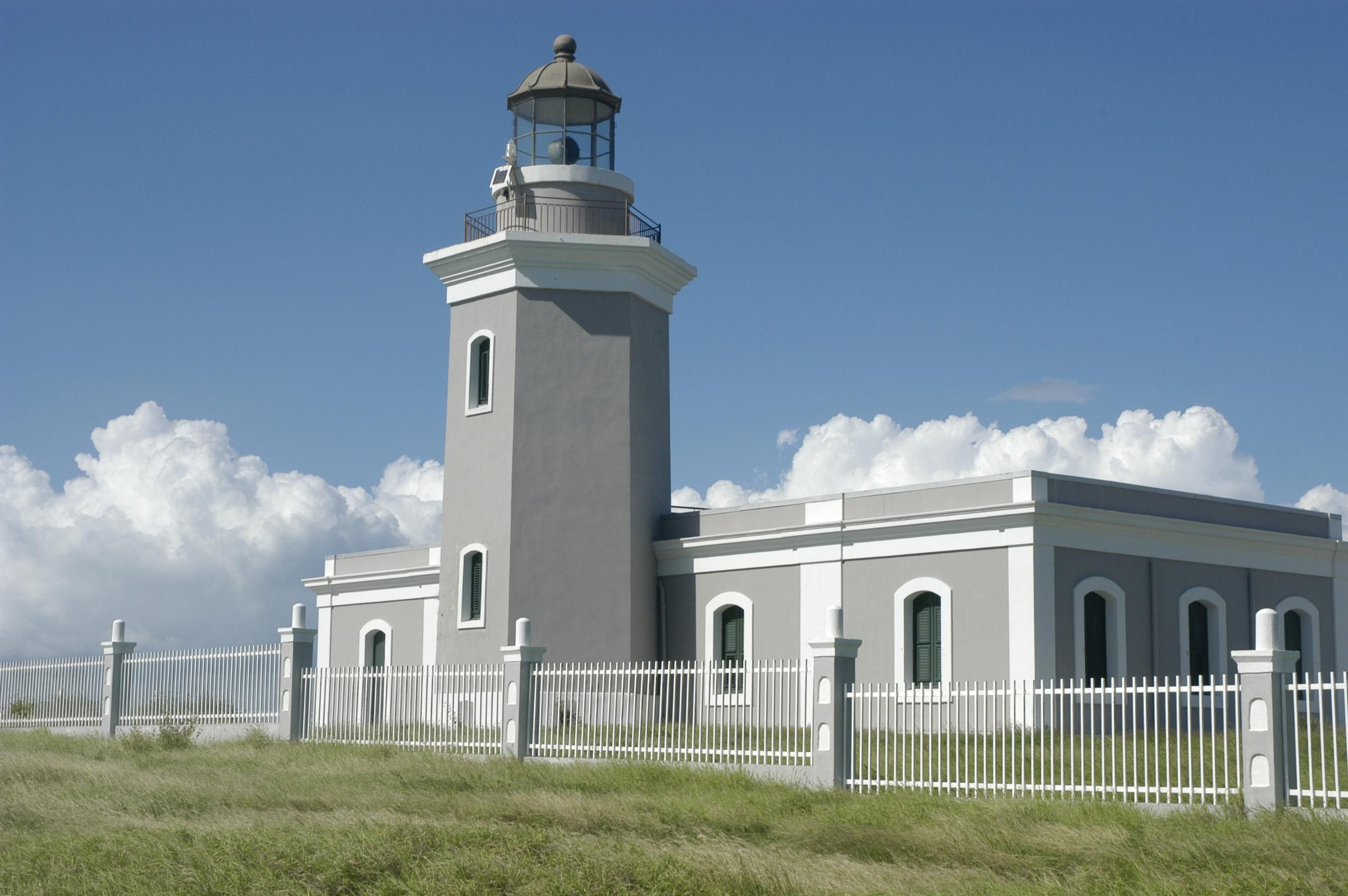
Faro de los Morrillos

El Faro de los Morrillos el la estructura símbolo de la Ciudad de Cabo Rojo porque es la estructura o edificio caborrojeño más reconocido por el puertorriqueño como perteneciente a Cabo Rojo.
Cuando un puertorriqueño observa la estructura del faro ya sea en fotos o en videos, indistintamente si está identificado como el faro de Cabo Rojo, rápidamente se le viene a la mente la ciudad Mata con Hacha, debido a que este edificio es fácilmente identificado en todo Puerto Rico como un ícono de Cabo Rojo.
Además, que el faro en sí, se asienta en el precioso Cabo Los Morrillos como guardián que cuida y guarda la entrada a la ciudad y todos los tesoros geográficos y marítimos que ofrece a los locales y extranjeros por igual.
Como dato relevante e importante el Faro de los Morrillos de Cabo Rojo es la estructura más al sur del archipiélago de Puerto Rico, construido en el 1881, en el extremo más sureño de Borínquen.

### Fruta Típica

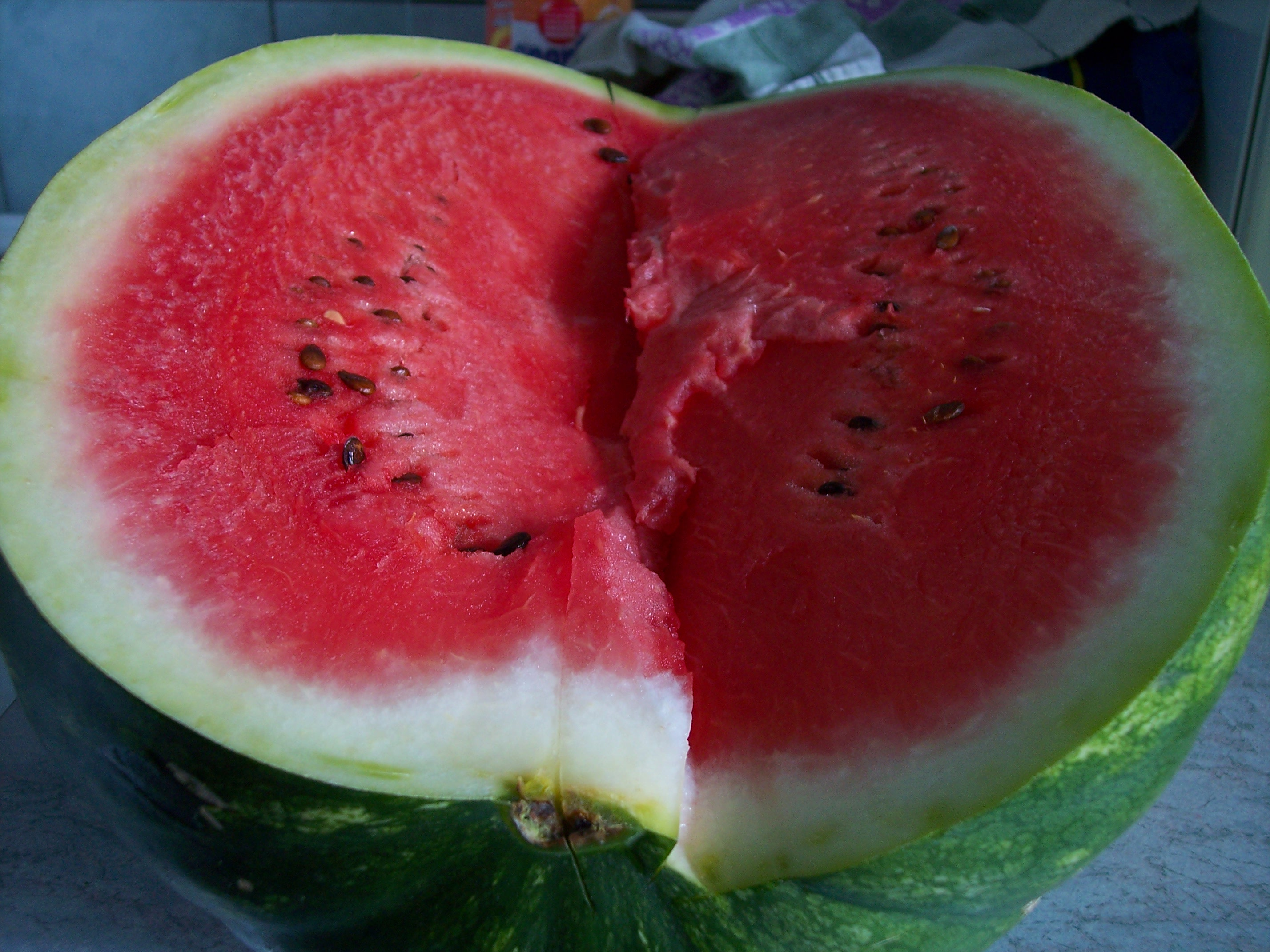
Melón de Agua.

El melón de agua es la fruta típica de la ciudad por ciertas razones.
En la costa sur del municipio, específicamente, en el área del Corozo, se llegó a cultivar en grandes cantidades esta fruta para el comercio local y extranjero. Para una época, llegó a ser la fruta más cultivada en la costa suroeste de Cabo Rojo. Inclusive, en el Barrio Boquerón, el extremo sur de la Bahía de Boquerón, se le denomina como Punta Melones, por la acogida que tuvo en esa región el cultivo de esta fruta.
El melón, en su centro, exhibe uno de los colores distintivos de Cabo Rojo, el rojo.
Por último, el melón posee un sabor refrescante y relajante, el cual se podría decir que hace alusión a la manera en que se sienten los visitantes que acuden a esta ciudad en busca de relajamiento en un ambiente refrescante y atractivo.

### Plato Típico

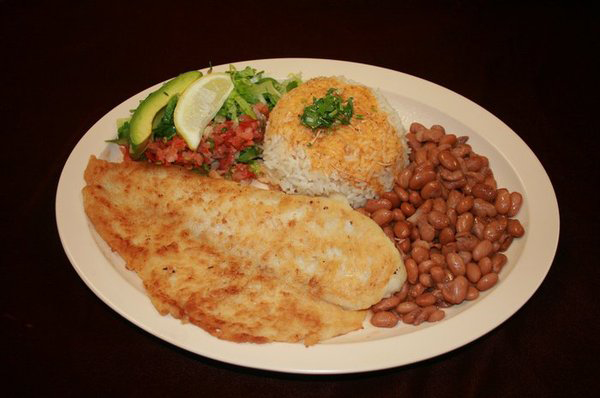
Arroz, Habichuelas y Pescado Frito.

El arroz y habichuelas acompañado con pescado frito es el plato típico de Cabo Rojo. Este plato no sólo describe al caborrojeño como puertorriqueño, ya que el arroz y habichuelas es el plato nacional de Puerto Rico, sino que además incorpora el pescado que es el producto principal de pesca en las villas pesqueras y pescadores independientes. El pescado al ser tan típico y común en la ciudad le da el toque caborrojeño a este plato. En muchos hogares caborrojeños se confecciona casi a diario este plato, debido a la accesibilidad del pescado, producto principal en nuestras costas. El pescado se ha convertido en ingrediente esencial en nuestros platos culinarios, y se consume en todo Cabo Rojo de todas las maneras posibles de prepararlo.

### Dulce Típico

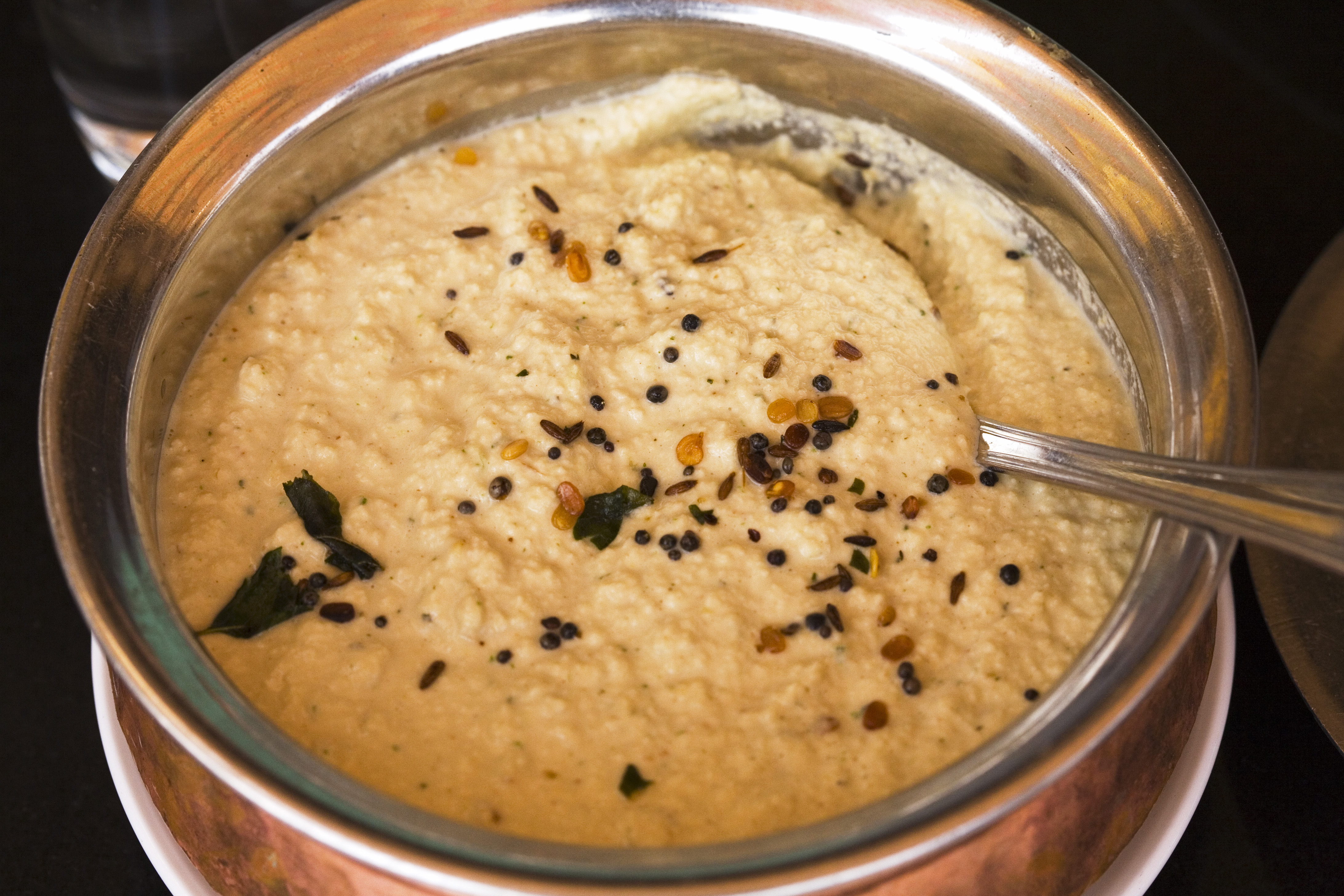
Crema de Coco.

La crema de coco es el dulce típico más distintivo de esta ciudad. Para comenzar, se elabora a base de coco, un ingrediente fácil de encontrar a través de todo el litoral caborrojeño. Se escogió como dulce típico por la acogida que tuvo y todavía tiene en regiones de la ciudad. Hasta hace un tiempo existió en el centro de esta ciudad una familia con el nombre de "Los Cremeros" que se dedicaban a confeccionar y vender mediante el "pregón" por las calles y la Plaza Dr. Ramón Emeterio Betances y Alacán de Cabo Rojo este aromático y procurado dulce.
Este dulce, tan caborrojeño como el faro y el pirata Cofresí, no solamente se prepara en el Centro, también podemos encontrar individuos e incluso familias que se dedican a la confección del dulce en áreas como: El Combate, Boquerón, Guaniquilla y Las Palmas. La crema de coco es aún, el dulce más representativo de esta ciudad.

### Distintivo Histórico

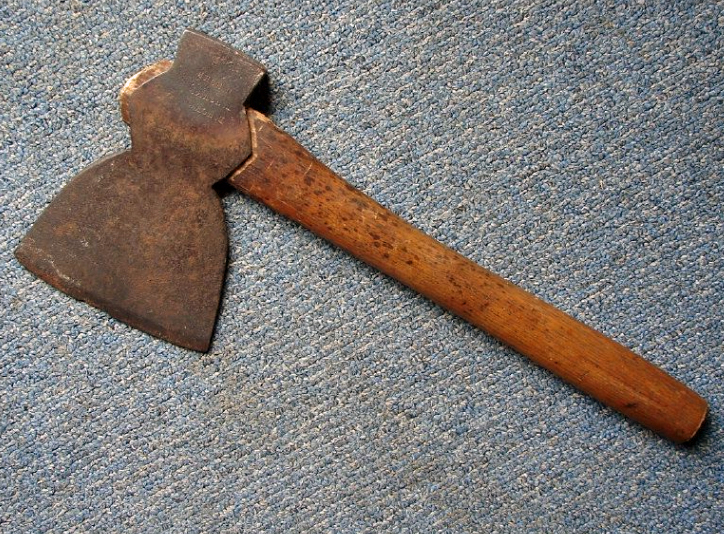
El Hacha.

El hacha se ha convertido en el símbolo propio por excelencia de la cultura e historia de la ciudad de Cabo Rojo.
No hay otro elemento de este tipo que identifique tanto al caborrojeño como el hacha. Siendo una herramienta de trabajo doméstico, la cual era una de las más usadas en la región para aquella época, se convirtió en arma de defensa contra varios ataques dirigidos a esta ciudad por parte de otras regiones locales. En aquellas ocasiones los caborrojeños expulsaron y defendieron valerosamente Las Salinas y otros lugares de los ataques, obteniendo así el llamativo apodo de los "Mata con Hacha". Reconocida nacionalmente como símbolo propio de esta ciudad, famosa por la defensa de sus territorios y pertenencias a través de su rica y legendaria historia. El distinguido político caborrojeño, Antonio Fas Alzamora, pasado presidente y actualmente destacado senador de la Asamblea Legislativa del gobierno de Puerto Rico ha adoptado esta herramienta como símbolo propio, debido a su profundo y arraigado orgullo de ser hijo de esta ciudad. Ningún otro municipio de Puerto Rico posee esta distinción y peculiaridad.

## Himno Municipal
La composición
"Mi Cabo Rojo Querido" es una fina y majestuosa danza escrita por el caborrojeño Carlos Weber "El Maestro".
Mi Cabo Rojo querido
Donde yo he vivido
y quiero morir
Cuna de grandes personas
Betances, Asencios
También Cofresí.
Cuenta con bellas praderas
Las playas enteras no tienen igual
Sus montes, salinas y valles
Por donde tu pases
Siempre admirarás.
Y es pueblo de gente noble
Su ambiente sin igual
Todo el que nos visita
Admira este lugar.
Su faro siempre alumbra
Todo este litoral
Velando aquel que venga
Pueda hasta aquí llegar.
La isla de Puerto Rico
Es isla espectacular
Sin nuestro Cabo Rojo
No sería linda, no sería igual
Sin nuestro Cabo Rojo
No sería linda, no sería igual.

## Gobierno y Política

### Alcalde

El gobierno es uno municipal que recae el poder bajo un alcalde, su obligación consiste en defender los intereses de sus conciudadanos mediante la ejecución de las políticas locales que tengan por objetivo la mejora de su calidad de vida. Este puesto fue ocupado hasta el 31 de diciembre de 2020 por Roberto José "Bobby" Ramírez, del Partido Popular Democrático. Puesto electivo cada 4 años, mediante Elecciones Generales.
Funciones del Alcalde
- Organizar, dirigir y supervisar todas las funciones y actividades administrativas del Municipio.
- Coordinar los servicios municipales entre sí, para asegurar su prestación integral y adecuada en la totalidad de los límites territoriales del municipio y velar porque la población tenga acceso en igualdad de condiciones, al conjunto de los servicios públicos mínimos de la competencia o responsabilidad municipal
- Promulgar y publicar las reglas y reglamentos municipales.
- Cumplir y hacer cumplir las ordenanzas, resoluciones, reglamentos y disposiciones municipales debidamente aprobadas.
- Representar al municipio en acciones judiciales o extrajudiciales promovidas por o contra el municipio, comparecer ante cualquier Tribunal de Justicia, foro o agencia pública del Gobierno del Estado Libre Asociado de Puerto Rico y del Gobierno de los Estados Unidos de América y sostener toda clase de derechos, acciones y procedimientos. En ningún procedimiento o acción en que sea parte el municipio, el Alcalde podrá allanarse a la demanda o dejarla de contestar sin el consentimiento previo de la mayoría absoluta de los miembros de la Legislatura. El Alcalde someterá ante la consideración de la Legislatura Municipal toda oferta de transacción que conlleve algún tipo de desembolso económico mayor de veinticinco mil (25,000) dólares, previo a someter dicha oferta de transacción a la consideración del foro judicial.
- Representar al municipio en cualesquiera actos oficiales, comunitarios de carácter cívico, cultural, deportivo, o en cualquier otro acto, evento o actividad de interés en y fuera de Puerto Rico.
- Administrar la propiedad mueble e inmueble del municipio de conformidad a las disposiciones de ley, ordenanzas y reglamentos aplicables, así como los bienes de dominio público que la ley le asigna su custodia.
- Realizar de acuerdo a la ley todas las gestiones necesarias, útiles o convenientes para ejecutar las funciones y facultades municipales con relación a obras públicas y servicios de todos los tipos y de cualquier naturaleza.
- Tramitar, con el consentimiento de la Legislatura Municipal y de conformidad a esta ley, todo lo relacionado con la contratación de empréstitos municipales.
- Preparar el proyecto de resolución del presupuesto general de gastos de funcionamiento del municipio, según se dispone en esta ley.
- Administrar el presupuesto general de gastos de la Rama Ejecutiva y efectuar las transferencias de créditos entre las cuentas del mismo, con excepción de las cuentas creadas para el pago de servicios personales. Las transferencias autorizadas no podrán afectar el pago de intereses, la amortización y el retiro de la deuda pública, otros gastos u obligaciones estatutarias, el pago de las sentencias judiciales, el pago para cubrir déficit del año anterior, ni los gastos a que estuviese legalmente obligado el municipio por contratos celebrados.
- Dar cuenta inmediata a las autoridades competentes sobre cualquier irregularidad, deficiencia o infracción a las leyes, ordenanzas, resoluciones y reglamentos aplicables al municipio, adoptar las medidas e imponer las sanciones que se dispongan a los funcionarios o empleados que incurran, o que con su acción u omisión ocasionen tales irregularidades, deficiencias o infracciones.
- Diseñar, formular y aplicar un sistema de administración de personal para el municipio, de acuerdo a las disposiciones de esta ley, y a los reglamentos adoptados en virtud de la misma y promulgar las reglas a que estarán sujetos los funcionarios y empleados municipales en el cumplimiento de sus deberes y obligaciones
- El Alcalde propiciará, por conducto de la Oficina de Recursos Humanos, el desarrollo de programas dirigidos a mantener un clima de trabajo que contribuya a la satisfacción, motivación y participación de los empleados y funcionarios municipales. La Oficina del Comisionado de Asuntos Municipales deberá promulgar mediante reglamento las disposiciones necesarias para instrumentar el desarrollo de estos programas.
- Nombrar todos los funcionarios y empleados y separarlos de sus puestos cuando sea necesario para el bien del servicio, por las causas y de acuerdo al procedimiento establecido en esta ley.
- Nombrar los sustitutos interinos de los funcionarios que sean directores de unidades administrativas en caso de ausencia temporal o transitoria de estos. Las personas designadas para sustituir interinamente a tales funcionarios, podrán ser empleados de la unidad administrativa en que ocurra la ausencia.
- Nombrar a los miembros de la Junta de Subastas de conformidad a lo dispuesto en esta ley.
- Contratar los servicios profesionales, técnicos y consultivos necesarios, convenientes o útiles para la ejecución de sus funciones, deberes y facultades y para la facultad incluye la de otorgar contratos contingentes para la investigación, asesoramiento y preparación de documentos en la determinación y cobro de patentes, arbitrios, contribuciones, derechos y otras deudas siempre que las mismas sean declaradas morosas, incobrables o sean el producto de la identificación de evasores contributivos y la determinación oficial de la deuda sea hecha por el Director de Finanzas. Toda comunicación dirigida al deudor deberá estar firmada por el Director de Finanzas, su representante, o su asesor jurídico y los honorarios a pagar no sobrepasarán de diez por ciento (10%) del total de la acreencia determinada y cobrara sin incluir los servicios legales que, por contrato aparte, fuere necesario suscribir y por los que no podrán pagarse honorarios ocume a diez por ciento (10%) de los determinado y cobrado. Se reconoce la validez de los contratos suscritos previa la aprobación de esta Ley, pero su aplicación prospectiva se atemperará a lo aquí dispuesto. Asimismo, el Alcalde está facultado para formalizar y otorgar contratos de servicios profesionales, técnicos y consultivos en forma contingente a través del proceso de solicitud de propuestas o (“Requests for Proposals – RFP”) y los definidos en esta Ley, para llevar a cabo actividades donde el Departamento de Finanzas Municipal no dispone del peritaje, ni del conocimiento y tampoco de los recursos técnicos. Disponiéndose, además, que los honorarios a pagar no excederán del diez por ciento (10%) del total de lo recaudado. Las facultades, deberes y funciones establecidas en este inciso no constituyen delegación impermisible de la autoridad del Director de Finanzas, ni duplicidad de servicios.
- Supervisar, administrar y autorizar todos los desembolsos de fondos que reciba el municipio, de conformidad a lo dispuesto en esta ley, ocupe en cuanto a la asignación presupuestaria correspondiente a la Legislatura Municipal.
- Adjudicar obras y mejoras que no requieran subasta, tomando en consideración las recomendaciones presentadas por los funcionarios municipales correspondientes; ordenar y hacer que se provean los suministros, materiales, equipo, servicios de imprenta y servicios contractuales no profesionales que requiera cualquier unidad administrativa y dependencia del Gobierno Municipal; y adoptar las especificaciones para la compra de suministros, materiales y equipo, proveer para su inspección y examen y en cualquier otra forma, obligar a que se cumpla con dichas especificaciones. Todas estas compras se efectuarán de conformidad a las reglas y reglamentos promulgados en virtud de las disposiciones de esta ley.
- Promulgar estados de emergencias, mediante orden ejecutiva al efecto, en la cual consten los hechos que provoquen la emergencia y las medidas que se tomarán para gestionar y disponer los recursos necesarios, inmediatos y esenciales a los habitantes. Cuando el Gobernador de Puerto Rico emita una proclama que decrete un estado de emergencia por las mismas razones, en igual fecha y cubriendo la jurisdicción de su municipio, el Alcalde quedará relevado de emitir la suya, prevaleciendo la del Gobernador con toda vigencia como si hubiese sido hecha por el Alcalde.
- Adoptar mediante reglamento, las normas y procedimientos relativos al pago de dietas, gastos de viajes oficiales y de representación en y fuera de Puerto Rico de los funcionarios y empleados municipales.
- Mantener un registro actualizado de los bienes inmuebles, acciones y derechos reales del municipio.
- Delegar por escrito a cualquier funcionario o empleado de la Rama Ejecutiva municipal las facultades, funciones y deberes que por esta ley se le confieren, excepto la facultad de aprobar, adoptar y promulgar reglas y reglamentos.
- Ejercer todas las facultades, funciones y deberes que expresamente se le deleguen por cualquier ley o por cualquier ordenanza o resolución municipal y las necesarias e incidentales para el desempeño adecuado de su cargo.

### Legislatura Municipal

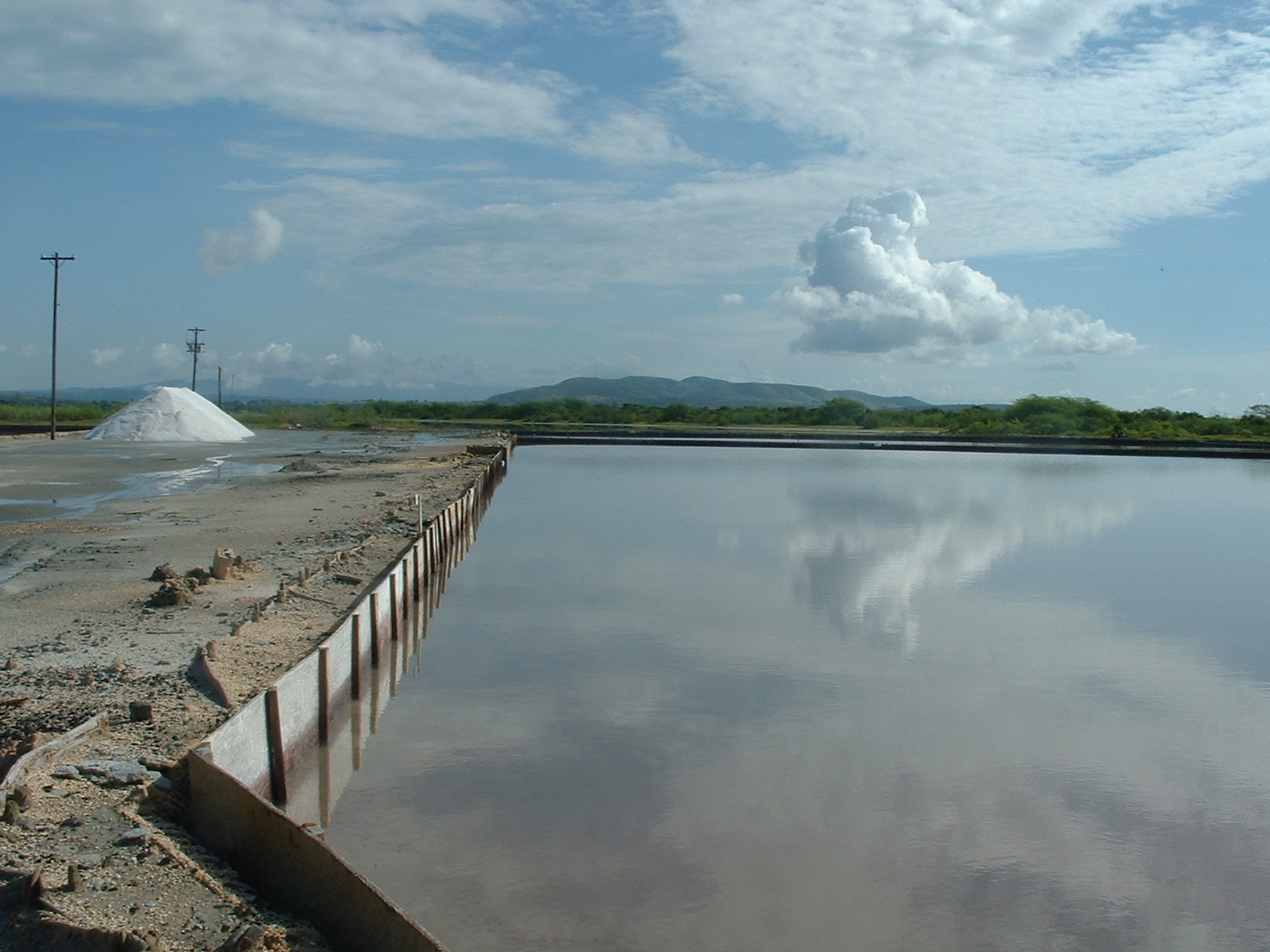

El objetivo principal de la Legislatura es el estudio, recomendación y aprobación de Ordenanzas y Resoluciones que sean de interés público. Se constituyen en Comisiones, Sesiones Ordinarias y Extraordinarias.
La Legislatura Municipal de Cabo Rojo estudia, radica y aprueba las medidas de buen gobierno, dentro del marco de las leyes vigentes, que propicien el desarrollo integral del Municipio para el bienestar de todos sus ciudadanos, sin distinción de sexo, raza, condición social ni ideología política, teniendo como base los más puros y democráticos principios legislativos.
La Legislatura Municipal ejercerá el poder que le confiere el Artículo 4.001 de la Ley de Municipios Autónomos y tendrá aquellas facultades, deberes y funciones incidentales que le sean aplicables por la propia Ley de Municipios Autónomos y por todas aquellas que surgen de otras leyes y reglamentos aplicables a los Gobiernos Municipales. El Artículo 4.001, establece que las facultades legislativas que se confieren a los municipios mediante la Ley Núm. 81 de 30 de agosto de 1991, según enmendada, titulada -Ley de Municipios Autónomos de Puerto Rico-, serán ejercidas por la Legislatura Municipal.
La Legislatura Municipal de Cabo Rojo se compone de 16 miembros, ya que la población del municipio es mayor de 40,000 habitantes, según el Capítulo IV, inciso (a) de la Ley de Municipios Autónomos de Puerto Rico.
- Evelyn Alicea González - Presidenta
- Wilmer Morales Aymat - Vicepresidente
- Ermes Morales Matos - Portavoz
- Grelaine Rodríguez Feliciano - Portavoz Alterna
- Monserrate Aponte Ramírez - Legislador Municipal
- Roberto Franqui Palermo - Legislador Municipal
- Sylvia C. Montalvo Moya - Legislador Municipal
- Gil G. Jusino Mendez - Legislador Municipal
- Louis E. Negrón Cruz - Legislador Municipal
- Heriberto J. Vargas Zapata - Legislador Municipal
- Enrique A. Rosas López - Legislador Municipal
- Kebin A. Maldonado Martiz - Legislador Municipal
- Emilio Carlo Acosta - Portavoz Minoría PNP
- Delvis Ramírez Lugo - Legislador Municipal PNP
- Jaime Urbán Andújar - Portavoz Independiente
- Falta en la foto: Grelaine Rodríguez Feliciano[6]

## Geografía

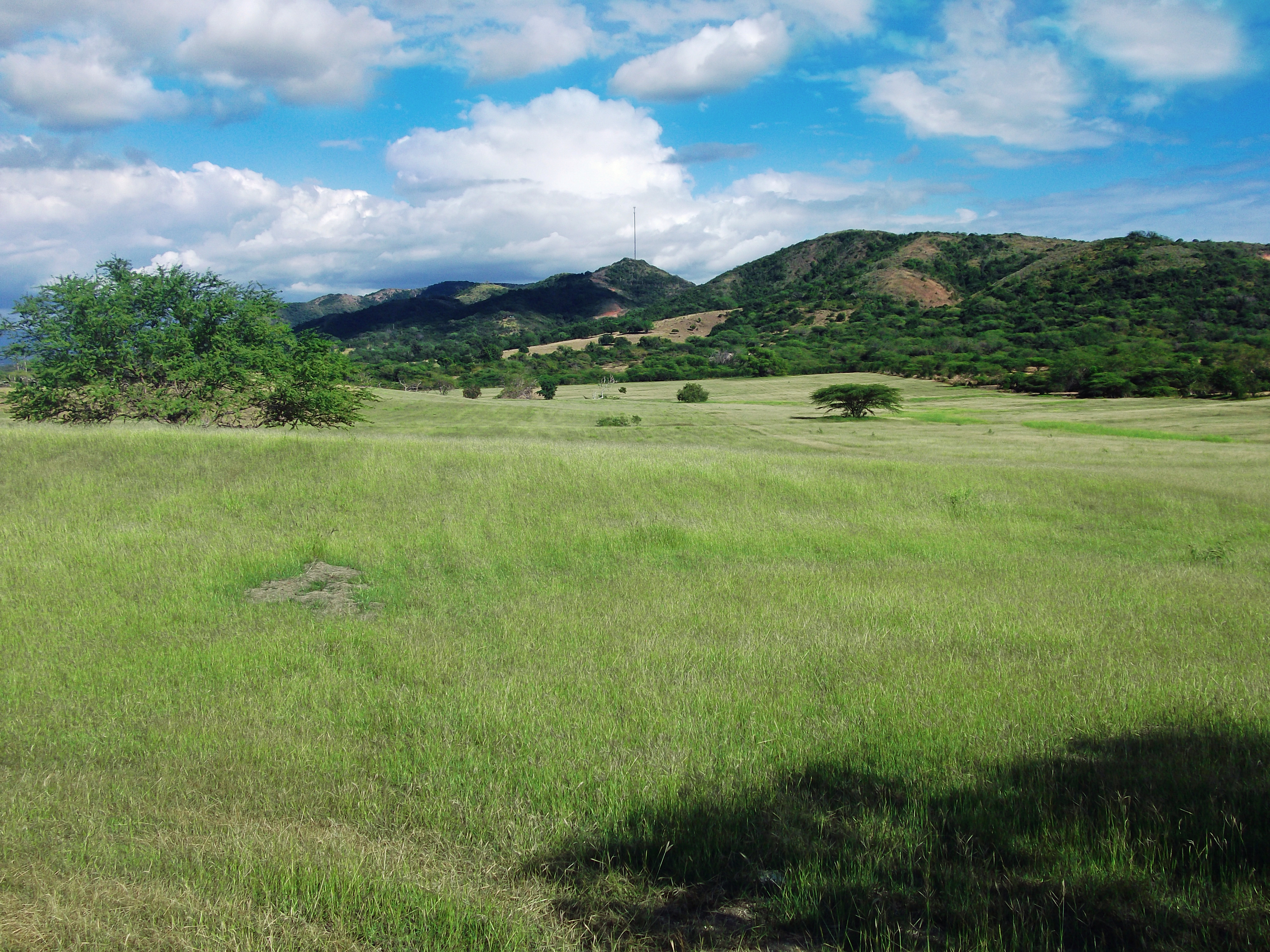
Sierra Bermeja.

Cabo Rojo está localizado en el extremo suroeste de Puerto Rico. Su superficie se extiende a lo largo de 70.4 millas cuadradas (182.5 km²).
Esta ciudad se distingue por la diversidad de su geografía, sus recursos naturales y la biodiversidad de sus ecosistemas. Entre sus bellezas se destacan sus playas, sus lagunas (Atolladero, Joyuda, Guaniquilla, y Caño Boquerón), sus bahías (Bramadero, Puerto Real, Boca Prieta, Boquerón, Salinas y Sucia), sus salinas, el Bosque Estatal de Boquerón y la Sierra Bermeja. Estos elementos hacen de este lugar un destino vacacional relevante y un punto de investigación científica en Puerto Rico. Por ello, este municipio alberga el Refugio Nacional de Pesca y Vida Silvestre de Cabo Rojo el cual incluye el Centro Interpretativo de las Salinas y cuenta, también, con dos laboratorios marinos localizados en los sectores de Punta Arenas y El Combate. Otro atractivo es la cueva del legendario Pirata Cofresí donde se dice éste escondía los botines que robaba a los barcos mercantiles que navegaban la región.
El 12 de agosto de 2000 se aprobó la Ley Núm. 73 la cual establece el Programa para la Promoción, Protección y Conservación de la playas de Puerto Rico aspirantes al distintivo de Bandera Azul. La Bandera Azul es un distintivo a nivel internacional con el que se identifican playas que posean o provean seguridad, excelentes servicios de infraestructura (baños, duchas, fuentes de agua, etc.), programas para el reciclaje de residuos sólidos, educación ambiental y excelente calidad del agua, entre otros criterios. En la actualidad, la Playa de Boquerón, posee esta distinción.

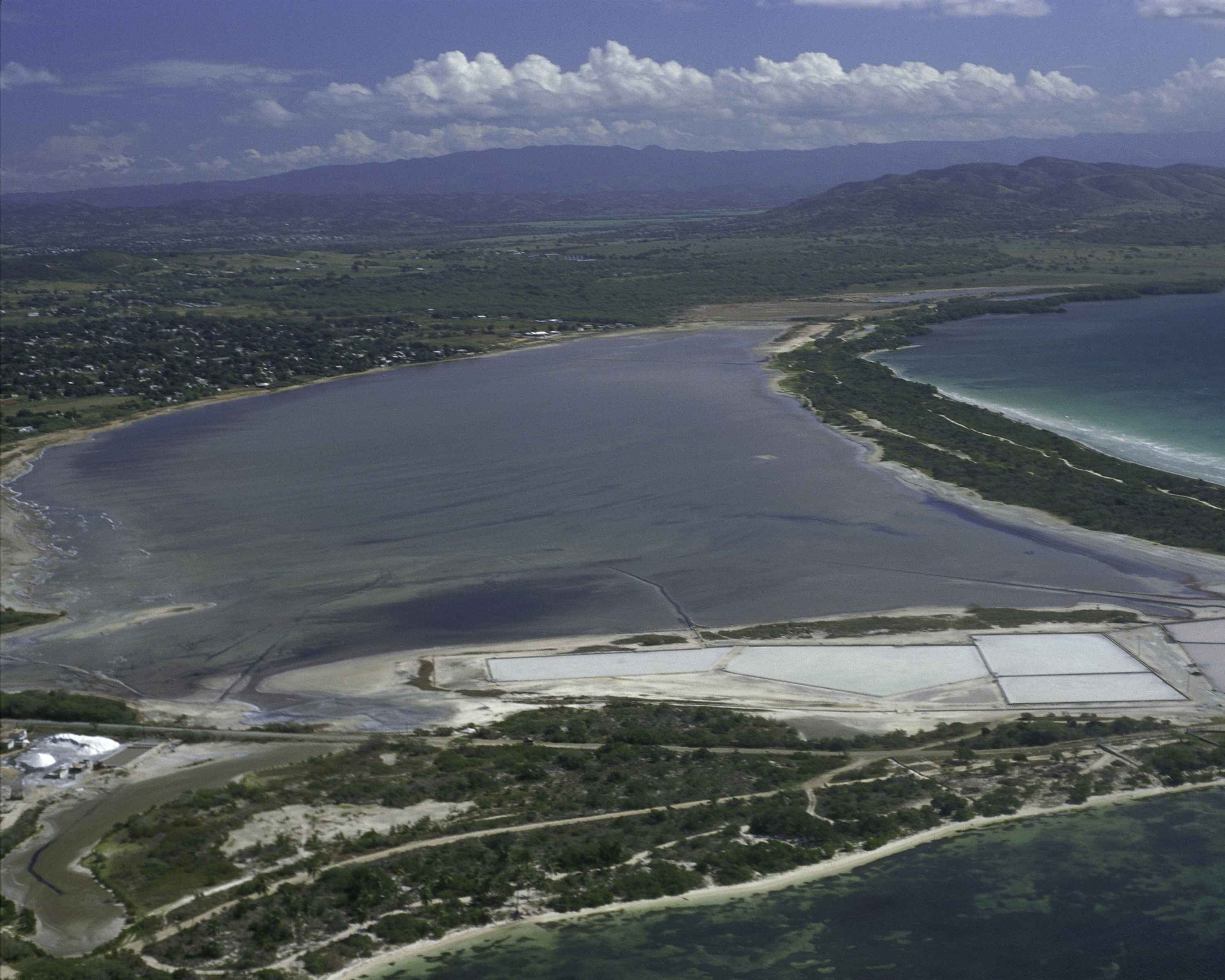
Refugio Nacional de Pesca y Vida Silvestre.

La Sierra Bermeja, en la Zona Sur de la ciudad, es la formación rocosa más antigua del archipiélago  de Puerto Rico, por este hecho, Cabo Rojo recibe el sobrenombre "Donde Surgió la Patria", debido a que esta sierra de montañas fue lo primero que surgió del mar en el momento del surgimiento del archipiélago de Puerto Rico de las aguas del Mar Caribe.
Pertenece a la subregión de los valles costeros del oeste. Esta topografía permite que 38% de sus tierras sean utilizadas para la agricultura, especialmente, para la siembra de melón de agua, tomate y pimientos. Otras zonas poseen elevaciones tales como la Sierra Bermeja, la Cordillera Sabana Alta, el Monte Grande y los Peñones de Melones. Entre sus mayores elevaciones se destacan el Cerro Mariquita de 988 pies (301.14 metros), el Cerro de Buena Vista de 850 pies (259 metros), el Cerro Vargas de 650 pies (198.12 metros) y el Cerro Conde Ávila de 394 pies (120 metros).

A través de este municipio corren los ríos Guanajibo, Novillo y Viejo. También surcan sus tierras el Canal de Riego, el Arroyo Cajul y las quebradas: Boquerón, La Costa, Los Chorros, Formina, Grande, González, Irrizary, Mendoza, Los Pajaritos, La Piedra, Pileta, Las Piñas, Teresa y Zumbón. También, despuntan las lagunas Bocanasilla, Atolladero, Joyuda, Guaniquilla y Caño Boquerón. Varias bahías bordean su litoral: Bramadero, Puerto Real, Boca Prieta, Salinas y Sucia. Además cuenta con gran cantidad de puntas entre las que se distinguen: Guanajibo, Arenas, Ostiones, Carnero, La Mela, Guanaquilla, Moja Casabe, Águila, Molino y Pitahaya. En el barrio Boquerón se ubica el Refugio de Aves de Boquerón, considerado un santuario de aves protegidas y especies endémicas de Puerto Rico. Complementan este santuario diversos proyectos de reforestación en el Refugio Nacional de Pesca y Vida Silvestre de Cabo Rojo y en la isla de Mona. Para el caso de la isla de Mona, se augura controlar la erosión que sufre dicha isla mediante la siembra de mangles y la colocación de arrecifes de coral. 

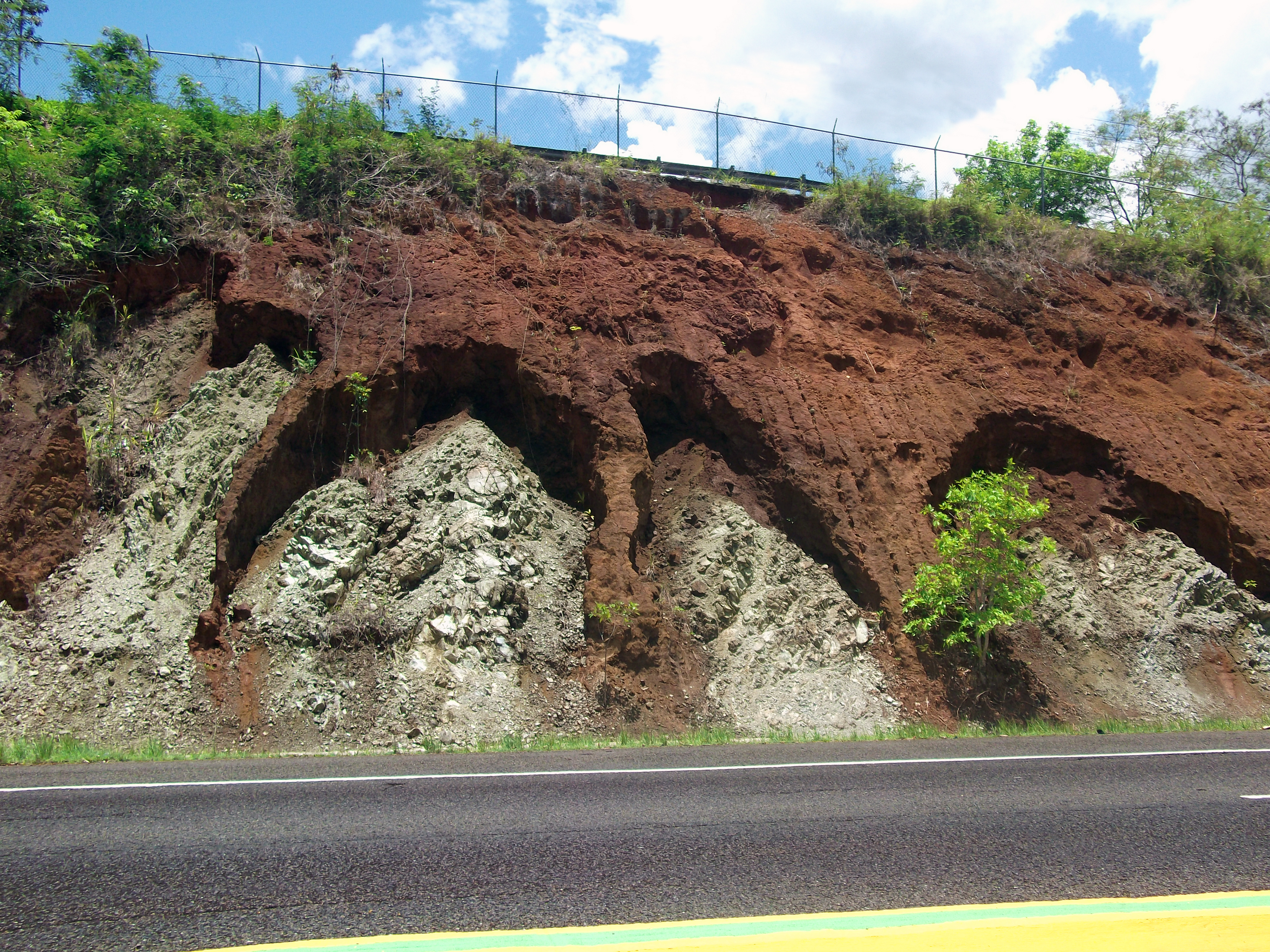
Capas de roca y minerales en la PR-100.

Cabo Rojo posee importantes sistemas de mangle, algunos de estos en peligro por la presión de desarrollo que sufren. Entre estos se encuentran: Bahía Boquerón, con 48.74 cuerdas de extensión; Bahía Sucia, 89.35 cuerdas; Caño Boquerón, con 98.06 cuerdas; Joyuda, con 80.22; Laguna Joyuda, con 119.82 cuerdas; Puerto Real, el más desarrollado con 153.32 cuerdas; Punta Guaniquilla, con 66.00 cuerdas; Punta La Mela, el sistema más pequeño con 17.26 cuerdas; y Punta Ostiones, el más extenso de todos con 246.74 cuerdas. En conjunto, estos sistemas suman 919.51 cuerdas, lo que equivale al 1.9% del territorio de Cabo Rojo.
Las Salinas funcionan desde 1511, fue la primera industria de la isla y las antillas. La sal se convierte en producto de intercambio por la falta de moneda. Algunos de sus administradores fueron Román Baldorioty de Castro y la familia Colberg.
En dicha industria comienza el primer movimiento huelgario de la isla, en pro de los mejores beneficios para los trabajadores, dando origen a la palabra "salario". Esta área es importante ecológicamente porque miles de aves hacen su última parada de alimentación en el hemisferio norte, en las Salinas de Cabo Rojo, antes de llegar a Sur América en su emigración anual. Las salinas forman parte del Refugio Nacional de Vida Silvestre de Cabo Rojo, administrado por el Servicio de Pesca y Vida Silvestre. El área comprende de 1,249 acres de lagunas, salitrales, bosque seco y mangles. Sus grandes lagunas son Fraternidad y Candelaria, las cuales tienen su propio sistema de evaporación y una planta de procesamiento de sal. En el año 2011, Las Salinas cumplieron 500 años de continuo funcionamiento.

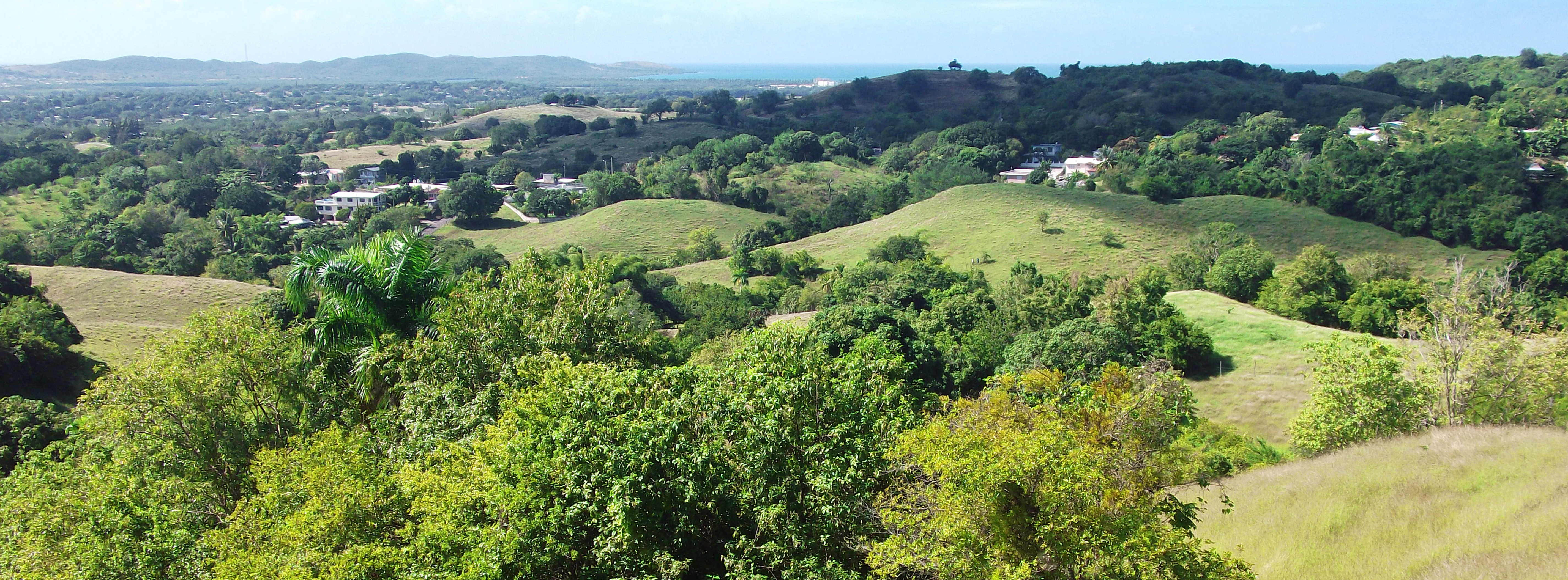
Bahía de Boquerón vista desde los montes de Llanos Tuna.

### Estructuras de Interés Histórico - Arquitectónico
El Registro Nacional de Lugares Históricos del Departamento del Interior de Estados Unidos de América incluye el Faro de los Morrillos de Cabo Rojo (1981) y Punta Ostiones (2004). Se han identificado más de una veintena de sitios arqueológicos, clasificados algunos como elegibles para ingresar al Registro, pero ninguno está debidamente documentado.

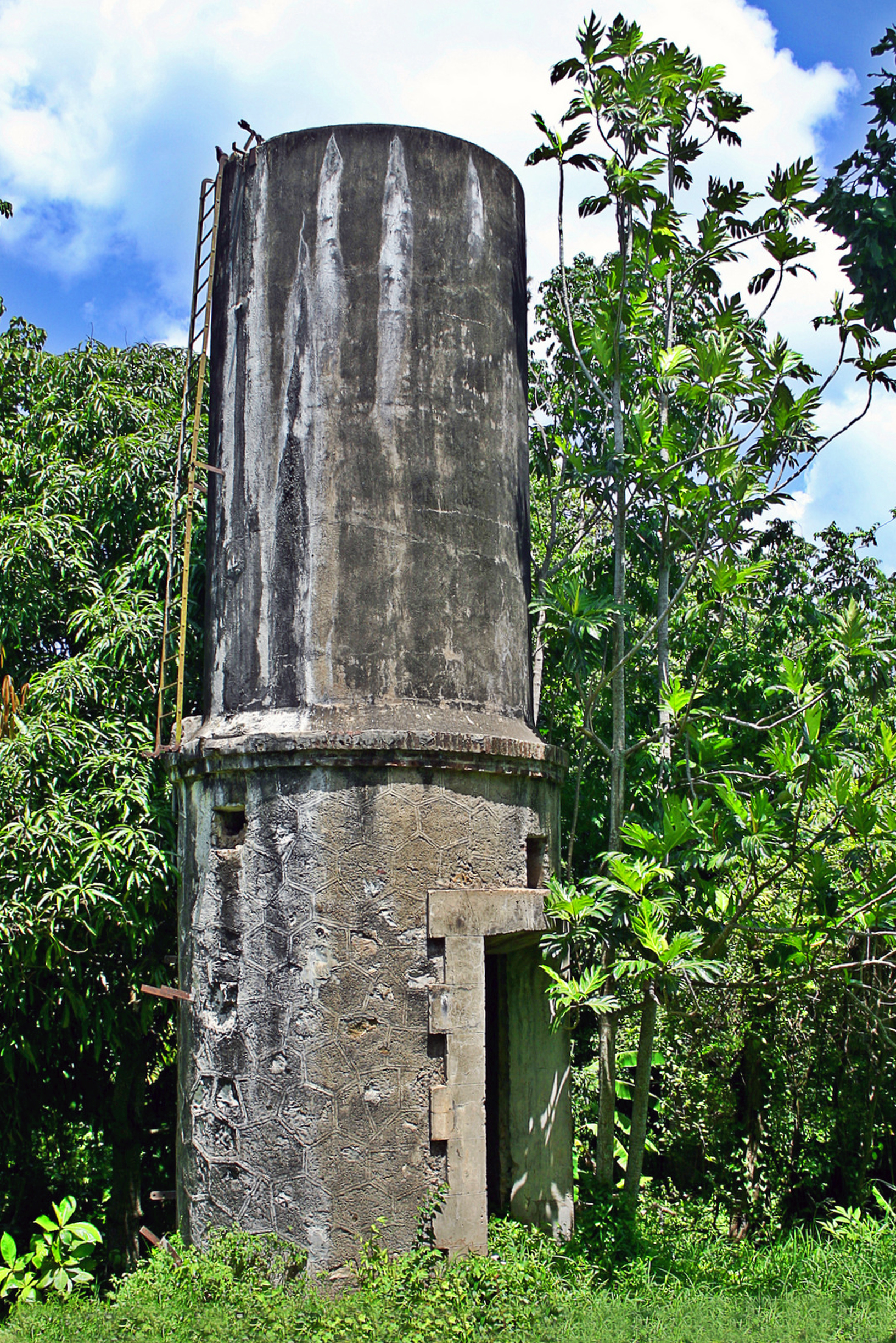
La Cambija en el Barrio Pedernales.

| Sitio Arqueológico                               | Ubicación                         |
| ------------------------------------------------ | --------------------------------- |
| Hacienda Belvedere (Remanentes de chimenea)      | PR-102, Barrio Miradero           |
| Hacienda Isabel Josefa                           | Entre los ríos Viejo y Guanajibo  |
| Puente del Río Viejo                             | PR-103, Barrio Bajura             |
| Estación del Tren - Centro                       | Centro                            |
| Planta de Energía Carbonell (Edificio remanente) | Esq. Rius y Mestre, Centro        |
| Torre de Agua del Tren (La Cambija)              | PR-307, Barrio Pedernales         |
| Fábrica de Bastones Franqui                      | PR-103, Barrio Pedernales         |
| Fábrica de Cal Wiscovitch                        | Barrio Pedernales                 |
| Túnel del Tren                                   | Barrio Pedernales (Finca Privada) |

| Haciendas Azucareras | Ubicación            |
| -------------------- | -------------------- |
| Hacienda Providencia | Barrio Miradero      |
| Hacienda Buena Fe    | Periferia de Joyuda  |
| Hacienda Gabina      | Barrio Miradero      |
| Hacienda San Carlos  | Barrio Bajura        |
| Hacienda Concepción  | Periferia del Centro |
| Hacienda Dolores     | Barrio Miradero      |
| Hacienda Carmelita   | Barrio Miradero      |
| Hacienda Guillermina | Barrio Miradero      |
| Hacienda Retiro      | Barrio Bajura        |

### Yacimientos Arqueológicos
El municipio cuenta con un extenso número de propiedades y lugares de valor patrimonial. Si bien es cierto que se conoce la ubicación de decenas de lugares, edificios y estructuras de importancia histórica, la falta de un estudio detallado dificulta su manejo adecuado. Conforme a la existencia de estos lugares, se puede argüir y predecir la existencia de otros.
Cabo Rojo es actualmente uno de los municipios con mayor número de yacimientos arqueológicos identificados (excavados o no) y un área sensitiva en este sentido. Estos lugares, de gran valor, varían en cuanto a su características. Entre ellas, concheros indígenas, enterramientos, antiguos asentamientos humanos, edificios de la época colonial española, entre otros.

## Clima

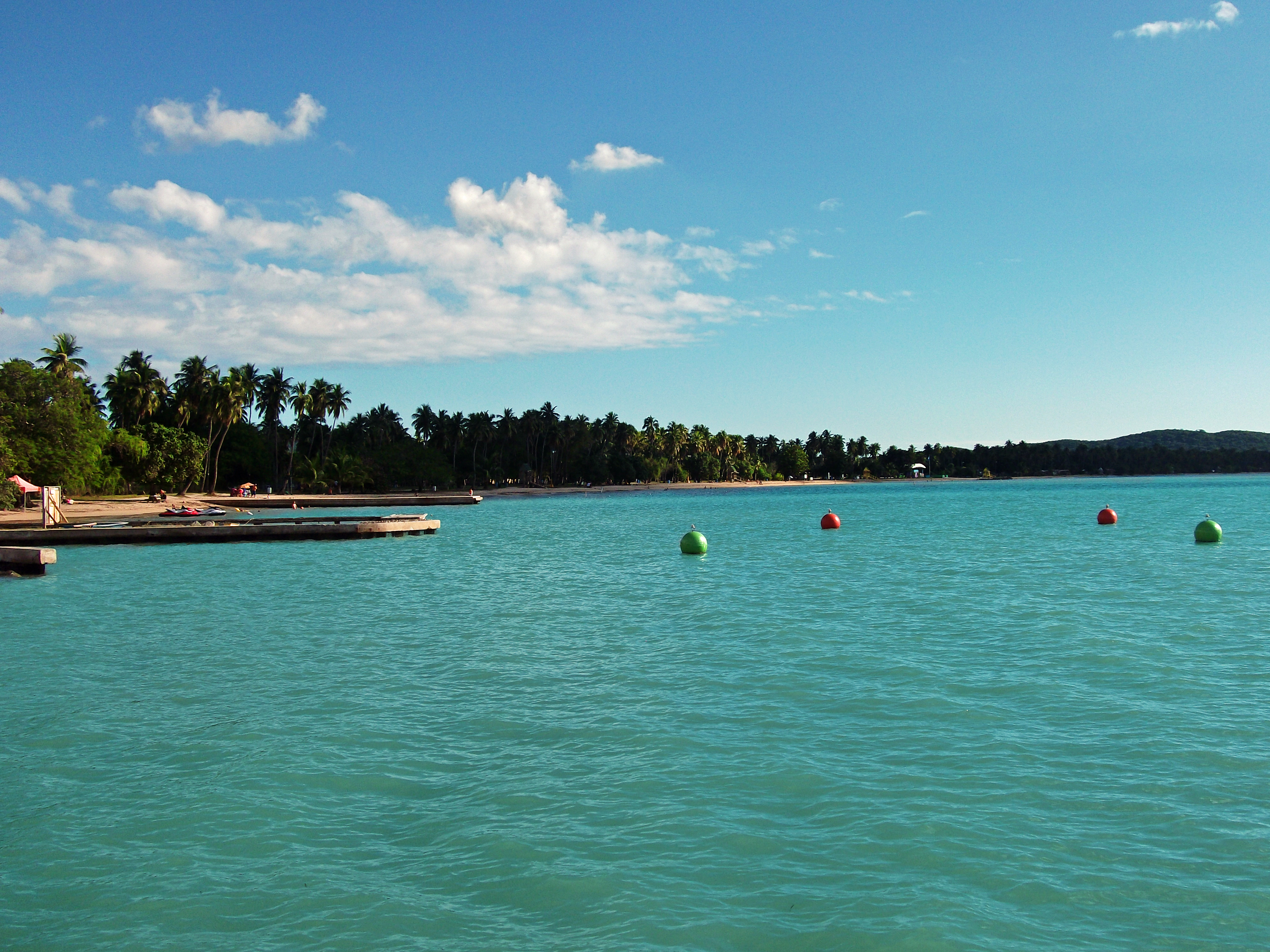
Playa de Boquerón.

Según la clasificación climática de Köppen, Cabo Rojo tiene un clima tropical monzónico. La temperatura promedio varía un poco en la ciudad, debido a los vientos alisios tropicales que ayudan a mitigar el calor y la humedad durante todo el año. Gracias a estos vientos alisios, Cabo Rojo, rara vez experimenta el calor sofocante y la humedad que se espera encontrar en un clima tropical (aunque esto ha variado debido al calentamiento global). Normalmente, diciembre y enero son los meses más fríos; y julio, agosto y septiembre son los más calientes.
A pesar de que es tropical y esta en el área del Caribe, Cabo Rojo experimenta temperaturas frescas entre noviembre y marzo debido a las montañas cercanas y los frentes fríos. Sus meses más secos son de enero a abril, sin embargo, debido a los vientos las precipitaciones se llegan a ver incluso durante estos meses. Al igual que muchos otros lugares del Caribe, Puerto Rico y por ende Cabo Rojo, es muy susceptible a los huracanes. Existen estos peligros de depresiones tropicales y huracanes durante los meses de junio a noviembre donde la lluvia puede llegar a ser severa y causar inundaciones principalmente en las márgenes de los ríos. Los vientos prevalecientes provienen del Noroeste y el promedio de velocidad es más alto en julio pudiendo llegar hasta 17 millas por hora.
La precipitación en el Municipio de Cabo Rojo es abundante, con un promedio de 68.5 pulgadas, pudiendo variar de 55.9 a 72 pulgadas. Los meses de mayo, agosto, septiembre, octubre y noviembre son los que reflejan la mayor precipitación: 8.42, 7.32; 10.01. 9.39 y 8.24 pulgadas respectivamente. Los meses en los que la precipitación es menor lo son los de diciembre, enero, febrero, y marzo con 3.01; 1.72, 2.35 y 3.41 pulgadas respectivamente. Cabo Rojo se caracteriza por sus diferentes regiones, que varían entre montes húmedos y frescos (mitad norte) hasta regiones donde la precipitación es muy escasa (mitad sur). Su temperatura varía igualmente dentro de su amplia geografía. Cabo Rojo posee una gran cantidad de los sistemas naturales presentes en Puerto Rico, tan diversos ecosistemas como el bosque seco subtropical, los manglares, lagunas hipersalinas, charcas de agua dulce, quebradas intermitentes, cuevas, bosques, ríos, ciénagas, montes, estuario, acantilados, formaciones volcánicas y la mayor cantidad en millas de costa que cualquier otro municipio de Puerto Rico. Estos sistemas han prosperado a través del territorio caborrojeño debido precisamente a su variado clima.
| Parámetros climáticos promedio de CABO ROJO (Promedio y récords: 1910–2010) | Parámetros climáticos promedio de CABO ROJO (Promedio y récords: 1910–2010) | Parámetros climáticos promedio de CABO ROJO (Promedio y récords: 1910–2010) | Parámetros climáticos promedio de CABO ROJO (Promedio y récords: 1910–2010) | Parámetros climáticos promedio de CABO ROJO (Promedio y récords: 1910–2010) | Parámetros climáticos promedio de CABO ROJO (Promedio y récords: 1910–2010) | Parámetros climáticos promedio de CABO ROJO (Promedio y récords: 1910–2010) | Parámetros climáticos promedio de CABO ROJO (Promedio y récords: 1910–2010) | Parámetros climáticos promedio de CABO ROJO (Promedio y récords: 1910–2010) | Parámetros climáticos promedio de CABO ROJO (Promedio y récords: 1910–2010) | Parámetros climáticos promedio de CABO ROJO (Promedio y récords: 1910–2010) | Parámetros climáticos promedio de CABO ROJO (Promedio y récords: 1910–2010) | Parámetros climáticos promedio de CABO ROJO (Promedio y récords: 1910–2010) | Parámetros climáticos promedio de CABO ROJO (Promedio y récords: 1910–2010) |
| Mes                                                                         | Ene.                                                                        | Feb.                                                                        | Mar.                                                                        | Abr.                                                                        | May.                                                                        | Jun.                                                                        | Jul.                                                                        | Ago.                                                                        | Sep.                                                                        | Oct.                                                                        | Nov.                                                                        | Dic.                                                                        | Anual                                                                       |
| --------------------------------------------------------------------------- | --------------------------------------------------------------------------- | --------------------------------------------------------------------------- | --------------------------------------------------------------------------- | --------------------------------------------------------------------------- | --------------------------------------------------------------------------- | --------------------------------------------------------------------------- | --------------------------------------------------------------------------- | --------------------------------------------------------------------------- | --------------------------------------------------------------------------- | --------------------------------------------------------------------------- | --------------------------------------------------------------------------- | --------------------------------------------------------------------------- | --------------------------------------------------------------------------- |
| Temp. máx. abs. (°C)                                                        | 35                                                                          | 35.6                                                                        | 36.1                                                                        | 36.7                                                                        | 36.1                                                                        | 38.9                                                                        | 37.8                                                                        | 37.8                                                                        | 40.6                                                                        | 38.3                                                                        | 37.2                                                                        | 37.2                                                                        | '                                                                           |
| Temp. máx. media (°C)                                                       | 29.1                                                                        | 29.4                                                                        | 31.3                                                                        | 31.7                                                                        | 33                                                                          | 34.2                                                                        | 34.3                                                                        | 34.4                                                                        | 34.4                                                                        | 33.9                                                                        | 33                                                                          | 31.1                                                                        | 32.5                                                                        |
| Temp. media (°C)                                                            | 19.9                                                                        | 20                                                                          | 20.5                                                                        | 21.4                                                                        | 22.3                                                                        | 23                                                                          | 23.2                                                                        | 23.9                                                                        | 23.2                                                                        | 22.8                                                                        | 21.7                                                                        | 20.5                                                                        | 21.9                                                                        |
| Temp. mín. media (°C)                                                       | 18.6                                                                        | 18.3                                                                        | 18.5                                                                        | 20.6                                                                        | 22.1                                                                        | 23                                                                          | 24.3                                                                        | 25                                                                          | 24.8                                                                        | 24.6                                                                        | 21.5                                                                        | 19.9                                                                        | 21.8                                                                        |
| Temp. mín. abs. (°C)                                                        | 8.9                                                                         | 9.4                                                                         | 10                                                                          | 13.3                                                                        | 15.6                                                                        | 16.1                                                                        | 20.6                                                                        | 19.4                                                                        | 18.9                                                                        | 16.1                                                                        | 11.7                                                                        | 12.8                                                                        | 8.9                                                                         |
| Lluvias (mm)                                                                | 53.1                                                                        | 42.2                                                                        | 9.9                                                                         | 109.7                                                                       | 113.3                                                                       | 81.8                                                                        | 87.9                                                                        | 127.8                                                                       | 145.8                                                                       | 130                                                                         | 149.1                                                                       | 106.7                                                                       | 851.4                                                                       |
| Nevadas (cm)                                                                | 0                                                                           | 0                                                                           | 0                                                                           | 0                                                                           | 0                                                                           | 0                                                                           | 0                                                                           | 0                                                                           | 0                                                                           | 0                                                                           | 0                                                                           | 0                                                                           | 0                                                                           |
| Días de lluvias (≥ 0.10)                                                    | 9                                                                           | 7                                                                           | 3                                                                           | 8                                                                           | 8                                                                           | 7                                                                           | 8                                                                           | 8                                                                           | 10                                                                          | 10                                                                          | 9                                                                           | 9                                                                           | 96                                                                          |
| Días de nevadas (≥ 1.00)                                                    | 0                                                                           | 0                                                                           | 0                                                                           | 0                                                                           | 0                                                                           | 0                                                                           | 0                                                                           | 0                                                                           | 0                                                                           | 0                                                                           | 0                                                                           | 0                                                                           | 0                                                                           |
| Fuente: Southeast Regional Climate Center                                   |                                                                             |                                                                             |                                                                             |                                                                             |                                                                             |                                                                             |                                                                             |                                                                             |                                                                             |                                                                             |                                                                             |                                                                             |                                                                             |

## Uso de Horario
Cabo Rojo utiliza la hora estándar del Atlántico todo el año; esto es, UTC-04:00. El horario de verano no se usa porque no hay mucha diferencia entre las puestas y salidas del sol a lo largo del año. La puesta de sol varía entre las 17:40 en invierno y las 19:10 en verano, mientras que la salida del sol varía entre las 7:00 en invierno y las 5:30 en verano.

## Distritos de la Ciudad

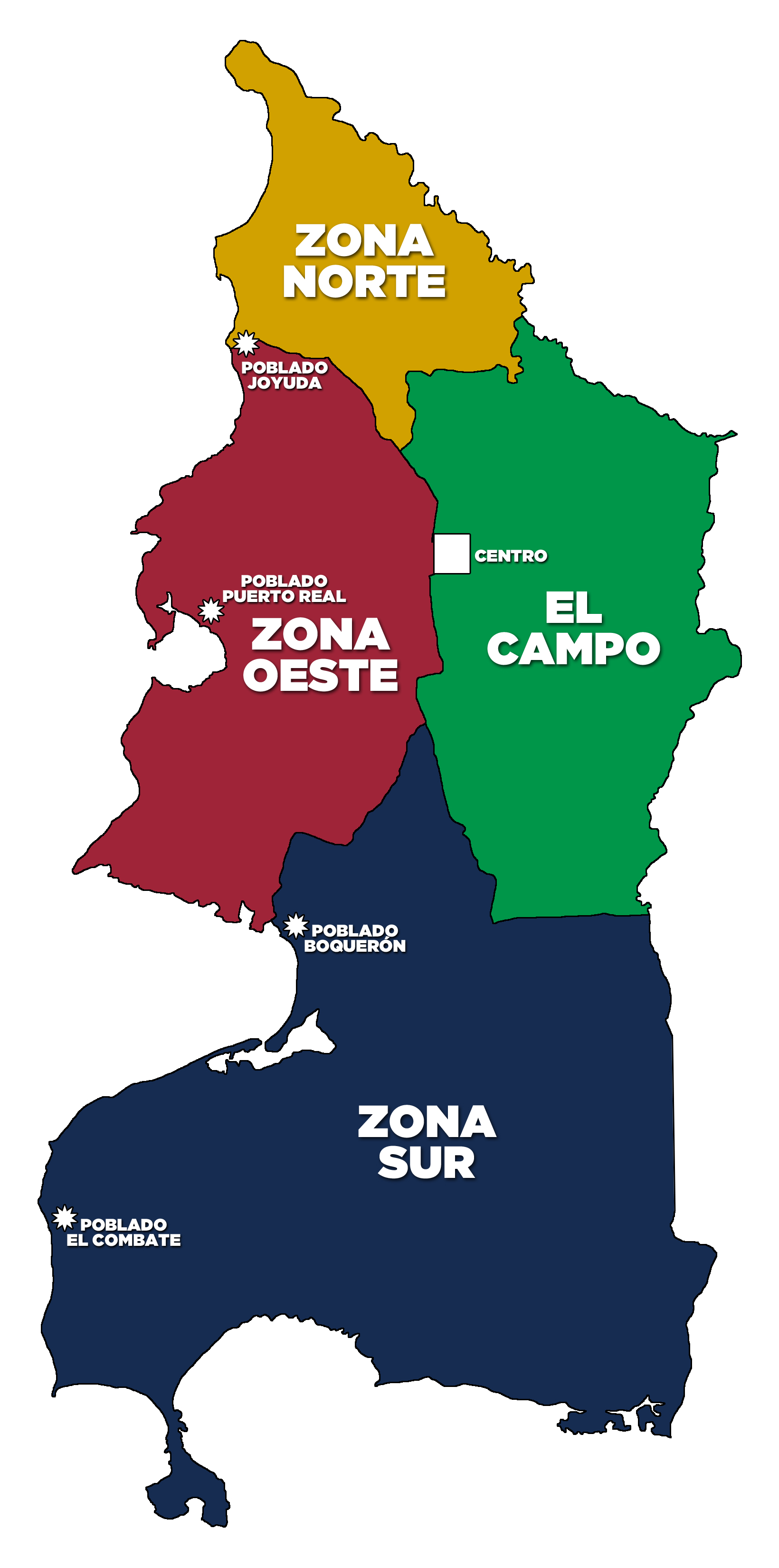
Distritos de Cabo Rojo.

La ciudad es comúnmente dividida en el centro administrativo (Centro); la zona turística más acaudalada (Zona Sur); la residencial menos acaudalada (Zona Norte); las periferias de la costa occidental (Zona Oeste) y la región interior (El Campo). Cada uno con sus propias cualidades, rasgos culturales y puntos de interés que los diferencian entre sí.

### Centro

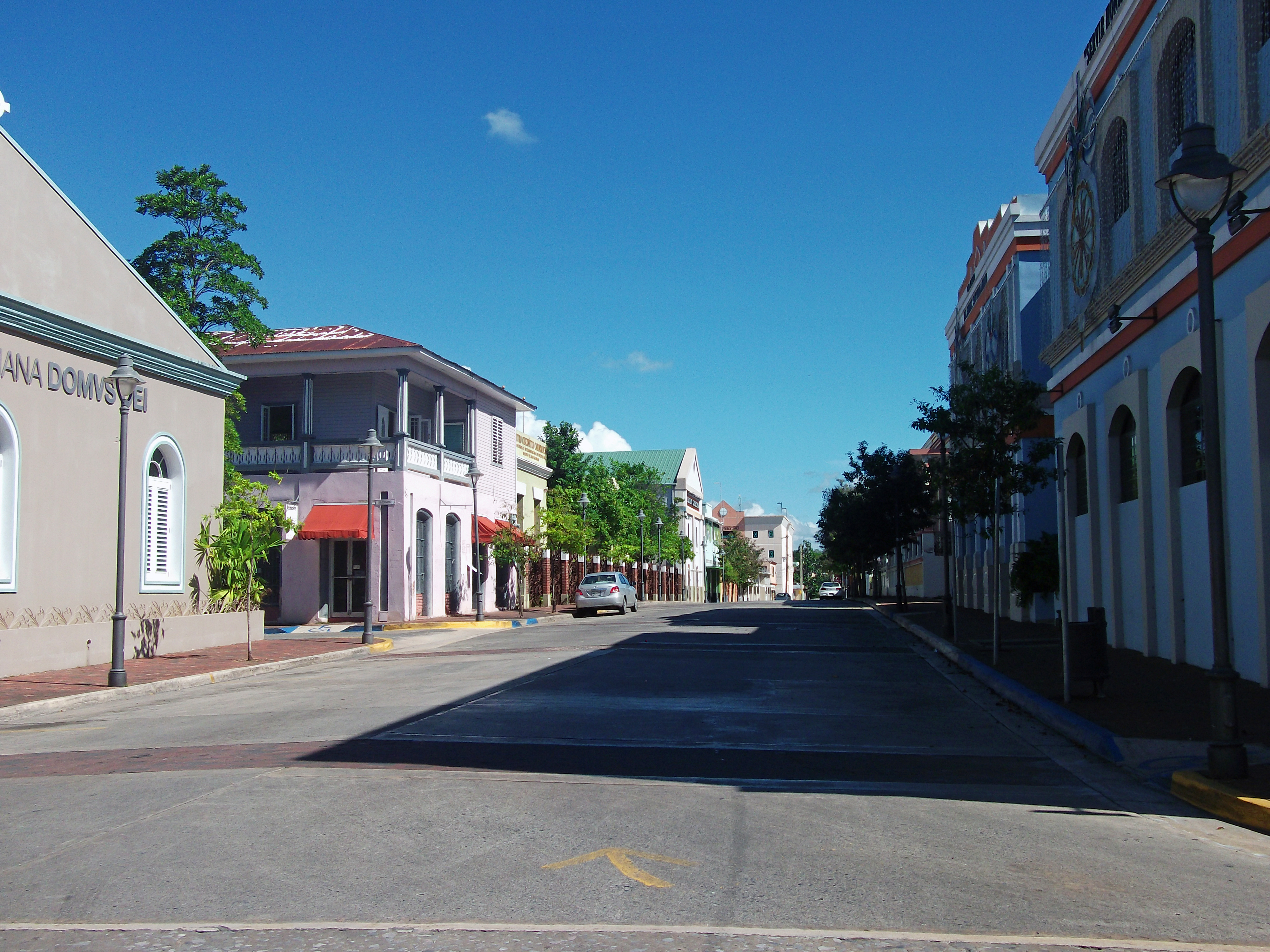
Calle Betances - Centro

Centro es el corazón histórico de la ciudad, al igual que su centro administrativo y financiero. Algunos lugares de interés incluyen la Plaza Dr. Ramón Emeterio Betances y Alacán, la cual figura entre las 5 plazas de recreo más grandes y elegantes de Puerto Rico. En la misma se encuentran algunos monumentos de gran interés cultural, religioso y patriótico. Entre ellos la Parroquia San Miguel Arcángel, de gran amplitud, belleza arquitectónica y poseedora de una rica historia que data desde su construcción en el año 1783. De estilo neoclásico, esta majestuosa y bella iglesia ha sido declarada como Monumento Histórico Nacional y contiene las actas de nacimiento de Betances, Brau y Cofresí. El Obelisco a los fundadores de la ciudad, dedicado a Don Nicolás Ramírez de Arellano y Martínez de Matos, las 128 familias fundadoras y a los 3 nobles ciudadanos que cedieron graciosamente sus terrenos para la ubicación del pueblo al momento de su fundación: Don José Albino, Don Cristóbal Camacho y Don Antonio Alicea. Este obelisco es el de mayor altura del Caribe. El Monumento a Salvador Brau y Asencio, primer historiador oficial de Puerto Rico. Este monumento es uno de los de mayor altura en Puerto Rico.
La Fuente - Escultura "1873" simbolizando las cadenas rotas al momento de abolirse la esclavitud en Puerto Rico el 22 de marzo de 1873. También el monumento a Salvador Carbonell, que consiste en una columna coronada por una cruz. Por último, el de mayor importancia y relevancia, el Mausoleo del Dr. Ramón Emeterio Betances y Alacán, Padre de la Patria Puertorriqueña, abolicionista, médico y el más ilustre hijo de esta ciudad. Esta plaza es la única en Puerto Rico que posee los restos mortales de un prócer en su perímetro. Otras importantes atracciones en el Centro incluyen el emplazamiento de la antigua Ermita San José, que en la actualidad es el Centro de Envejecientes. El Teatro Excelsior (construido en el 1871), El Centro de Bellas Artes (antigua escuela J.L.M. Curry), que fue la primera escuela construida en Puerto Rico bajo el gobierno norteamericano. La Biblioteca Municipal Doña Blanca Colberg Rodríguez, el edificio que alberga la Plaza del Mercado, que fue el último proyecto de los españoles en Puerto Rico antes del cambio de soberanía y cuyo plan original era convertirse en el teatro más grande de Puerto Rico. Las escuelas Luis Muñoz Marín y la Pedro Fidel Colberg. Algunas de sus grandes calles incluyen la Calle Brau, la Calle Betances y la Calle Carbonell. La moderna estructura de la Alcaldía, sede del gobierno municipal de la ciudad, es otro de sus puntos de interés. El edificio de la Iglesia Presbiteriana data del año 1903. Muchas estructuras señoriales diseminadas por todo el Centro son testigos de la rica historia y muestra de la belleza arquitectónica de aquella época.

### Zona sur

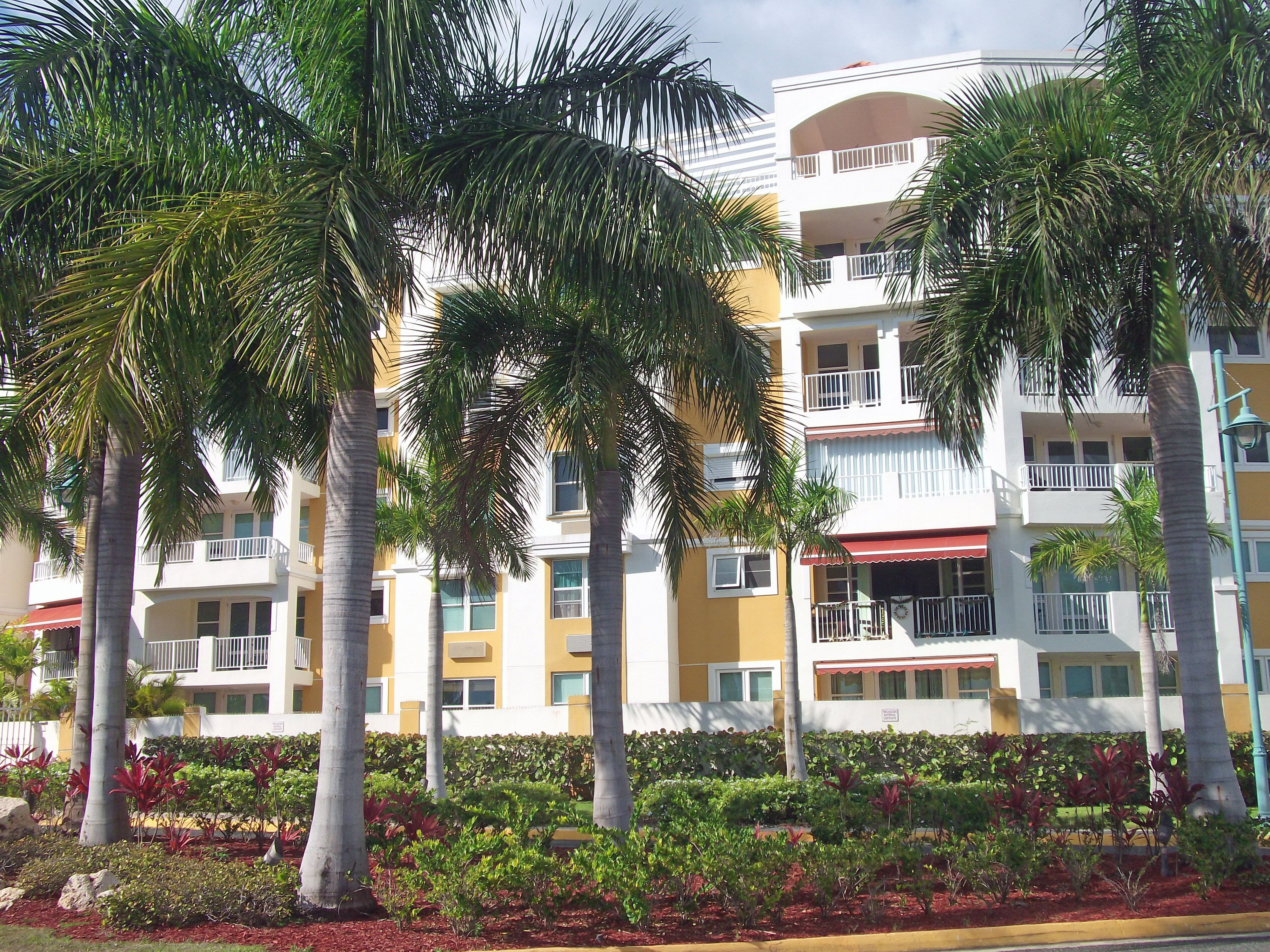
Avenida Atlántica - Zona Sur

La Zona Sur de Cabo Rojo está compuesta por los barrios Boquerón y Llanos Costa, los cuales componen la costa de playas más famosa del país. Es la parte más acaudalada de la ciudad y la más conocida; la región de El Combate en particular, tiene la tasa de bienes raíces más caros de la parte occidental de Puerto Rico. El área de Boquerón es sede de un sinnúmero de eventos culturales y atractivos de gran interés local y nacional. Aquí se encuentra el Balneario de Boquerón, con diferentes facilidades para el ocio y entretenimiento de sus visitantes. El término norte de esta zona se encuentra muy cerca del Poblado Boquerón y en total ocupa 3/5 partes de la costa que rodea la Bahía de Boquerón. Al sur de la misma bahía se encuentran Los Pozos y el Peñón de Melones, cuyo nombre hace referencia a la industria de siembra de esta fruta en la región. A su cumbre se accede a través de vehículos todo terreno y caminando por numerosos senderos (Senderismo). Ofrece las vistas más espectaculares de la bahía y la zona circundante, hacia el Faro de Los Morrillos.
El área de Los Morrillos, donde ubica el faro, ofrece una de las vistas más espectaculares de Puerto Rico. Esta parte, con sus frontones y acantilados de gran altura, muestran el distintivo color rojizo-cobre, por el cual la ciudad adquiere su nombre. Muy cerca se encuentran las Salinas de Cabo Rojo, la industria más antigua de las antillas, en funcionamiento desde el 1511. Zona Sur es donde se encuentran la Reserva de Pesca y Vida Silvestre y el Bosque de Boquerón, lugares de incalculable valor ecológico, donde se encuentran números especies de flora y fauna que sólo se hallan en dichas reservas. La Playa Pitahaya es otro atractivo de la región. Algunas de las actividades que se realizan en la Zona Sur tanto por los locales como los extranjeros son el Ciclismo, Senderismo, Vuelo a Vela, Velerismo, Paseos en Avioneta, Birding, Vóley Playa y sumado a eso, una disciplina de gran arraigo en esta región lo es el deporte del Tiro con arco, para lo cual Cabo Rojo posee las mejores facilidades, en el área de Samán, en esta zona.

### Zona norte

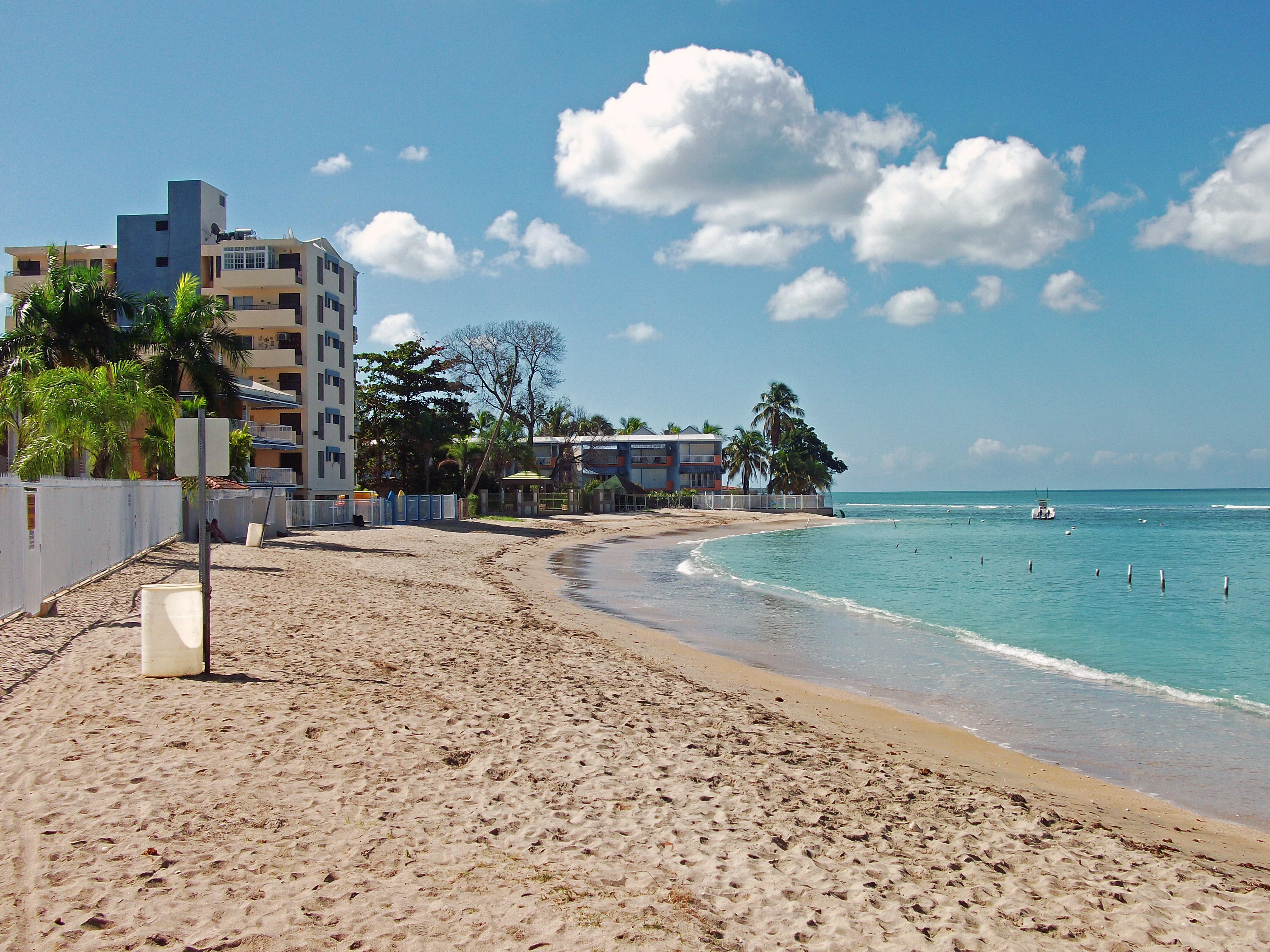
Playa Azul - Zona Norte

La Zona Norte comprende el Barrio Guanajibo y comienza en la desembocadura del Río Guanajibo, el lugar donde dicho río separa el Municipio de Mayagüez del Municipio de Cabo Rojo. Esta región es la sede del Laboratorio de Investigaciones Pesqueras (LIP) del Departamento de Recursos Naturales y Ambientales de Puerto Rico, fundado en el año 1969. Además del Laboratorio, la zona tiene además otros atractivos turísticos e históricos, tales como las rutas de ciclismo Monte Pirata MTB Trails, la antigua Correccional de Menores, el Estuario del Guanajibo, Punta Guanajibo, Punta Arenas, la Bahía Bramadero, Playa Azul, el Puente Silva y las lagunas Bocanasilla, Atolladero y Joyuda.
Esta última es una reserva natural protegida con numerosas especies, es uno de los 2 reservorios naturales de Puerto Rico, la otra siendo Tortuguero, en Vega Baja y posee bioluminiscencia natural. La zona es famosa por su costa alineada de residencias, negocios, restaurantes y numerosos condominios y torres residenciales. En los últimos años, se han realizado importantes proyectos de construcción residencial, variando desde proyectos de costo moderado a otros de alto costo. El área se ha convertido en un lugar atractivo para vivir, debido a la cercanía de grandes centros comerciales, supermercados, lugares de interés, de la costa, a recursos naturales al igual que a otros municipios. En un punto de la frontera, en la cual el Río Guanajibo divide el Municipio de Cabo Rojo del Municipio de Hormigueros, se encuentra un antiguo puente de hierro, el famoso Puente Silva donde el 10 de agosto del año 1898 se libró la Batalla del Puente Silva entre las tropas españolas y las norteamericanas durante la Guerra hispanoamericana. Este puente, construido en el año 1897, estuvo en uso hasta hace apenas 20 años, cuando se construyó a su lado uno más grande de concreto. El puente todavía existe y debe su permanencia a que sobre él cruza una importante tubería de agua potable de la Autoridad de Acueductos y Alcantarillados de Puerto Rico.

### Zona Oeste

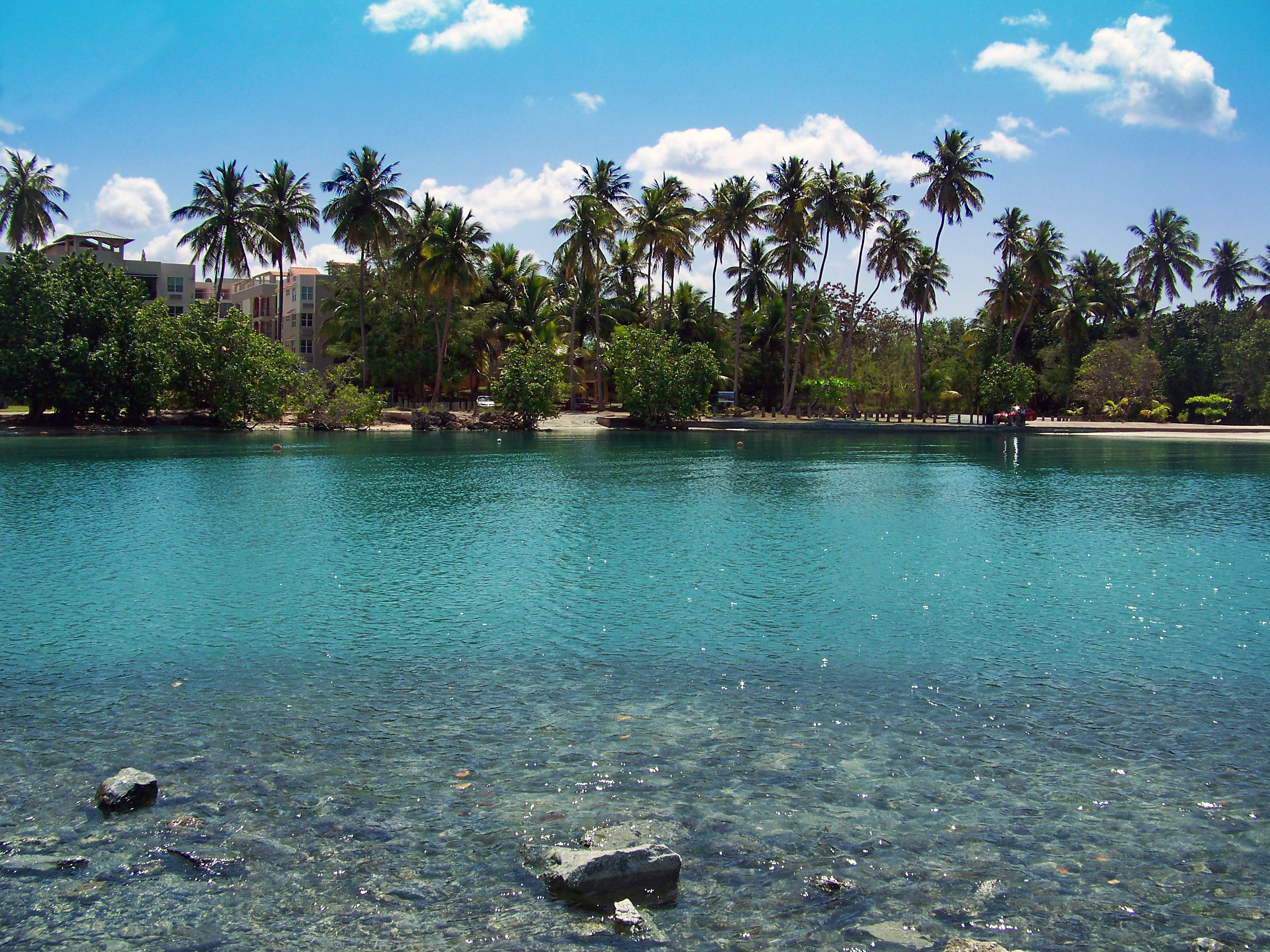
Playa Ostiones - Zona Oeste

Esta área ha sido objeto de atractivos proyectos de desarrollo estos últimos años. Incluye los barrios de Miradero y Pedernales. Hay un claro contraste social entre las áreas del Club Deportivo, La Mela y Villa Taína comparado con las grandes comunidades como Joyuda, Puerto Real y Guaniquilla. Sin embargo, cada una tiene sus propios atributos y atractivos de reconocimiento nacional. Ubicada en la costa, al oeste del centro de la ciudad, esta zona es una rica en recursos naturales, atractivos, su importante industria pesquera, vestigios históricos del pasado y otras cualidades que la distinguen de las otras regiones de la ciudad. Se mantiene como un área de acelerado crecimiento, atrayendo algunos de los sectores más pudientes de la población así como establecimientos comerciales multi-propósitos. Los grandes condominios, complejos residenciales y centros poblacionales en esta zona le brindan un sentido de tranquilidad comparado con el atestado Centro. Las preciosas playas de Ostiones, La Mela y Buyé son muy populares entre los residentes de la ciudad y sus visitantes.
El área de Guaniquilla/La Mela//Puerto Real conservan importantes reliquias y emplazamientos del pasado histórico de Cabo Rojo. En La Mela se encuentra el emplazamiento de lo que fuera el Fortín de Pedernales, destinado a la defensa del antiguo Puerto Real. Muy cerca se encuentra La Cambija, una cisterna que suplía al desaparecido tren de circunvalación con agua. Guaniquilla en sí es el lugar de nacimiento del famoso y único pirata puertorriqueño Roberto Cofresí y Ramírez de Arellano, protagonista de numerosas leyendas e historias. Aquí se encuentra la Laguna Seca de Guaniquilla, la cual es un punto de primer orden por su excepcional belleza y atractivo. El Túnel de Guaniquilla, el Bosque de Pedernales, los hornos de cal, los concheros de Joyuda y Ostiones y el Santuario Schoenstatt son otros de los atractivos de la zona. Joyuda es un lugar favorito por sus numerosos restaurantes y hoteles; Puerto Real es la comunidad más poblada de la ciudad con más de 20,000 personas y la villa pesquera más grande de Puerto Rico. Al norte de la Bahía de Boquerón se encuentra la Villa Taína, exclusivo complejo residencial de alto valor. Zona llena de encantos y con un sitial glorioso, orgullo de todo caborrojeño.

### El Campo

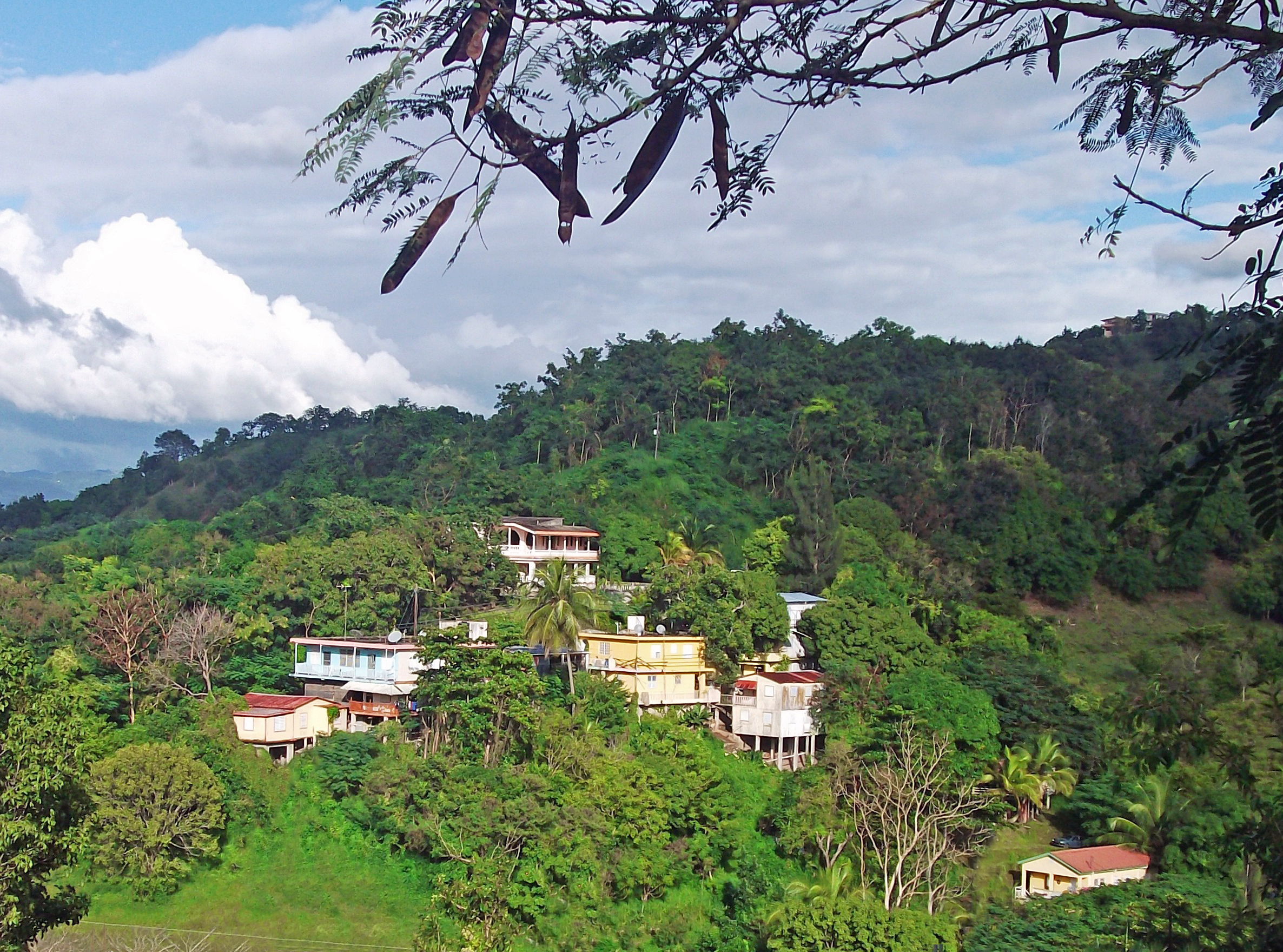
La Cocaleca - El Campo

El Campo es la zona interior, el único de los distritos que no posee costa ni acceso al mar. Presenta el menor grado de desarrollo, en comparación con los demás, sin embargo, no deja de ser una región interesante o carente de atractivos. Incluye los barrios de Bajura, Monte Grande y Llanos Tuna. Caracterizada por ser una región enteramente agraria, su economía está basada en la agricultura y la ganadería. Se caracteriza también, por la abundancia de cuerpos de agua, acuíferos y sistemas de riego. Hacia el norte es llano y carente de elevaciones, por el contrario, al sur es muy accidentado, caracterizado por altos montes, cerros, colinas y las elevaciones desde donde se puede divisar la Bahía de Boquerón, los Peñones de Melones, Los Morrillos y la Sierra Bermeja. Aquí se hallan los sistemas de cuevas de Cueva Tuna y la Cueva del Maestro Aniceto, llenas de diferentes especies de fauna que sólo se hallan en este tipo de sistema. Muy atractivas para las personas que practican la Espeleología.
Por la localización y características de esta región, sus habitantes poseen un estilo de vida característico de los municipios del interior montañoso de Puerto Rico, aun estando muy cerca de la costa. Son muy típicas las cabalgatas a caballo, los establecimientos de bebidas y comida típica, como lechoneras y cafetines. La flora exuberante de la región es hogar de diferentes especies de aves, animales e insectos, los cuales por la poca intervención del hombre y lo denso de la vegetación han creado un ecosistema muy eficiente y saludable. En algunas épocas y períodos, la región goza de climas más frescos y fríos que el resto de la ciudad, este hecho, por la altitud de los montes donde ubica. El área donde se unen los barrios de Monte Grande y Llanos Tuna es un mirador natural. Desde este punto en la altura, se tienen las mejores vistas panorámicas del Centro, la Zona Oeste e inclusive, hacia los municipios de Mayagüez y Hormigueros.

## Barrios

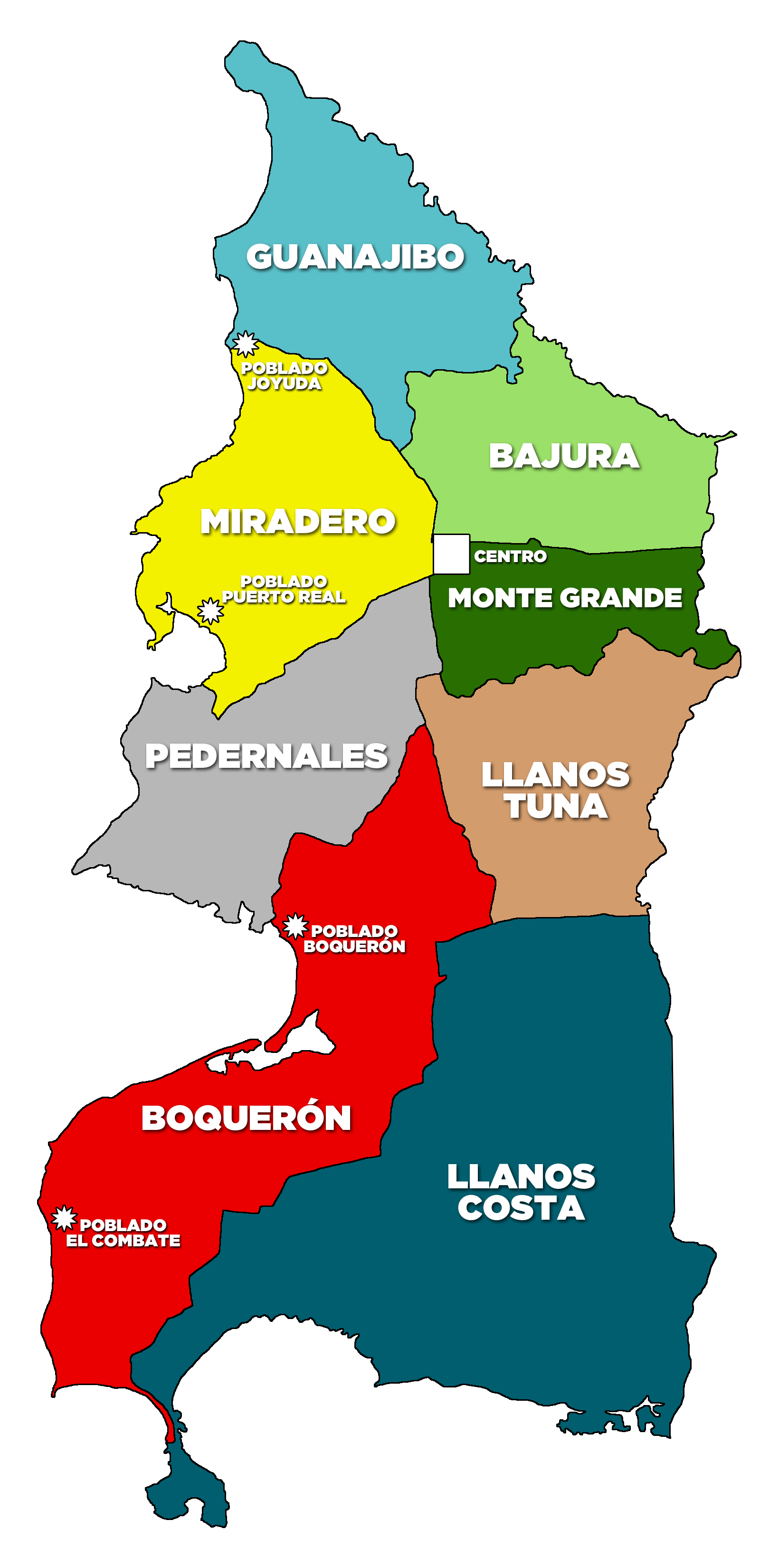
Mapa de Cabo Rojo

### Bajura

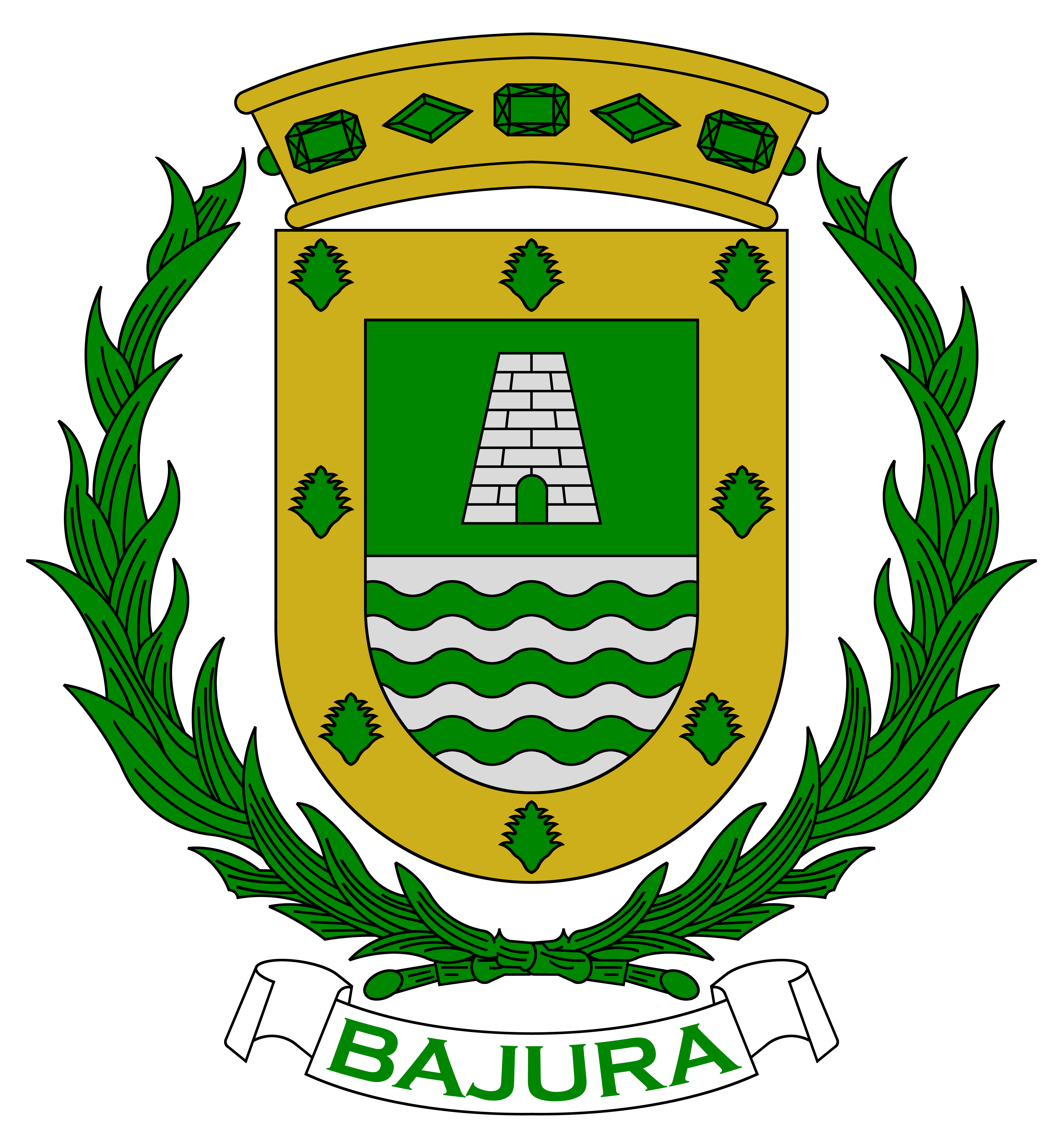
Escudo del Barrio Bajura

El Barrio Bajura se encuentra situado en la región nordeste del municipio. Este barrio se originó en el llamado “Hatillo de la Bajura” parte del Gran Hato del Guanajibo. Su nombre proviene de la extensa llanura que ocupa su territorio y su carencia de elevaciones. Bajura colinda con Guanajibo y el Municipio de Hormigueros, por el norte; por el este, con el Municipio de San Germán; por el sur, con Monte Grande y por el oeste, con Miradero. Algunos de sus sectores son: El Coquí, Colacho, Parcelas Margarita, Villa Luisa, Manolo Matos. En la antigüedad existió en el barrio una ermita consagrada a Nuestra Señora de la Altagracia. En la guardarraya del barrio con Monte Grande, hacia el suroeste, se encuentra el Centro de Cabo Rojo. El agua que se consume en el Centro de la ciudad proviene de un acuífero en el valle. Surca el territorio el Río Viejo, el cual vierte sus aguas en el Río Guanajibo. Aquí se encuentra además, la Ciénaga Cuevas, un área pantanosa rica en fauna y vida silvestre. Existieron en Bajura tres haciendas cañeras, la Isabel Josefa, la Retiro y la San Carlos, la cual fue la más productiva de la ciudad. Su celebración más destacada es el Encuentro de Vecinos del Coquí, durante el mes de enero. Su principal recurso es la ganadería, su planta de reciclaje, que sirve a numerosos municipios de la región y el cultivo de heno, debido a la excelente topografía y calidad de suelo del barrio.

### Boquerón

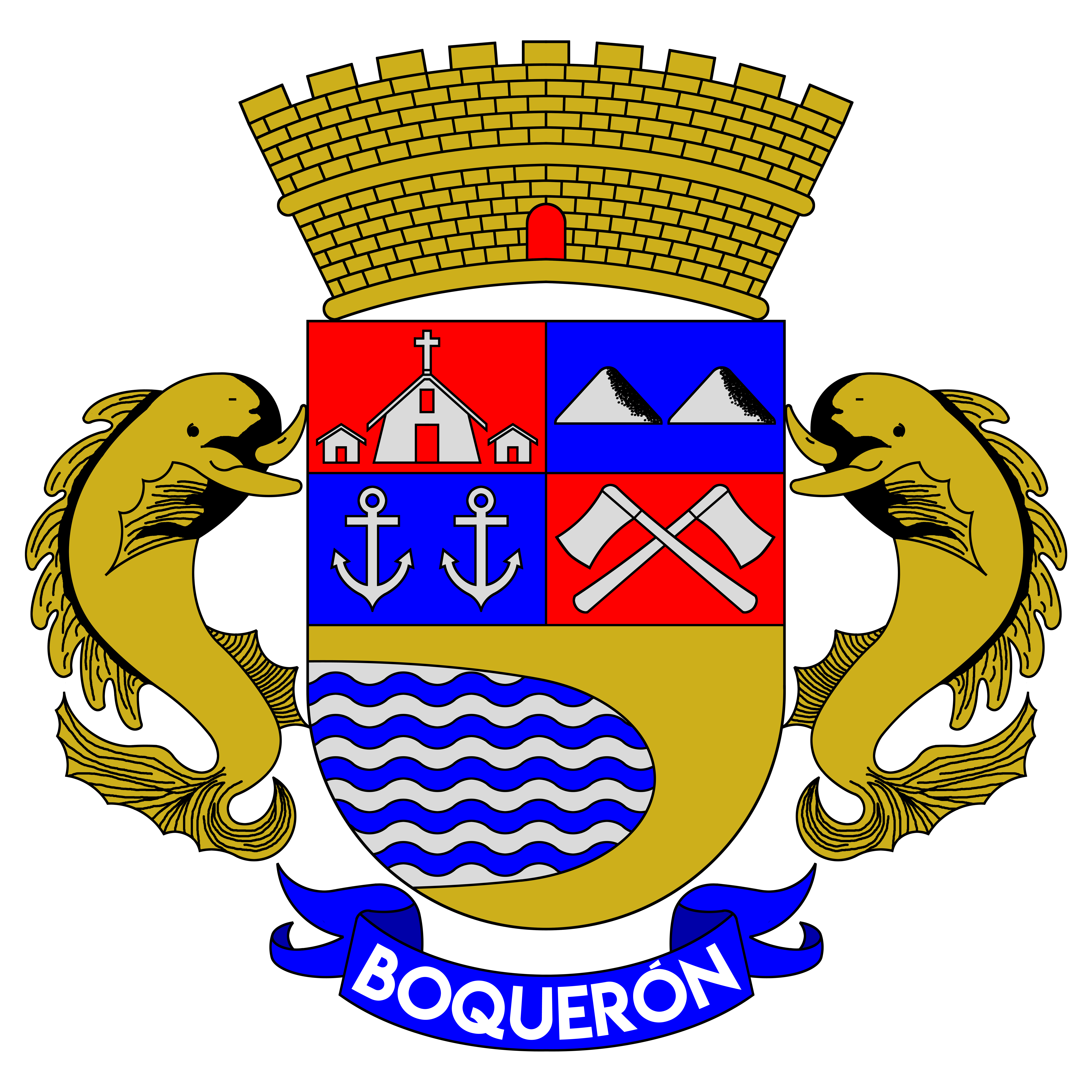
Escudo del Barrio Boquerón

El Barrio Boquerón ocupa la región suroeste del municipio. Se afirma que ya para el año 1537 había un núcleo de pobladores en la cercanía del actual Sector El Combate. Se le conoce como “La Capital de Cabo Rojo”. Su nombre se debe a la boca grande de la Bahía de Boquerón. Boquerón colinda con Pedernales y Llanos Tuna, por el norte; por el este, con Llanos Costa; por el sur, con el Mar Caribe y por el oeste, con el Canal de la Mona. Algunos de sus sectores son: Moncho Méndez, Cuatro Tiendas, El Combate, Corozo, Melones. El Poblado de Boquerón, antiguamente llamado "Los Achiotes", es famoso por su movimiento de turistas, especialmente durante la época de verano. El Poblado ofrece al turista una gama de entretenimiento, lugares para comer y adquisición de “souvenirs”. Es muy famoso también por sus ostiones. La Laguna Candelaria, una de las dos grandes lagunas que forman las Salinas de Cabo Rojo, se encuentra en Boquerón. En 1769, Las Salinas dieron motivo a los caborrojeños para demostrar su valentía defendiendo, hacha en mano, este preciado recurso. De este hecho surge el nombre de El Combate y sus pobladores adquieren el seudónimo de “Mata con Hacha”. Cuenta con el Centro Vacacional y Balneario de Boquerón, una de las playas más hermosas e idílicas de Puerto Rico, donde anualmente se celebran multitudinarios festivales de verano. Entre sus atractivos se destacan: La Laguna de Rincón, la Playa El Combate, Puerto Angelino, el Refugio de Aves y la Playa Los Pozos, entre otros. La Bahía de Boquerón es una de las más hermosas y visitadas por extranjeros que vienen en sus veleros desde todas partes del mundo. Entre sus celebraciones más importantes se encuentran: La Fiesta de Reyes, en enero, la Parada de San Patricio, en marzo, el Festival y Desfile de la Comunidad LGBTT, en junio y el Torneo de Pesca del Marlin Azul, en octubre. Sus recursos son el turismo, la construcción, hoteles y la pesca.

### Guanajibo

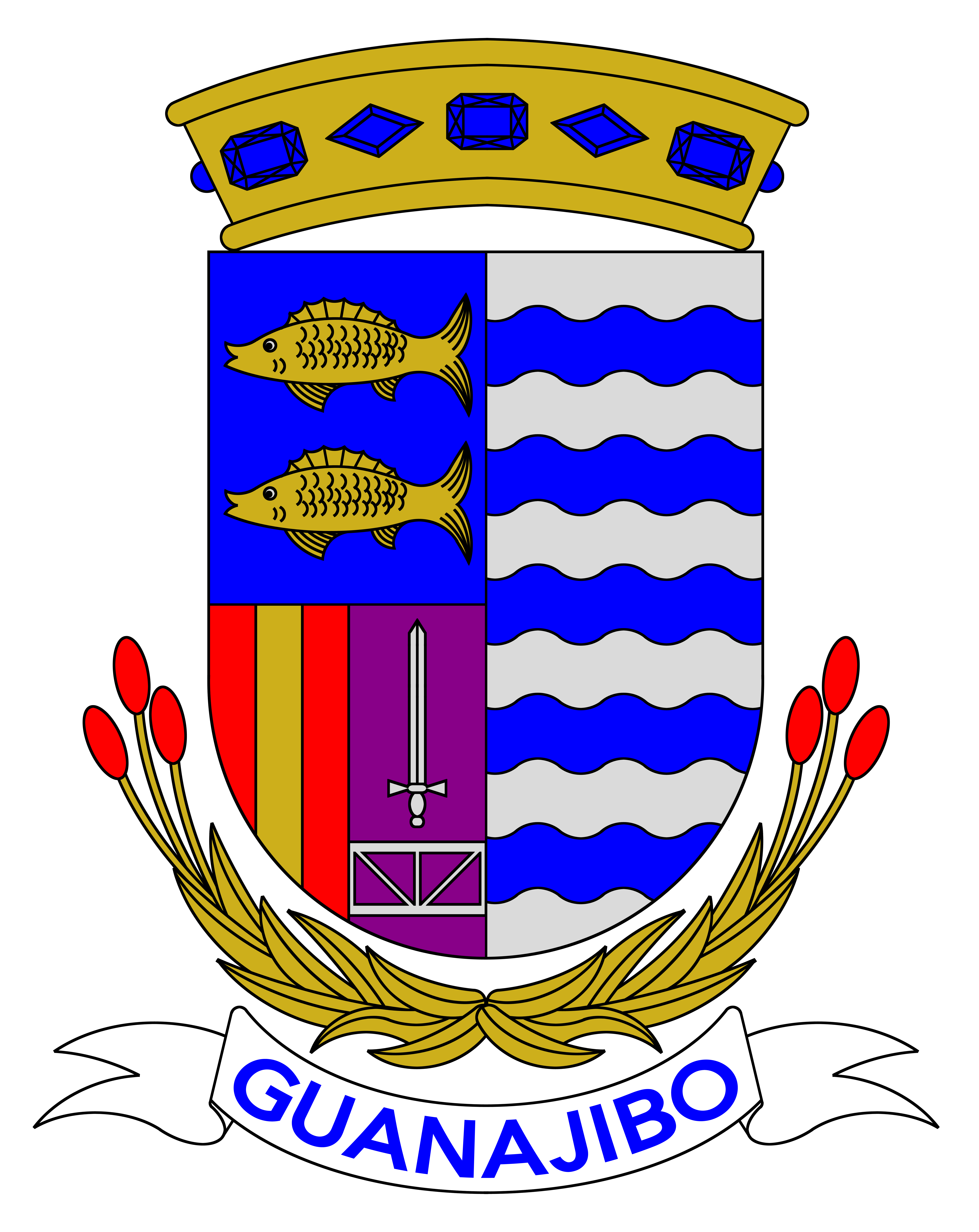
Escudo del Barrio Guanajibo

Guanajibo se localiza en el extremo norte de la ciudad. Este barrio colinda por el norte con el Municipio de Mayagüez, donde desemboca el Río Guanajibo, del cual obtiene su nombre el barrio. Guanajibo colinda con el Municipio de Mayagüez, por el norte; por el este, con el Municipio de Hormigueros; por el sur, con Bajura y Miradero y por el oeste, con el Canal de la Mona. A los habitantes del barrio se les conoce como “Los Cangrejeros”, debido a que es muy común entre los locales la crianza de cangrejos para la venta. Algunos de sus sectores son: Sabana Alta, Plan Bonito, Punta Arenas, Cerrillos, Vista Verde. Parte de la “Milla de Oro del Buen Comer”, Joyuda, se encuentra en su territorio. En Guanajibo se encuentra una de las tres bahías bioluminiscentes de Puerto Rico: la Reserva Natural de la Laguna de Joyuda. La Laguna Joyuda es el principal componente de la Reserva y ocupa el 43.9 por ciento (355 cuerdas). La profundidad promedio es de 1.25 metros y el volumen de sus aguas se estima en 1.44 millones de metros cúbicos. El fenómeno de la bioluminiscencia se presenta sólo en ciertos periodos. En la laguna se han identificado 41 especies de peces pertenecientes a 24 familias. La más abundante es la especie mojarras. Otras especies comunes son el sábalo (Megalops atlanticus), macabí (Elops saurus), barbú (Polydactylus virginicus), picúa (Sphyraena barracuda), mojarreta (Diapterus rhombeus), róbalo (Centropomus undecimalis), jurel ojón (Caranx latus) y jarea (Mugil curema). Se caracteriza por la coloración rojiza de sus tierras. Aquí se encuentra el Laboratorio de Investigaciones Pesqueras (LIP), del Departamento de Recursos Naturales y Ambientales del Gobierno de Puerto Rico y la antigua Correccional de Menores. En la elevación de Plan Bonito, sector de Guanajibo, se pueden apreciar preciosas vistas, tanto de la Ciudad de Cabo Rojo, de Joyuda y su laguna, así como de municipios aledaños como Mayagüez y Hormigueros. Su celebración más importante es la Víspera de San Juan, en junio. Sus recursos son la pesca y el turismo.

### Llanos Costa

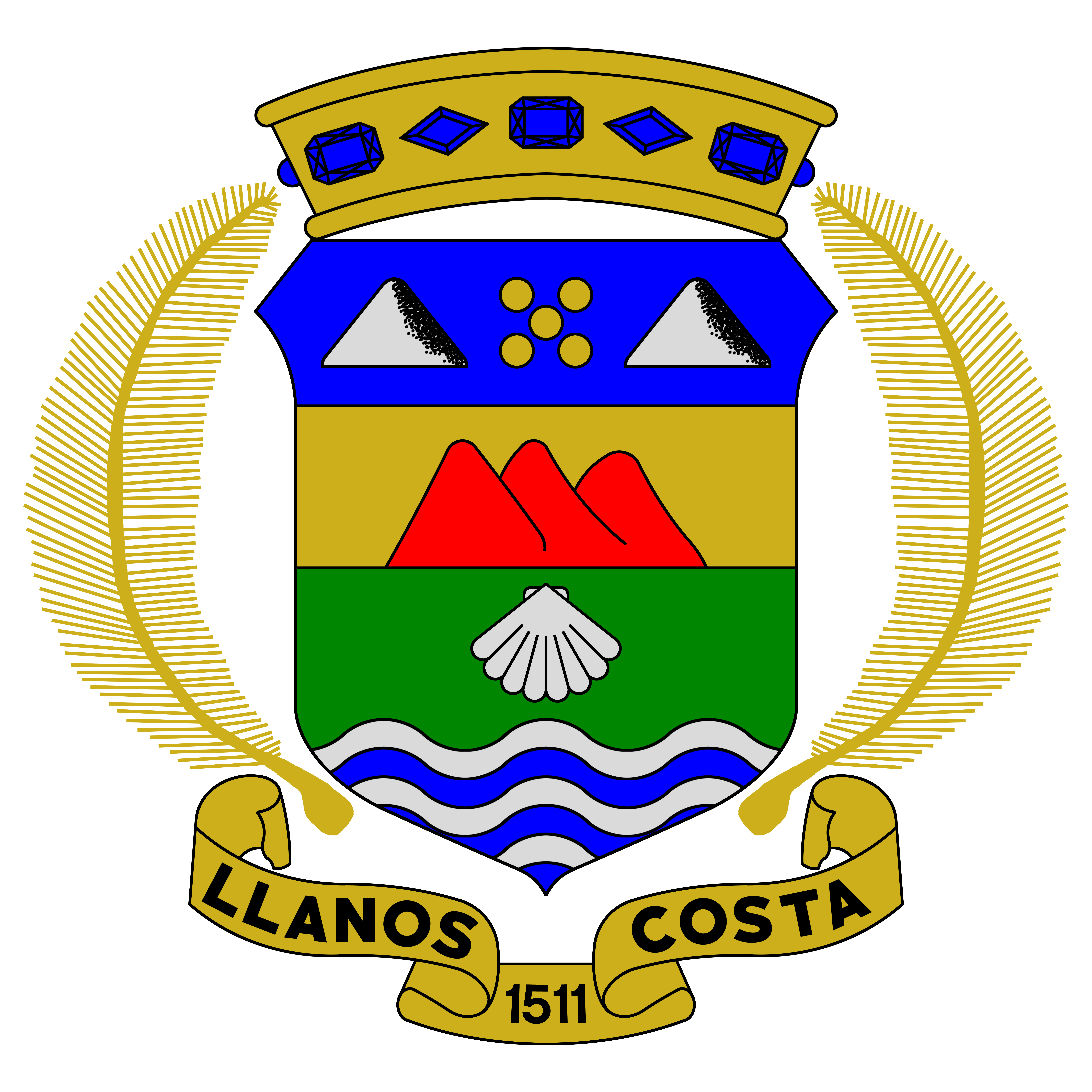
Escudo del Barrio Llanos Costa

Llanos Costa se encuentra en el extremo sur de la ciudad. Según el historiador caborrojeño, Salvador Brau y Asencio, para el año 1511 se comenzó la explotación de las Salinas de Cabo Rojo. Su nombre se debe a la extensa llanura en la costa sur del municipio. Llanos Costa colinda con Llanos Tuna, por el norte; por el este, con el Municipio de Lajas; por el sur, con el Mar Caribe y por el oeste, con Boquerón. Algunos de sus sectores son: Las Palmas, Samán, El Caño, Las Guanábanas, Las Arenas. A sus habitantes se les llama “Llaneros”. Se caracteriza por ser el barrio de mayor extensión territorial de Cabo Rojo, más grande inclusive que algunos municipios de Puerto Rico, pero sin embargo, es uno de los menos poblados, debido a que gran parte del territorio es tierra de cultivo, de cría de ganado o reserva silvestre. En el territorio se encuentran: el Refugio de Vida Silvestre, el Bosque Estatal de Boquerón y el Bosque Estatal Los Morrillos, santuarios protegidos para la preservación de diferentes especies de fauna y flora. En Llanos Costa se encuentra también la Sierra Bermeja, la formación rocosa más antigua de la Isla de Puerto Rico. También en la Sierra Bermeja se encuentra el Cerro Mariquita, el punto más alto de la ciudad. Este extenso barrio es el lugar donde se encuentra una de las playas más hermosas y prístinas de Puerto Rico, La Playuela. Esta playa se encuentra entre los acantilados que conforman Los Morrillos, y se caracteriza por sus arenas blancas y sus aguas cristalinas. Se le considera la región más alejada del Centro Cívico de la Ciudad de Cabo Rojo. Su celebración más importante es el Velorio de Reyes, en enero. Sus recursos son: la pesca, la ganadería, la agricultura y la industria salina.

### Llanos Tuna

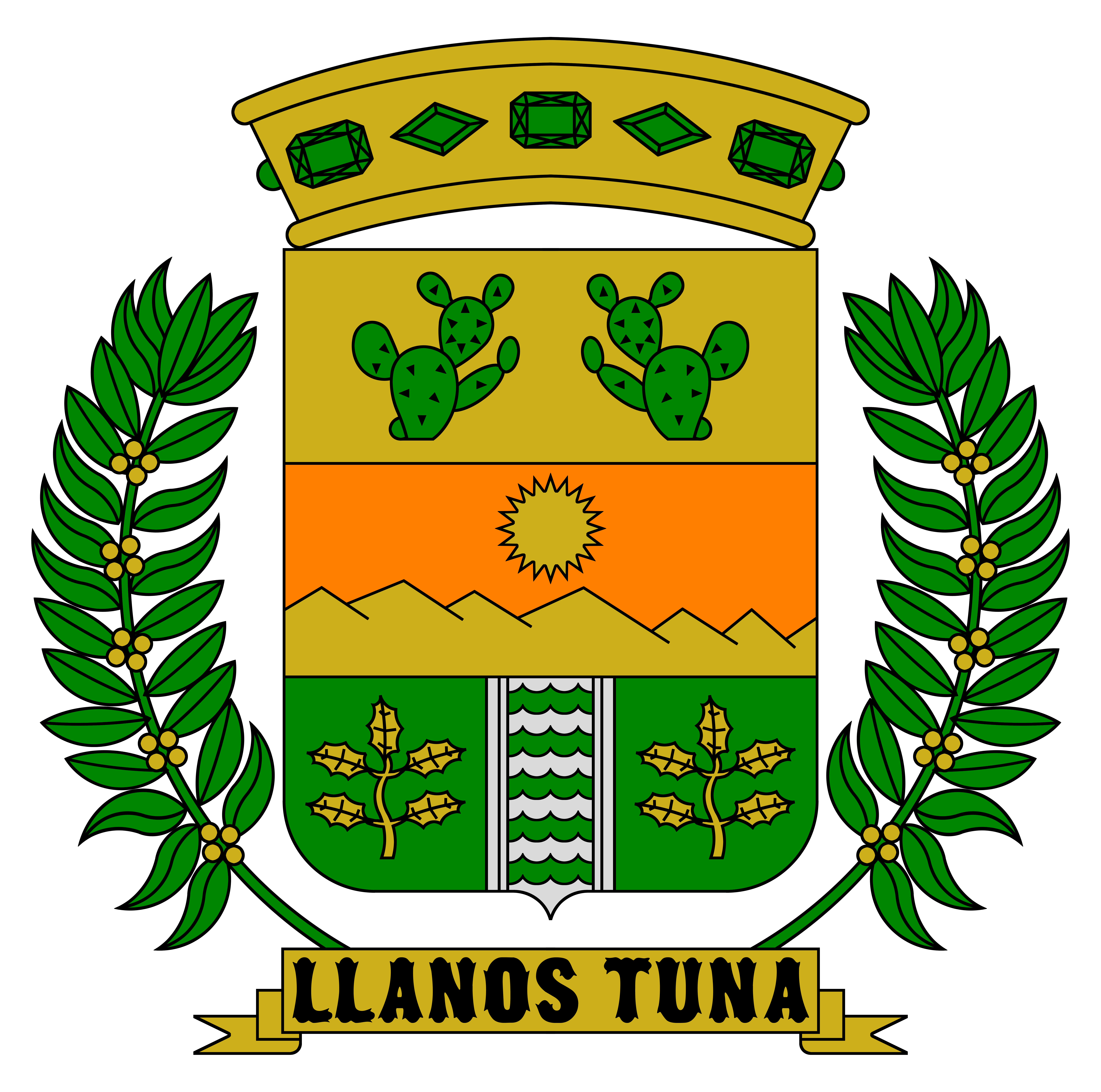
Escudo del Barrio Llanos Tuna

Llanos Tuna se encuentra en la región centro oriental del municipio. Debe su nombre a la abundancia de tunas en el llano. Llanos Tuna colinda con Monte Grande, por el norte; por el este, con el Municipio de Lajas; por el sur, con Llanos Costa y por el oeste, con Boquerón. A los habitantes del barrio se les conoce como “Los Trepa Jaldas”, debido a la accidentada topografía en el norte del barrio. Se caracteriza, precisamente, porque hacia el sur del barrio es llano y poco accidentado y en el norte abundan los montes y cerros de gran altura. Algunos de sus sectores son: Betances, El Brujo, La Tuna, Charco Hondo, Las Magas. Es de conocimiento que en su territorio nacieron muchas figuras prominentes del ambiente artístico y cultural. Entre sus atractivos se encuentran: la Estatua del Dr. Ramón Emeterio Betances y la Ruta Panorámica de la Tuna. A través de esta ruta se pueden apreciar algunas de las vistas más hermosas tanto de Llanos Tuna, de otros barrios como Llanos Costa y la Bahía de Boquerón, además, de divisar desde la altura los atardeceres sobre en el Mar Caribe. Se podría decir que Llanos Tuna posee la mayor cantidad de cuerpos de agua en su territorio comparado con los otros 7 barrios. A través de este barrio, cruza el Sistema de Riego del Valle de Lajas. Su recurso principal es el cultivo de frutos menores y en menor grado, la ganadería.

### Miradero

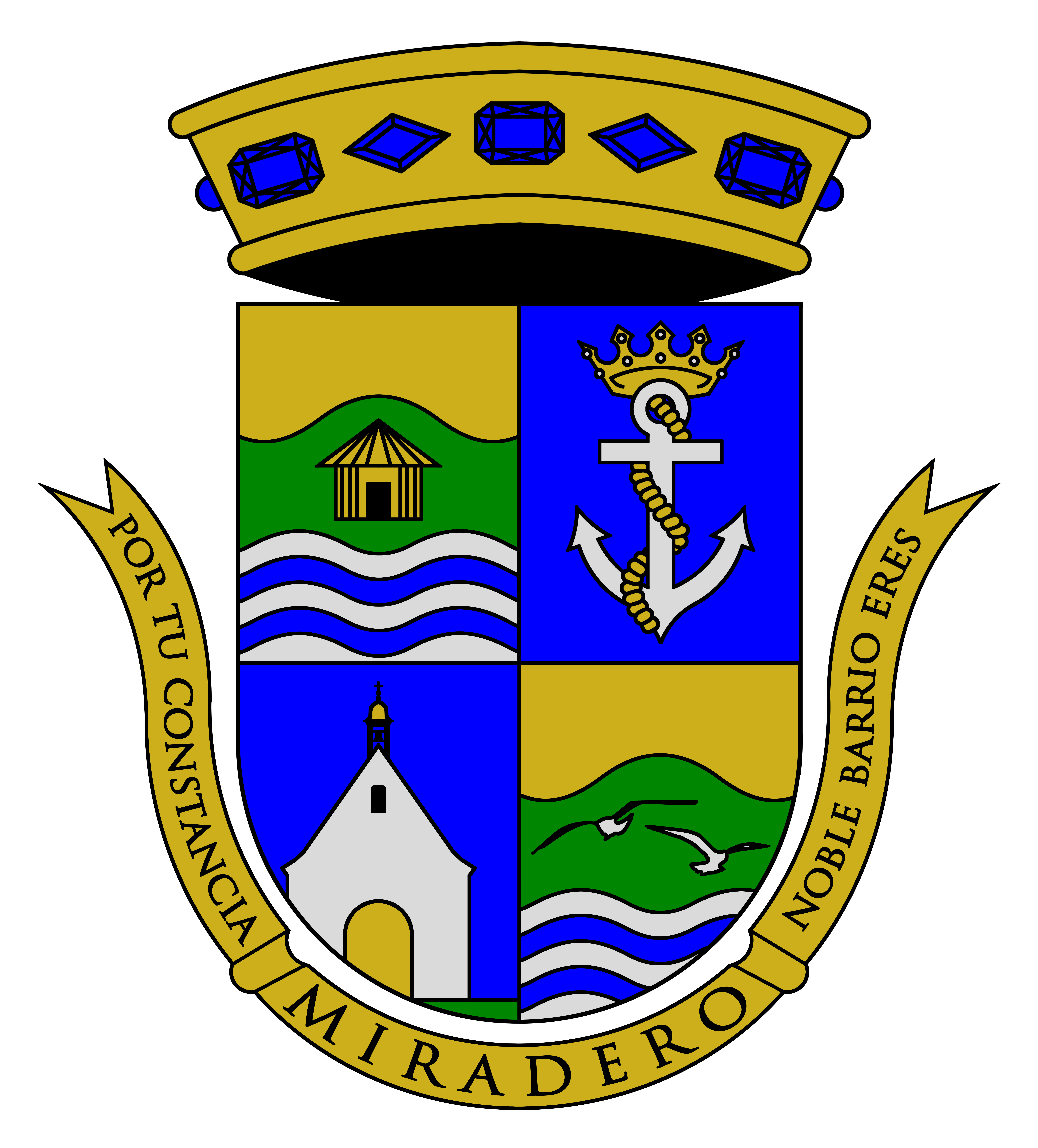
Escudo del Barrio Miradero

Miradero se encuentra en la región noroeste del municipio. Debe su nombre al cerro o mirador desde donde se divisa el mar. Miradero colinda con Guanajibo, por el norte; por el este, con Bajura; por el sur, con Pedernales y por el oeste, con el Canal de la Mona. Se les conoce a sus moradores como “Los Pescadores”. Algunos de sus sectores son: Puerto Real, Belvedere, Oliveras, Parabueyón, La Garita. En la antigüedad, para la época de nuestros indios taínos, se concentraban 2 pequeños núcleos de pobladores indígenas en lo que hoy se conoce como “Punta Ostiones” y Joyuda. Al inicio de la fundación del municipio y construcción del Centro, Miradero fue uno de los lugares tomados en consideración. En su territorio se encuentra la primera y mayor villa pesquera de Puerto Rico, Puerto Real y parte de Joyuda. Se caracteriza por ser el barrio más poblado de Cabo Rojo debido a los numerosos núcleos poblacionales en la región. Puerto Real es el poblado con el mayor número de habitantes de Puerto Rico. La producción pesquera es tan abundante que toda la demanda de pescado, mariscos y algunos moluscos, de parte de los dueños de restaurantes de Cabo Rojo y pueblos aledaños, se suplen a través de las cinco pescaderías que garantizan la compra de la pesca y su mercado comercial. El Caño de Miradero, nace en la sabana del mismo nombre y sus aguas no corren. Se le considera el mejor manantial de Cabo Rojo. Aquí se encuentra Punta Belvedere, este sistema ubica en su totalidad en Cabo Rojo. Está compuesta por dos (2) segmentos, uno terrestre y otro marino, donde este último se extiende nueve (9) millas náuticas más afuera. El segmento terrestre tiene unas 256.36 cuerdas de extensión. Entre los ecosistemas presentes están los arrecifes de coral, las praderas de yerbas marinas, manglares, salitrales, islotes de mangle, lagunas someras, bancos de arena y playas. La vegetación está mayormente dominada por especies de mangle: el rojo y el blanco. Este último se encuentra en las áreas más inundadas. En áreas cercanas a las playas se pueden encontrar cocotales asociados con especies leñosas típicas de matorrales de costa. También se pueden encontrar especies herbáceas y arbustivas características de terrenos perturbados por acciones antropogénicas.
Finalmente, la fauna incluye 24 especies distintas, las cuales son principalmente aves, reptiles y crustáceos. Entre sus celebraciones más importantes se encuentran: la Fiesta del Pesca’o (Puerto Real), que se celebra de marzo a abril y el “International Light Tackle Tournament, en septiembre. Sus recursos principales son las fábricas, la pesca y el turismo.

### Monte Grande

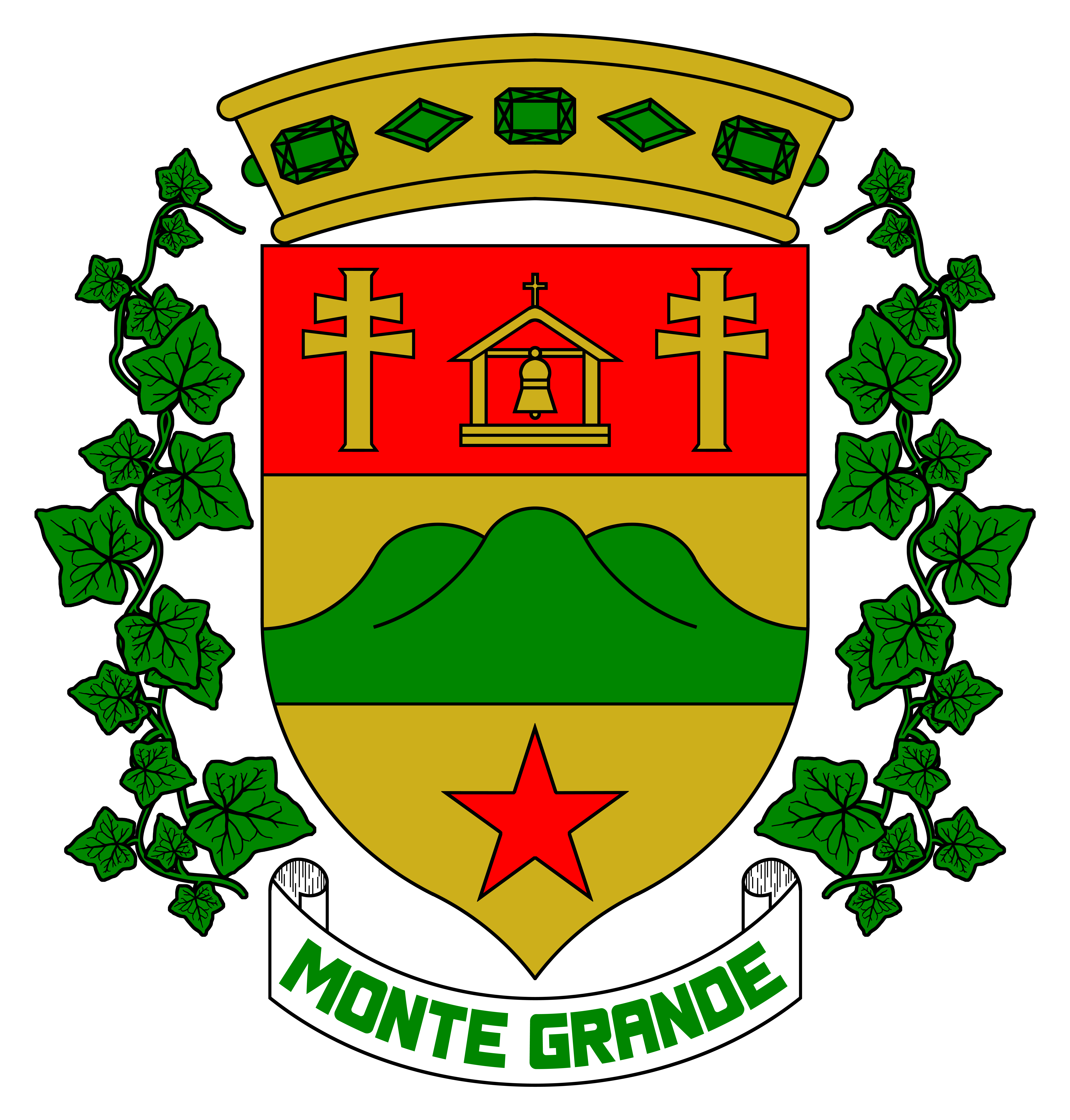
Escudo del Barrio Monte Grande

El Barrio Monte Grande se encuentra en la región centro norte del municipio. Se le denomina Monte Grande debido al monte de gran altura donde se encuentra el Cerro Buena Vista. Monte Grande colinda con Bajura, por el norte; por el este, con el Municipio de San Germán; por el sur, con Llanos Tuna y por el oeste, con Pedernales. Se caracteriza por ser el barrio de menor extensión territorial de Cabo Rojo. Algunos de sus sectores son: Vega Alegre, Ballajá, Parcelas 35, Las Quebradas, La Quince. A pesar de ser el barrio más pequeño, es el segundo en población del municipio. Se le conoce como el “Barrio de los Callejones”, debido a los numerosos caminos y callejones en la región. Su atractivo turístico se basa más bien en la vista panorámica que se aprecia desde el Cerro Buena Vista (segundo punto más alto de Cabo Rojo, a 850 pies (259 metros). Desde allí se aprecia todo el litoral suroeste. También se observa la Ciénaga Cuevas. Adyacentes al Cerro se encuentran las cuevas de: Cueva del Maestro Aniceto, rica en fósiles de vida marina, correspondiente a la Era Jurásica. Más hacia el este se encuentra la Cueva de las Quebradas. En este lugar se conservan sobre 20 petroglifos indígenas y la Cueva Tuna, con una variada fauna típica de estos sistemas. Un famoso enfrentamiento se libró en las cercanías de la Ermita de San José, entre sangermeños y caborrojeños. Alrededor del año 1559 se construye la Ermita San José, dando esto paso a la fundación del poblado, el cual después de más de 200 años se transformaría en el pueblo de San Miguel de Cabo Rojo, con parroquia propia consagrada a San Miguel Arcángel. Pueblo que se transformó en la ciudad que es al día de hoy y su centro cívico está ubicado en el Barrio Monte Grande. Sus celebraciones más importantes son: El Rosario Cantado, en julio y la Trulla de Reyes, en el mes de enero. Sus recursos son: el cultivo de frutos menores, comercio y la agricultura.

### Pedernales

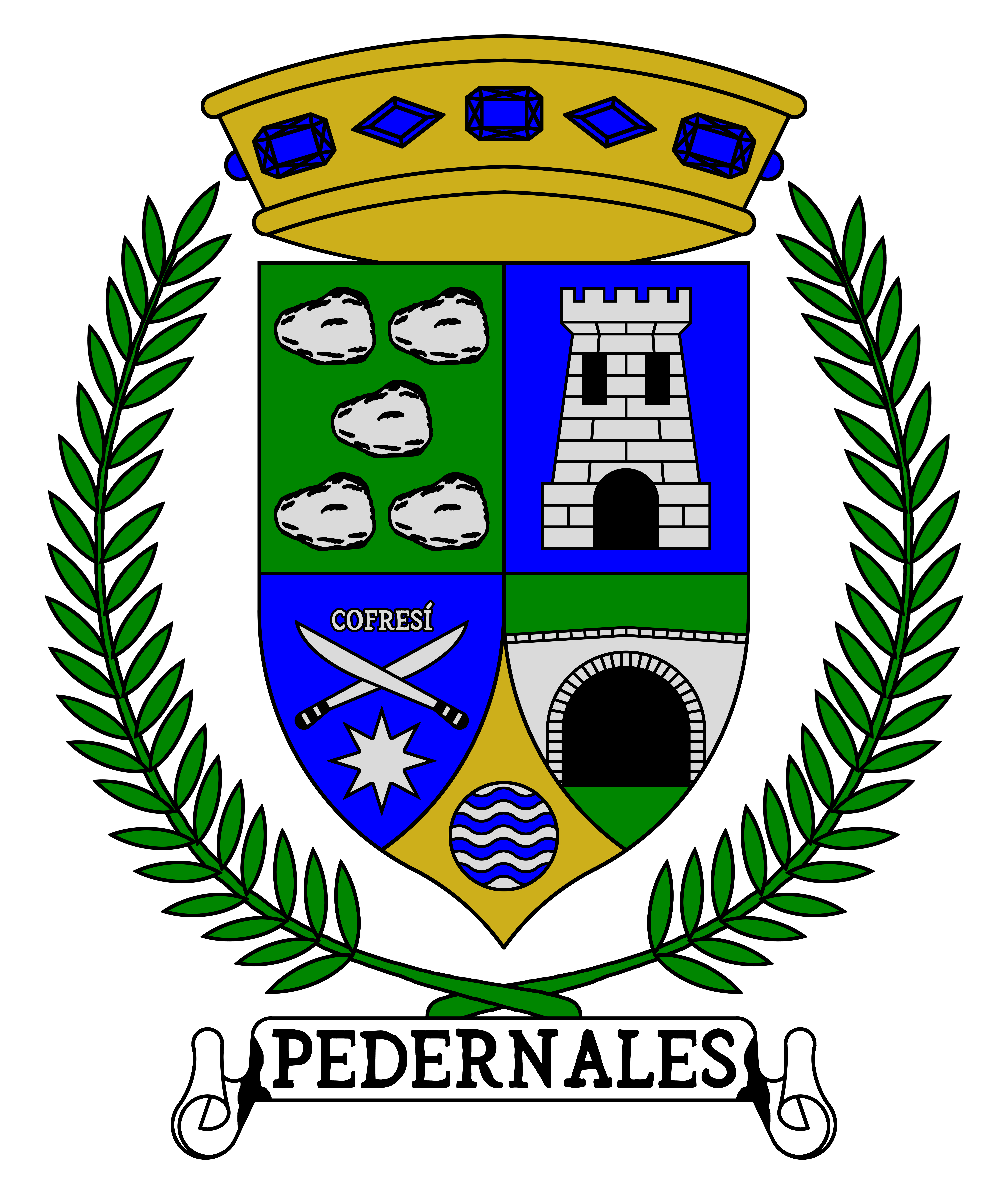
Escudo del Barrio Pedernales

El Barrio Pedernales se encuentra en la región centro oeste de Cabo Rojo. Debe su nombre a la abundancia de rocas de pedernal en el territorio. Pedernales colinda con Miradero, por el norte; por el este, con Monte Grande, Llanos Tuna y Boquerón y por el sur y oeste, con el Canal de la Mona. Se le conoce como la “Cuna de Cofresí”, por el hecho de que Guaniquilla, sector de Pedernales sea el lugar de nacimiento del famoso pirata puertorriqueño, Roberto Cofresí y Ramírez de Arellano. Algunos de sus sectores son: La Mela, Buyé, El Fuego, Las Piedras, Guaniquilla. A través de la carretera P.R. 307 se llega a la Playa Buyé (nombre del dueño de esa hacienda en el siglo XIX, Juan Bautista Buyé). Se trata de una de las más bellas y seguras playas de todo Puerto Rico. En la misma Playa de Buyé hay alternativas de hospedaje y restaurante. Otro punto muy visitado lo es el Centro Vacacional de Villa la Mela. La belleza de estas áreas y del mar que las baña, es impresionante. Podemos encontrar el área conocida como el "Bosque de Pedernales", donde la densa vegetación, la falta de urbanismo y la ausencia de la mano del hombre hacen de este un lugar de gran interés para la práctica del Senderismo. La Laguna Guaniquilla se encuentra a la entrada de la Bahía de Boquerón. Esta se extiende nueve millas náuticas mar afuera a partir de la línea de la costa Oeste. Está constituida por dos lagunas salobres de aproximadamente 33.1 cuerdas, arrecifes de coral, pantanos, colinas calizas, cuevas, salitrales, manglares y un bosque seco. La parte terrestre cubre un área estimada de 431.92 cuerdas y es administrada por el Fideicomiso de Conservación de Puerto Rico. Como parte de
su geomorfología calcárea se pueden observar algunas colinas calizas que no sobrepasan los 46 metros de altura. La flora identificada en Guanaquilla incluye 89 especies de árboles, 77 especies de plantas herbáceas y 46 especies de arbustos. De todas las especies, siete (7) son endémicas de Puerto Rico: palma de lluvia (Gaussia attenuata), ausubo (Manilkara bidentata), San Bartolomé (Cordia rickseckeri), bromelia (Hohembergia antillana), marunguey (Zamia portoricensis), Portea paucifolia y la Rondeletia inermis. Dentro la Laguna Guaniquilla, la famosa Cueva de Cofresí. En la antigüedad se le conoció como el sitio de “La Bocoya”, donde un núcleo de pobladores erigió el Fortín de Pedernales, para su defensa de ataques marítimos. Se le considera uno de los barrios más antiguos de la ciudad debido a que fue en Pedernales donde comenzó el movimiento poblacional hacia el este para fundar la ciudad. En Pedernales se encuentran: La Cambija, una enorme cisterna que abastecía de agua al ferrocarril de pasajeros y de carga, previo al año 1952; los Hornos de Cal; la Villa Taína y el Túnel del Ferrocarril de Circunvalación de Puerto Rico. Este hermoso túnel es uno de los tres túneles ferroviarios que se conservan en Puerto Rico. El túnel de Cabo Rojo no sólo es el más corto sino que es el más curioso. Esto porque tras haber hecho un corte bastante largo y profundo en el lado norte sus constructores decidieron hacer un corto túnel (153 pies de largo) en un área con muy poca sobrecarga rocosa.
Su celebración más importante es la Víspera de San Juan, en junio. Sus recursos son: la pesca, fábricas y el turismo.

## Poblados

### Boquerón

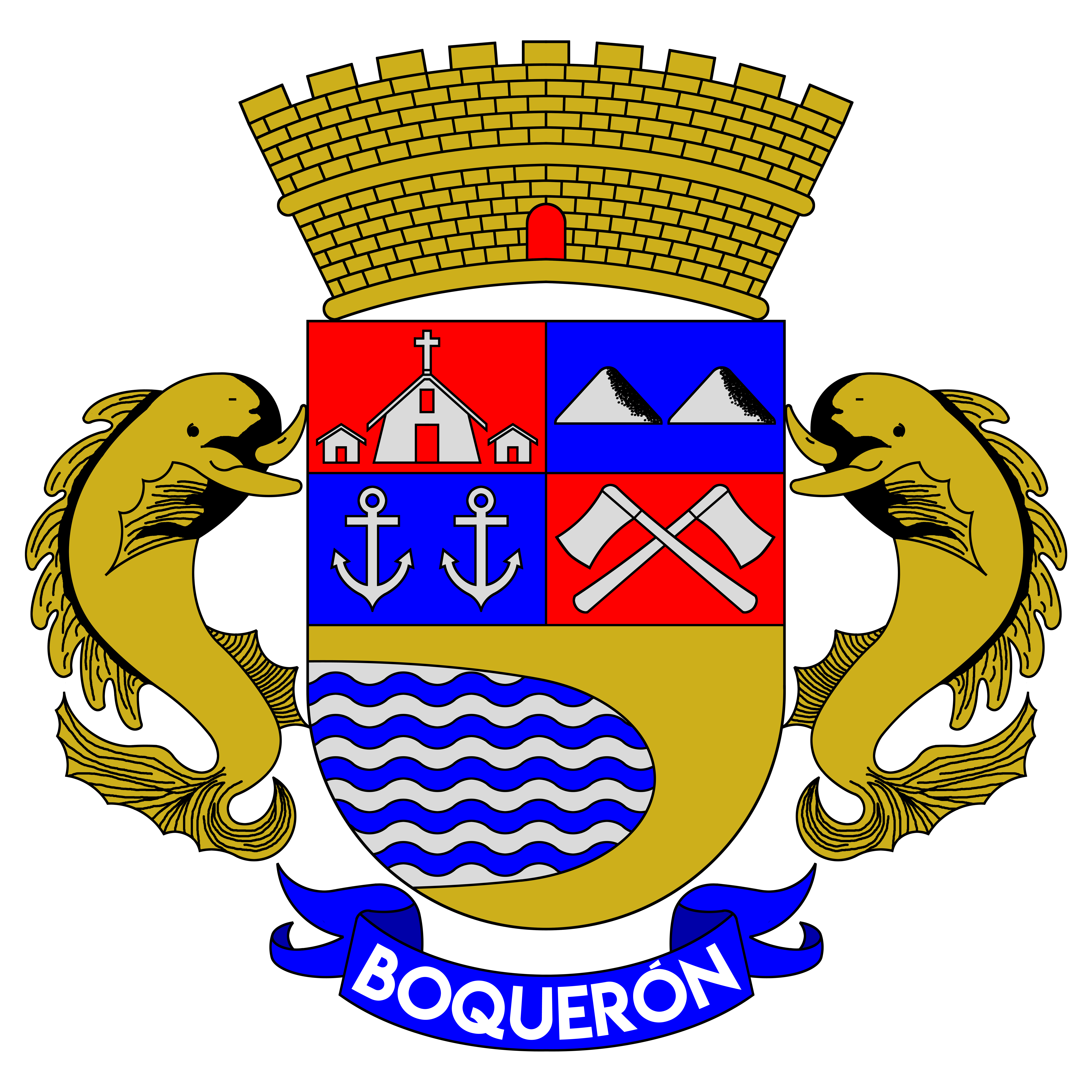
Escudo del Barrio y Poblado de Boquerón.

El sector y poblado de Boquerón se encuentra situado en la Zona Sur de la ciudad, en el barrio del mismo nombre. Este poblado se encuentra localizado en el área costera nordeste de la bahía de Boquerón. Esta bahía, de excepcional belleza y amplitud, sirve de asiento al centro turístico - recreativo más importante después de la capital, San Juan (Puerto Rico). Boquerón tiene una playa en forma de media luna y es apodada "La Copacabana de Puerto Rico" debido a su áurea y belleza, que es comparada con la famosa playa brasileña. Poblado de bohemia, glamour y riqueza, Boquerón dio origen a numerosos eventos y movimientos artísticos, convirtiéndose en referencia turística de Puerto Rico. A partir de los años 80, la fama creciente atrajo más moradores de lo que el área puede recibir de forma confortable y Boquerón sufrió con la especulación inmobiliaria hasta llenarse de predios residenciales con múltiples departamentos. El lugar se convirtió en un microcosmos puertorriqueño, uniendo familias de clases diferentes en esta ajustada porción de tierra entre el mar y la montaña. Cuenta con su iglesia parroquial, consagrada a San José y es el único de los poblados de Cabo Rojo en poseer dos plazas de recreo, la Plaza Margarita Pabón, dedicada a los ostioneros del poblado, y la Plaza Cofresí con su tarima permanente. Se podría decir que el poblado, es el más pintoresco y famoso de la isla de Puerto Rico por su atractivo hacia los turistas tanto locales como extranjeros. La temporada de mayor movimiento en el poblado es el verano, donde miles de visitantes abarrotan tanto las playas aledañas como el Balneario de Boquerón así como el área del poblado, convirtiéndolo en un centro de entretenimiento y esparcimiento al aire libre. Anualmente, cada 17 de marzo se celebra en el Poblado Boquerón la Parada de San Patricio en la cual descendientes irlandeses y puertorriqueños por igual pintan de verde y celebran la cultura irlandesa por las calles del poblado. Es muy famoso el multitudinario Festival de Orgullo Gay, donde miembros y simpatizantes de la Comunidad LGBTT llegan de todas las regiones y municipios de Puerto Rico abarrotando las calles del poblado con un desfile estilo carnaval y mostrando los colores de su bandera y orgullo. La esencia del mar y los manjares costeros, como el ostión, invaden al visitante que acude a este popular rincón de la ciudad de Cabo Rojo y lo convierten sin duda alguna en la “Capital del Entretenimiento”. Durante la temporada de verano se celebran importantes y multitudinarios festivales, desfiles y grandes conciertos al aire libre en el área del balneario así como en la entrada del poblado. El balneario de Boquerón es el de mayor atractivo en la mitad oeste de la isla para los visitantes provenientes de todos los pueblos de Puerto Rico y del extranjero. La Boquilla es la salida y la entrada al mar de uno de los complejos turísticos y residenciales de alto valor económico en Cabo Rojo. Entre sus atractivos se encuentran: La iglesia parroquial de San José, las plazas de recreo, La estatua del Pirata Cofresí, el Balneario de Boquerón, El paseo tablado en el bosque de mangles y el área turística / comercial del poblado, entre otros.

### El Combate

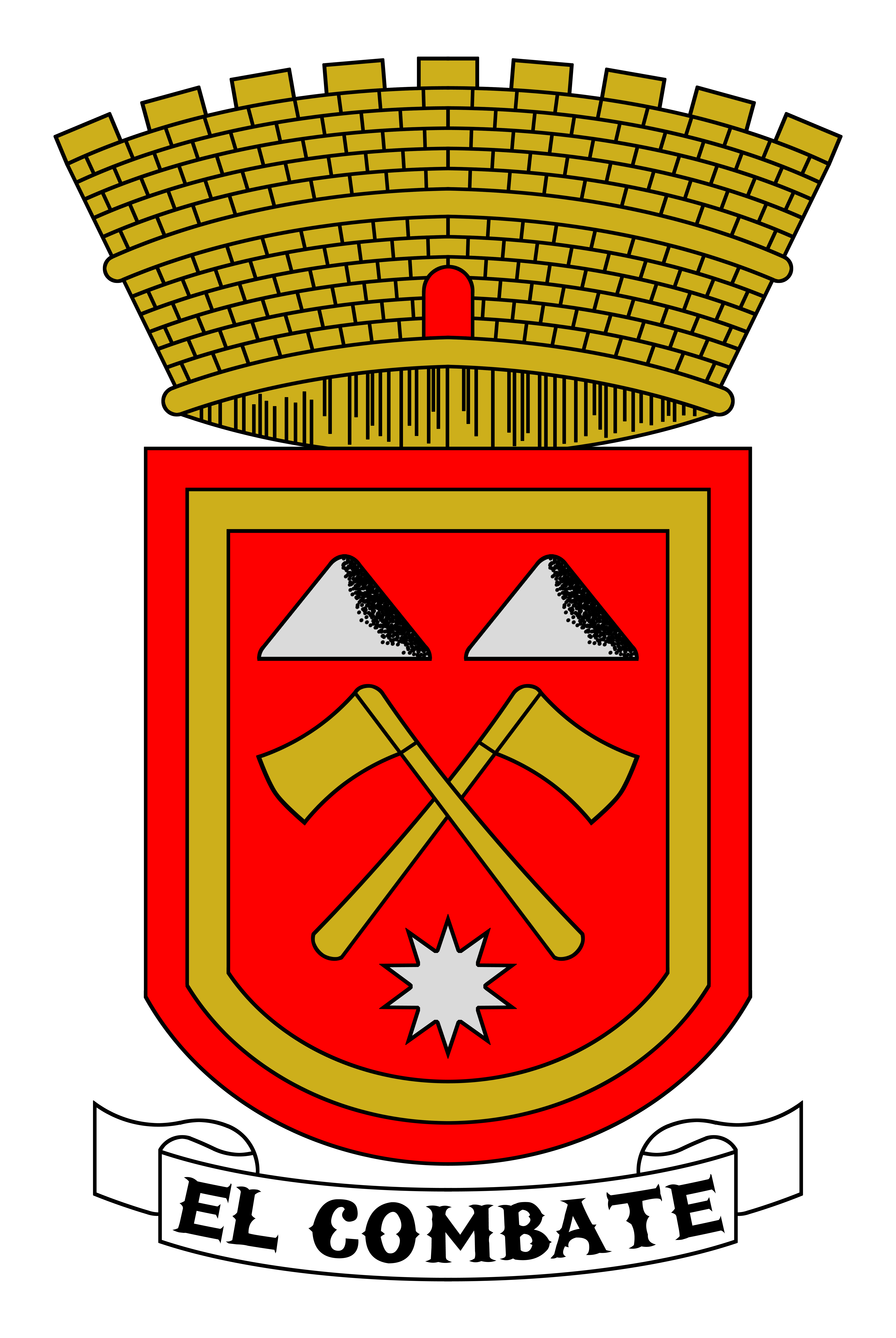
Escudo del Poblado El Combate

El Combate es el poblado más alejado del centro cívico de Cabo Rojo y se encuentra en jurisdicción del barrio de Boquerón, en la Zona Sur de la ciudad. Se asegura que también es el poblado más antiguo de Cabo Rojo, ya que se ha comprobado que desde el año 1511, se había establecido un núcleo o caserío debido a las actividades de la industria salina. Posee su propia plaza de recreo y su templo parroquial. El poblado obtiene su nombre de una famosa lucha o combate acaecido en el año 1769, en el área de las salinas. La misma se originó debido a que unos invasores de la localidad de Aguada querían apoderarse de las salinas. Debido a este hecho, los locales caborrojeños se armaron de machetes, picos y principalmente hachas para expulsar a los invasores del área y luego perseguirlos con gran valentía y furor por largo trecho. Debido a la victoria obtenida ese día, a los caborrojeños se les conoce como los “Mata con Hacha”. El poblado El Combate es en cierto sentido parecido al poblado de Boquerón, con sus restaurantes y comercios bordeando la carretera. Las playas aledañas al poblado son muy visitadas durante la temporada alta de verano, especialmente las playas Puerto Angelino y Combate con sus bohíos y su reconstruido muelle. Entre sus atractivos se encuentran: la plaza de recreo, Las playas, el área turístico - recreativa, entre otros.

### Joyuda

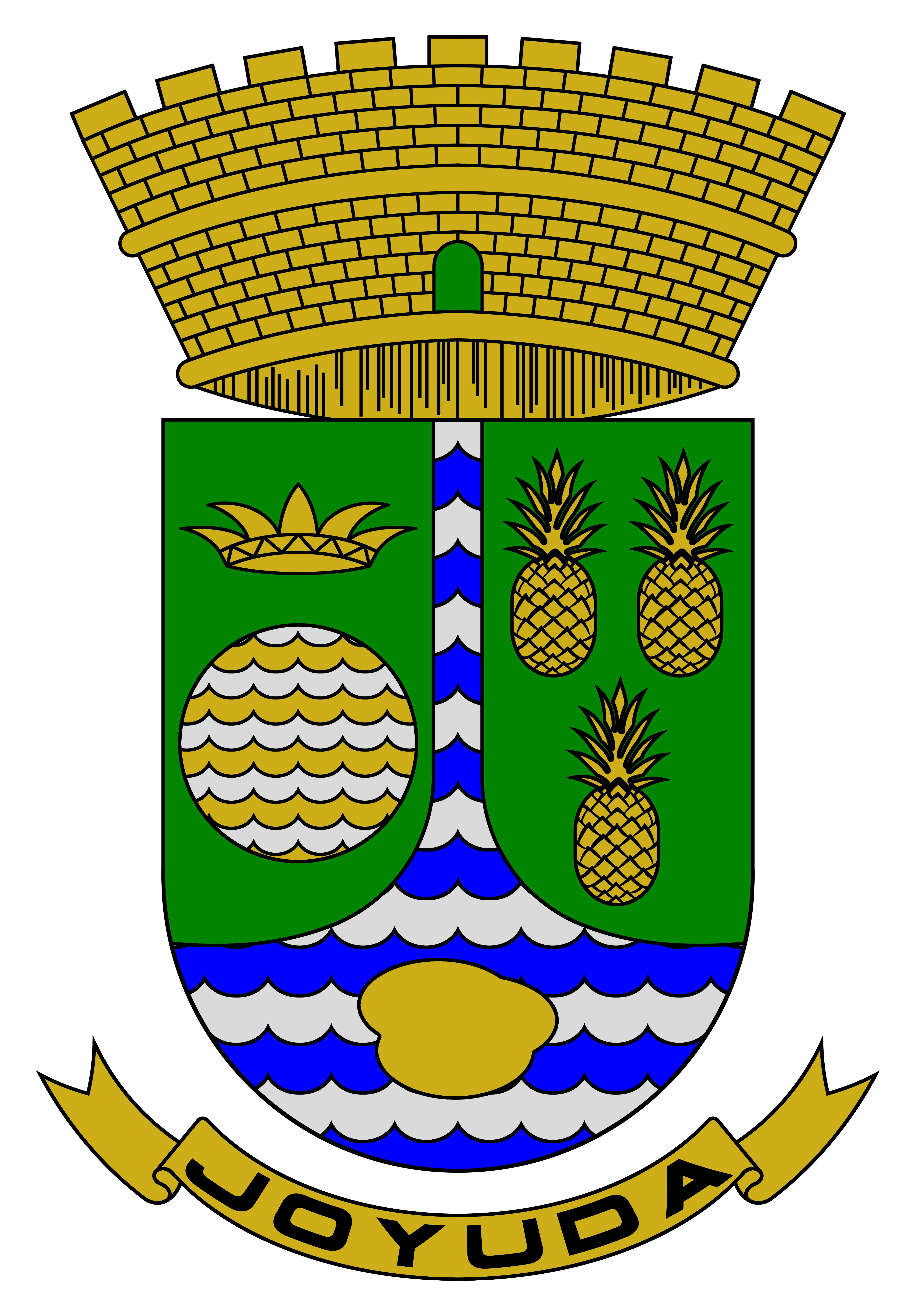
Escudo del Poblado Joyuda

El sector de Joyuda, como se le conoce al espacio litoral entre la Punta Arenas al norte y la quebrada Varas al sur, se encuentra en la Zona Oeste del municipio, y dividido entre 2 barrios, perteneciendo su parte norte al barrio Guanajibo y su parte sur al barrio Miradero. Su nombre original era “Piñas”, esto debido a que en la antigüedad, la región fue centro del cultivo de piñas. El símbolo de Joyuda es la piña, el símbolo de la amistad. En la antigüedad, Joyuda fue habitada por indios: arcaicos, igneris, poderosas aldeas ostionoides y finalmente por los taínos. Fue asentamiento de una aldea indígena y sus caciques tenían como morada la isla Piñero. Como prueba de la existencia de esta aldea, se han encontrado cantidades considerables de artefactos, conchas y restos humanos, claramente de origen taíno y dando fe de la antigüedad del asentamiento en el lugar. A pesar de que el poblado no posee plaza de recreo, cuenta con su propia iglesia parroquial, consagrada a San Juan Bautista. Es nacionalmente conocido “La Milla de Oro del Buen Comer”. Decenas de restaurantes, a ambos lados de la carretera 102, frente a la costa de Joyuda, ofrecen a los turistas, locales y extranjeros, la más atractiva variedad de mariscos frescos, pescado y comida criolla e internacional. De igual manera hay una gran cantidad de hoteles, para servir a todo tipo de clientela, asentados en la misma zona donde ubican los restaurantes. En Joyuda se encuentra una de las tres bahías bioluminiscentes de Puerto Rico: la Reserva Natural de la Laguna de Joyuda que se extiende por trescientos acres de manglares y bosques. Precisamente, lo que hizo tan poderosos a los indios de la antigua Joyuda fue el control y aqua-cultura de esa enorme finca marina de más de 500 cuerdas. La Corporación para el Desarrollo de Joyuda (COPADEJO), una entidad sin fines de lucro, integrada por líderes del comercio de la zona, tiene un proyecto, para la utilización y desarrollo de la Laguna de Joyuda con fines turísticos. La isla Piñero, mejor conocida como Isla Ratones, es el área de playa de mayor atractivo en la zona de Joyuda. Joyuda es un atractivo de primer orden cuando consideramos todos los demás que ofrece Cabo Rojo al turista.

### Puerto Real

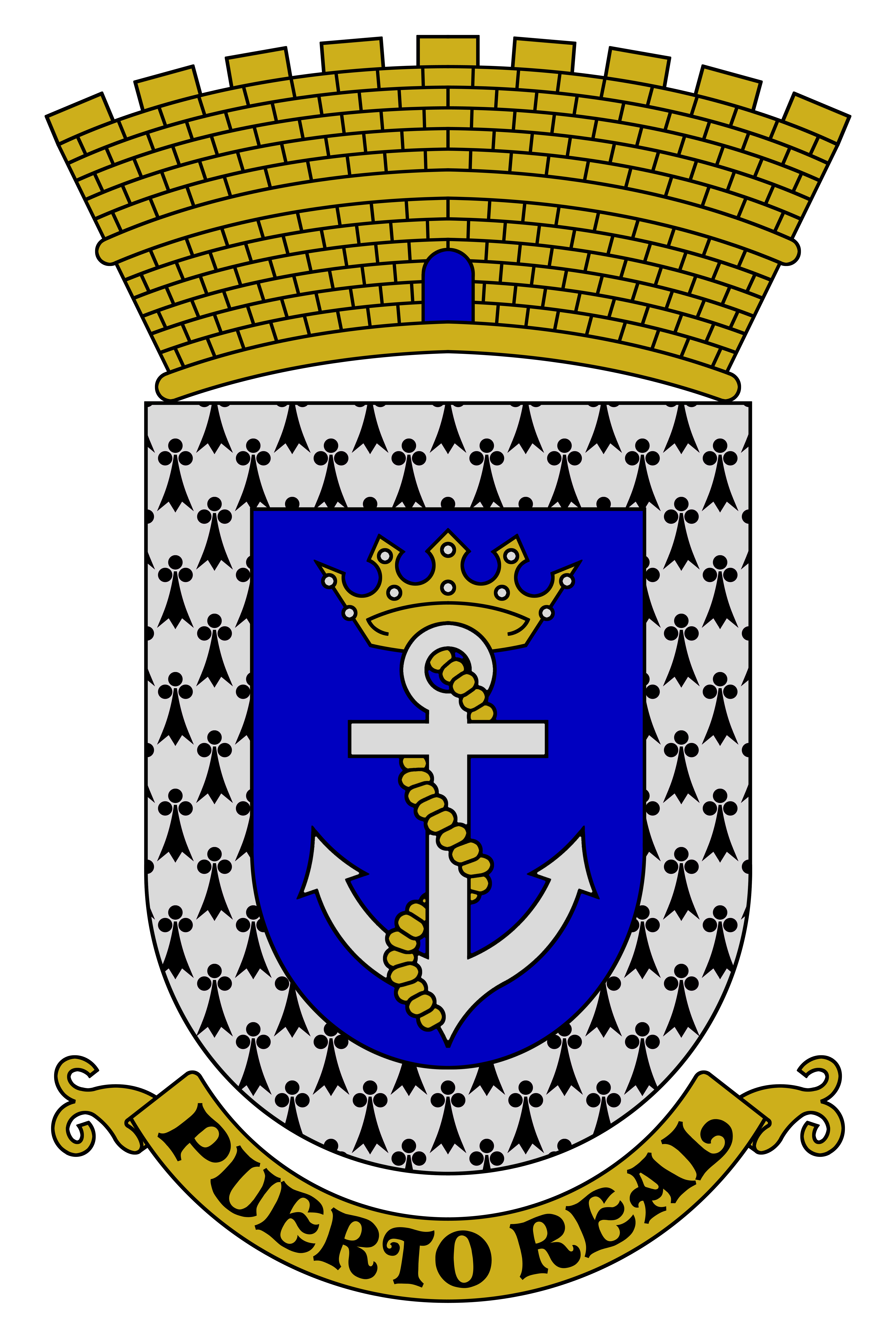
Escudo del Poblado Puerto Real

El poblado del Puerto Real se encuentra asentado en jurisdicción del barrio Miradero, en la costa norte de la Bahía del Puerto Real, en la Zona Oeste de la ciudad. Se llega al poblado mediante la carretera 308, desde la carretera estatal #100. La región del poblado es de pescadores, donde ha surgido y se ha fortalecido una robusta y dinámica industria pesquera desde los primeros años de la década de 1940. Más de un centenar de portorrealenses se dedican a la pesca comercial y la tienen como su única fuente de ingresos. Puerto Real es conocido como la “Primera Villa Pesquera de Puerto Rico” y como la “Capital de la Pesca”. Las pescaderías de Puerto Real compran a los pescadores mariscos, moluscos y peces de toda especie, entre éstos: carrucho, langosta, sierra, macarela, arrayao, mero, cabrilla, dorado, cachicata, pez puerco, pargo, sama, capitán, colirrubia y una variedad de chillos, como: chillo de ojo amarillo (el auténtico chillo), cartucho, chilla rubia, alinegra y moniama. La producción de pesca es tan abundante que toda la demanda de pescado, mariscos y moluscos, se suplen a través de las cinco pescaderías que garantizan la compra y su mercadeo comercial. Puerto Real, con veinte mil habitantes, posee la distinción de ser el poblado de mayor número de habitantes en todo Puerto Rico. Con el objetivo de procurar el bienestar de sus conciudadanos y el progreso de Puerto Real, mediante el desarrollo de la infraestructura, provisión de servicios médicos y promoción de la higiene pública y ornato, ha surgido una entidad, integrada por habitantes del poblado y por pescadores, bajo el nombre de Asociación de Residentes y Pescadores de Puerto Real. Su celebración más importante es la tradicional Fiesta del Pesca’o, que se realiza en el mes de abril. Entre sus atractivos se encuentran: La iglesia parroquial Ntra. Sra. Del Carmen, la Plaza del Pescador y el área turística / comercial del poblado, entre otros.

## Demografía

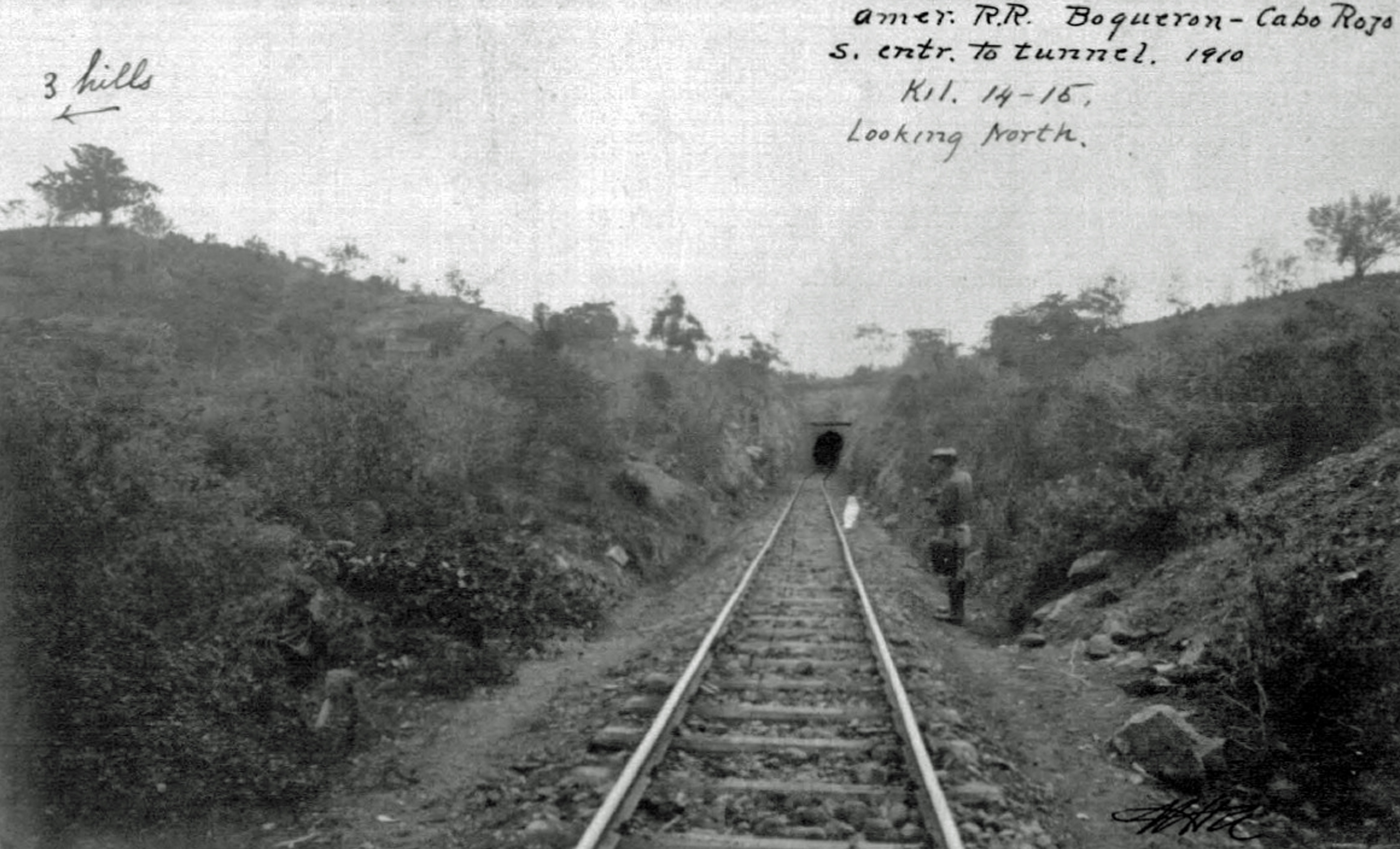
Túnel del Ferrocarril de Circunvalación en Cabo Rojo en el año 1910.

Para los años 40, Cabo Rojo era una pequeña ciudad de 28,606 habitantes. El tren de pasajeros viajaba por aquí y tenía estación en el Centro y en Boquerón. Estuvo viajando por esta hasta el 1953 en que se retiró por su mala situación económica. Para el 1960 la población bajó por el masivo movimiento de hijos hacia la Capital y hacia el norte. Pronto se recuperó y para el censo de 1990 obtuvo una población de 39,887, lo que lo clasificó número 22 en todo Puerto Rico. En el censo del 2000 tuvo una población de 46,911 habitantes, siendo el municipio número 18 más poblado de Puerto Rico. Según el censo de 2010, Cabo Rojo tiene una población de 50,917.
Como resultado de la diversidad de inmigrantes que llegaron a esta parte de Puerto Rico entre finales del siglo XIX y comienzos del siglo XX, en Cabo Rojo residen también descendientes de corsos provenientes de Córcega; árabes de origen libanés e iraní; brasileños; españoles; irlandeses y gente proveniente de otras partes del Caribe. Cada uno de ellos, aportando de su cultura y aprendiendo de la nuestra. De igual manera, muchas familias de origen norteamericano han hecho de Cabo Rojo su hogar permanente, atraídos por el clima, las playas, la cultura caribeña y por el calor de su gente. La gran mayoría de estos grupos y familias extranjeras, pero caborrojeños por adopción, se han instalado en las zonas costeras, especialmente, en la Zona Sur, en las cercanías de los Poblados de Boquerón y El Combate.

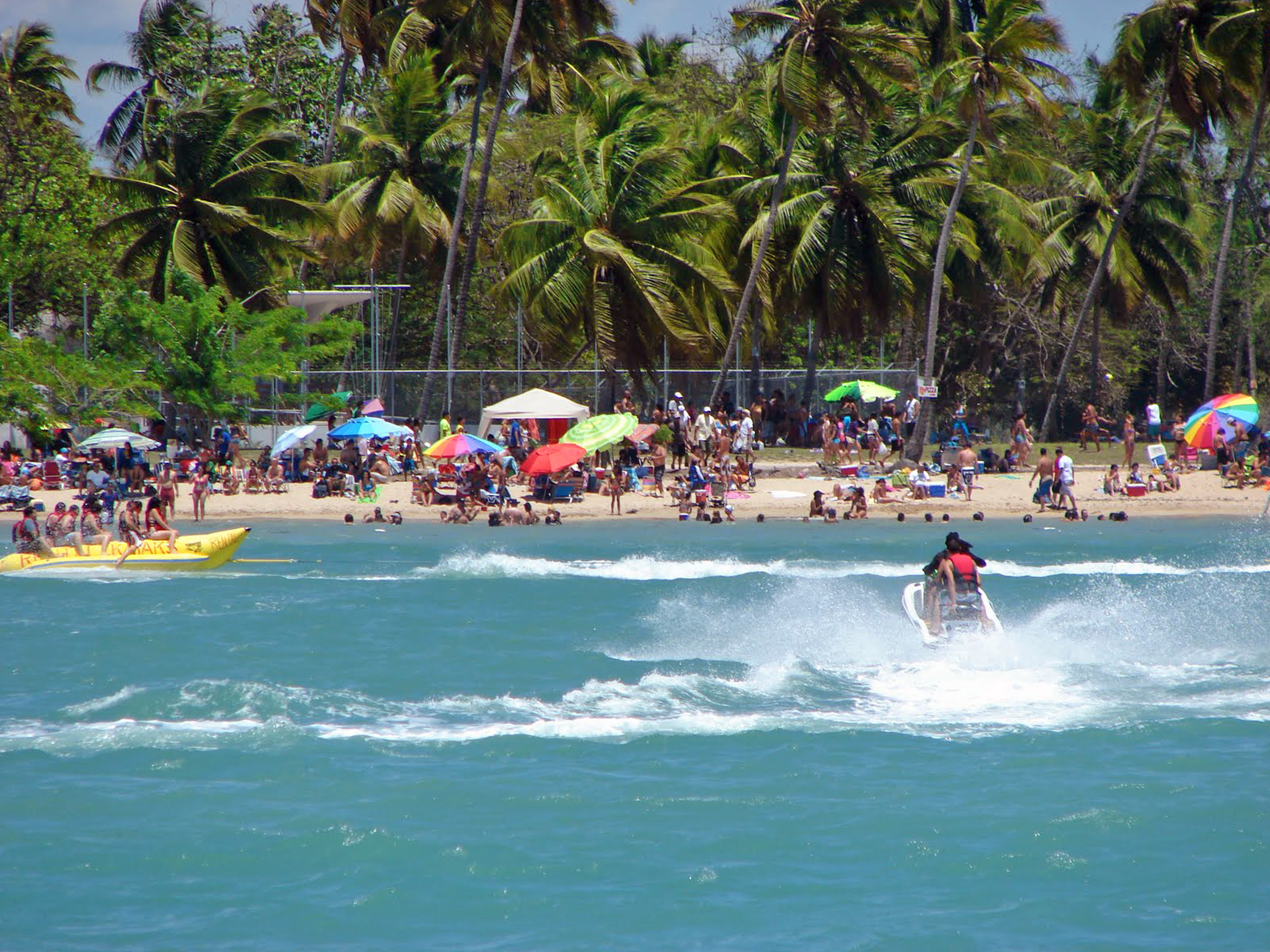
Bañistas en la Playa de Boquerón.

| Evolución demográfica de la ciudad de Cabo Rojo |

### Población por sexo

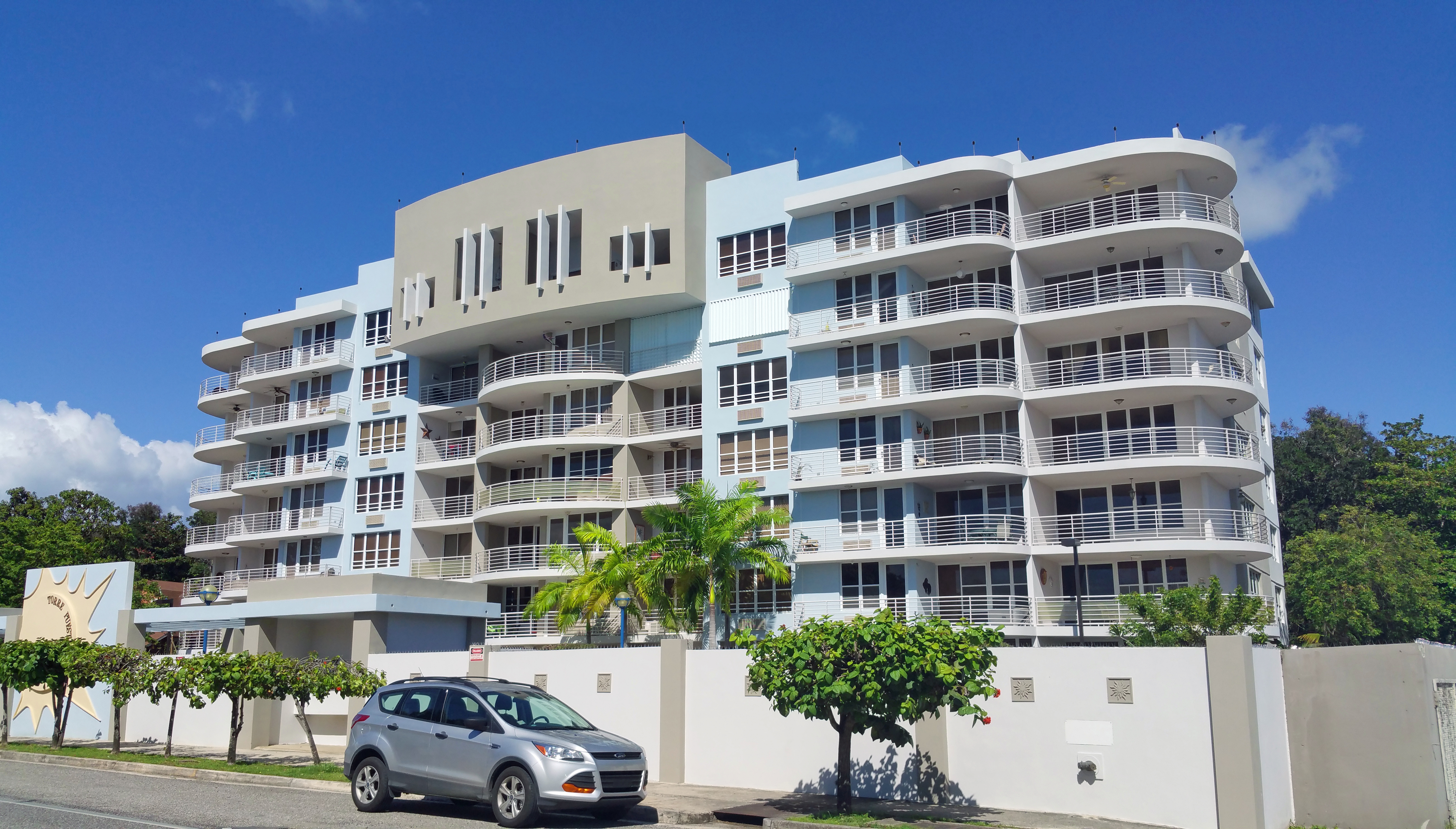
Torre Puesta del Sol en el Poblado Joyuda.

Hay más mujeres que hombres viviendo en Cabo Rojo según el Censo del 2010.
- Población femenina: 52.1% (26,530 personas)
- Población masculina: 47.9% (24,387 personas)

### Grupos étnicos
El 51,2% de la población es de raza blanca (26,070 personas), el 36,5% son mestizos o pardos (18,585 personas), el 11,4% son de raza negra (5,805 personas) y el 0,7% son asiáticos (287 personas) y el 0,1 son de origen indígena (136 personas). No informó su raza en el censo 2010 el 0,01% (34 personas).
| Ancestralidad genómica autosómica de individuos sin relación en Cabo Rojo según estudio genético de 2009 | Ancestralidad genómica autosómica de individuos sin relación en Cabo Rojo según estudio genético de 2009 | Ancestralidad genómica autosómica de individuos sin relación en Cabo Rojo según estudio genético de 2009 | Ancestralidad genómica autosómica de individuos sin relación en Cabo Rojo según estudio genético de 2009 | Ancestralidad genómica autosómica de individuos sin relación en Cabo Rojo según estudio genético de 2009 |
| --- | --- | --- | --- | --- |
| Color | Aporte Indígena                                                                                          | Aporte Africano                                                                                          | Aporte Europeo                                                                                           | |
| blanco                                                                                                   | 6.7% | 6.9% | 86.4% | |
| mestizo                                                                                                  | 8.3% | 23.6% | 68.1% | |
| negro | 7.3% | 50.9% | 41.8% | |

Otro estudio genético autosómico reciente, en una universidad en la periferia de Cabo Rojo, con "blancos", "mestizos", y "negros", llegó a conclusiones similares al estudio genético de 2009. Recordemos que nuestra raza y cultura es producto de las 3 razas que ejercieron influencia durante la colonización española. Española (Raza Blanca), Indígena (Mestizos) y Africana (Negros). Mediante esta mezcla de razas, surgió la puertorriqueña y por ende, Cabo Rojo es parte de esa raza.
Cabo Rojo tiene la peculiaridad de que ha tenido alcaldes de las 3 razas. Entre ellos, Roberto Ramírez Kurtz (raza blanca), Santos Ortiz Ruíz (raza mestiza) y Perza Rodríguez Quiñones (raza negra). La población vive orgullosa de sus raíces y valores, sin importar raza, condición social, orientación sexual o procedencia.

### Religión
| Religión     | Porcentaje | Personas |
| ------------ | ---------- | -------- |
| Católicos    | 61.49%     | 31,309   |
| Protestantes | 29.56%     | 15,051   |
| Sin religión | 3.87%      | 1,970    |
| Otros        | 5.08%      | 2,587    |

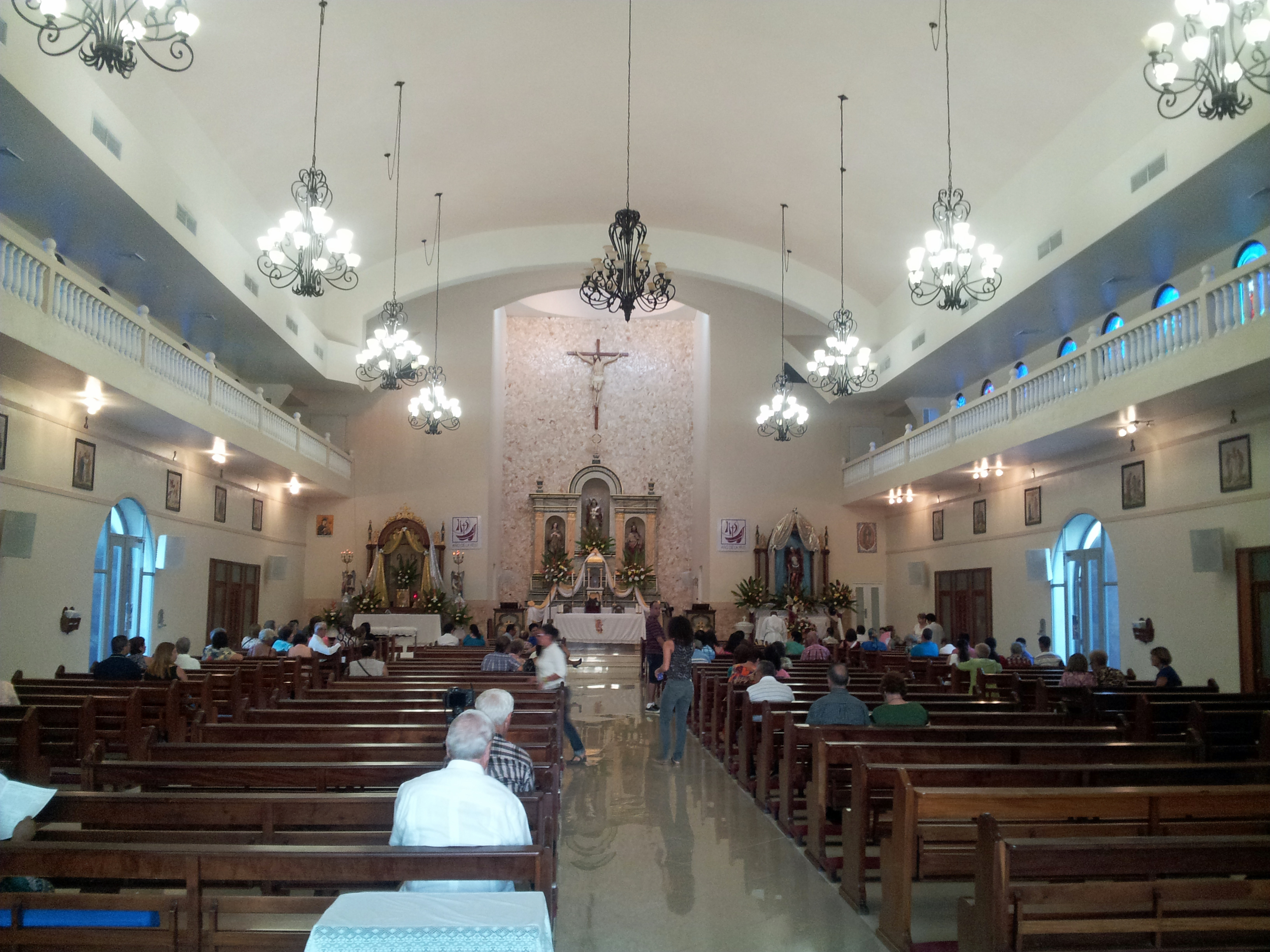
Interior del Templo Parroquial San Miguel Arcángel en el Centro.

La mayor parte de la población de Cabo Rojo es católica. La religión católica está presente en todos los aspectos de la historia de la ciudad desde su fundación primitiva. En 1559 se construyó la Ermita San José, este hecho, propició el establecimiento y formación de la primitiva población, razón por la cual el poblado se le conoció como San José. En el año 1783, se culminan los trabajos de construcción de la Parroquia San Miguel Arcángel, así la población tenía acceso a estos 2 lugares de adoración católica. En la actualidad, Cabo Rojo está dividida en 2 parroquias católicas. La mitad norte bajo la tutela de la Parroquia San Miguel Arcángel, con su templo principal, en el Centro. La mitad sur bajo la tutela de la Parroquia San José, con su templo principal, en el Poblado Boquerón. Ambas parroquias con capillas a través de todo el territorio caborrojeño. La ciudad cuenta con un instituto construido y administrado por la Parroquia San Miguel Arcángel, el Colegio San Agustín. Su Párroco, Padre Ángel Ortiz Vélez, funge como su director.
El protestantismo tiene presencia igualmente en todas las regiones de la ciudad. De igual manera, tienen diferentes colegios protestantes para la educación en todos los niveles y bajo sus doctrinas. Las Iglesias Protestantes son las más activas en actividades religiosas como sociales-civiles, los lugares donde se realizan la mayoría de estas actividades son en la Plaza de Recreo Ramon Emeterio Betances también en los parques alrededor de la ciudad. La plaza de Recreo está rodeada por Iglesias Pentecostales, Bautistas y Luteranas. Bajo la administración de la alcaldesa Perza Rodríguez se instaló un letrero en la PR-100 donde exclamaba "Cabo Rojo donde Jesucristo es el Rey de reyes y Señor de señores" esto fue altamente criticado por la comunidad LGBT y otros movimientos religiosos que eventualmente lograron la remoción del referido letrero. Los concilios protestantes que tienen iglesias en la ciudad son: Asamblea de Iglesias Cristianas, Inc., Movimiento Internacional, Misión Board, Asamblea de Dios y Alianza Cristiana Misionera aunque también hay muchas iglesias independientes (no afiliadas a ningún concilio). Hay varias Iglesias Protestantes Pentecostales no afiliadas a concilios, y fundadas en sus hogares con una perspectiva familiar, así como: La Iglesia Inspiración Divina en Puerto Real y la Iglesia de Jesucristo un nuevo comenzar en Pedernales. Hay también Iglesias Bautistas, Presbiterianas. Hay tres Salones Testigos de Jehová en Cabo Rojo. 
Cabo Rojo es sede de uno de los 3 santuarios de Schoenstatt en Puerto Rico. Este hermoso santuario está administrado por el Movimiento Apostólico de Schoenstatt (del alemán Schönstatt-Bewegung). El mismo es un movimiento católico fundado el 18 de octubre de 1914 por José Kentenich y un pequeño grupo de seminaristas del antiguo seminario de los Padres Pallottinos, como un camino de renovación espiritual dentro de la Iglesia católica.

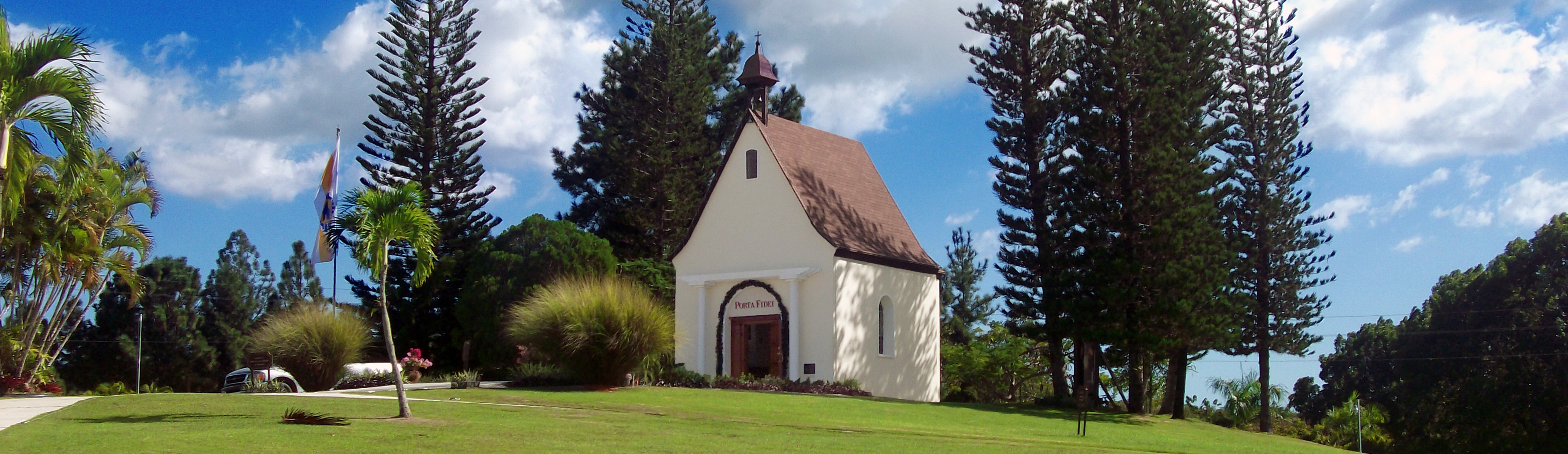
Santuario Schoenstatt.

## Economía

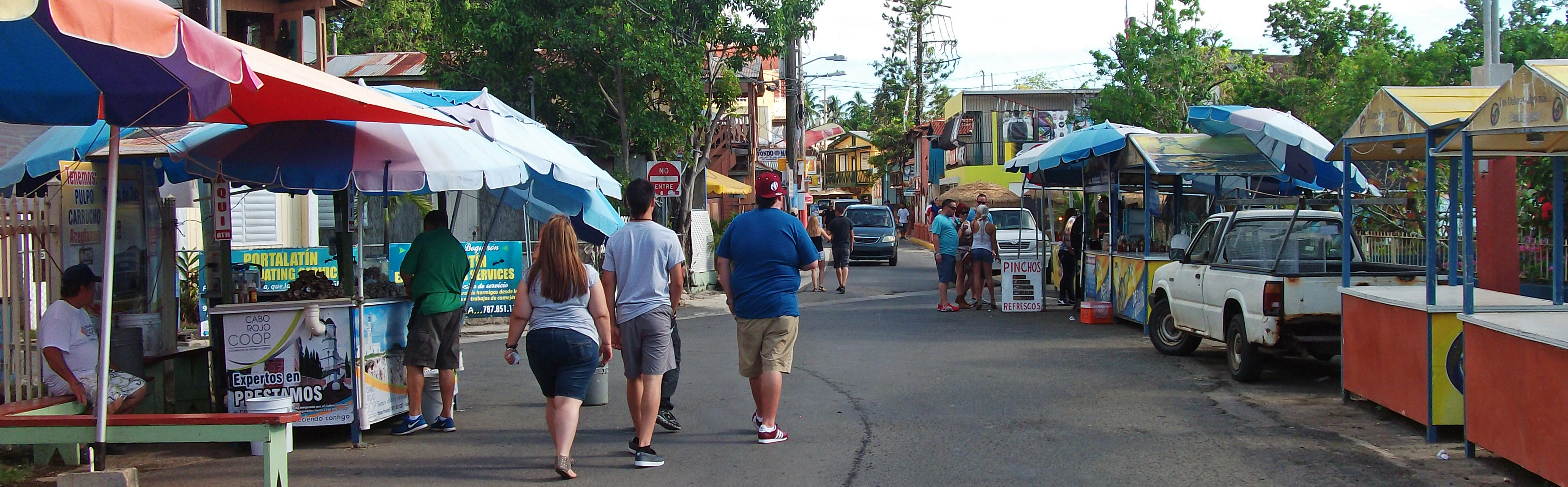
El turismo y el entretenimiento son aspectos claves de la vida económica de la ciudad; es la mayor atracción turística interna del país, tanto para puertorriqueños como para extranjeros.

Tradicionalmente la economía de la ciudad ha dependido casi exclusivamente de la industria del turismo. Anterior al 1980, estaba basada mayoritariamente en la pesca comercial. Desde la década de los 80, sin embargo, la economía de la ciudad se ha diversificado y hoy en día su economía gira en torno a una industria mixta del sector pesquero, bienes raíces, y su fuerte, el turismo.
La construcción de más proyectos residenciales y comerciales previstos para comenzar construcción en 2014, se espera que contribuya significativamente a la economía de la zona. La agricultura, comercio y servicios también son actores importantes en la economía local. Se trata de un comercio agrícola, y un centro de distribución. Las industrias incluyen el turismo, procesamiento de productos agrícolas, procesadoras de material reciclable, manufactureras y productos del mar. Los fabricantes incluyen textiles, muebles, elementos del hogar y productos de metal. La ciudad, sin embargo, tiene una tasa de desempleo que ronda en un 12%.
Los recursos naturales tienen una relación “simbiótica” con la economía del municipio. Es decir, es de suprema importancia procurar su protección con el beneficio que esto acarrea para la promoción del turismo y sus consecuentes beneficios económicos.

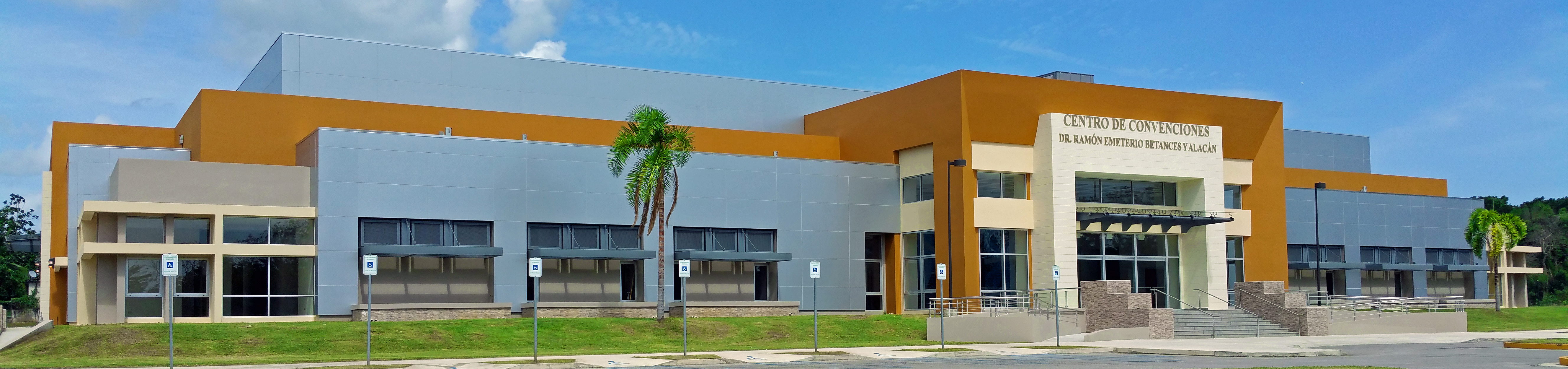
Centro de Convenciones de Cabo Rojo, el más grande del oeste de Puerto Rico.

## Educación

### Escuelas Públicas
- Segunda Unidad Federico Degetau

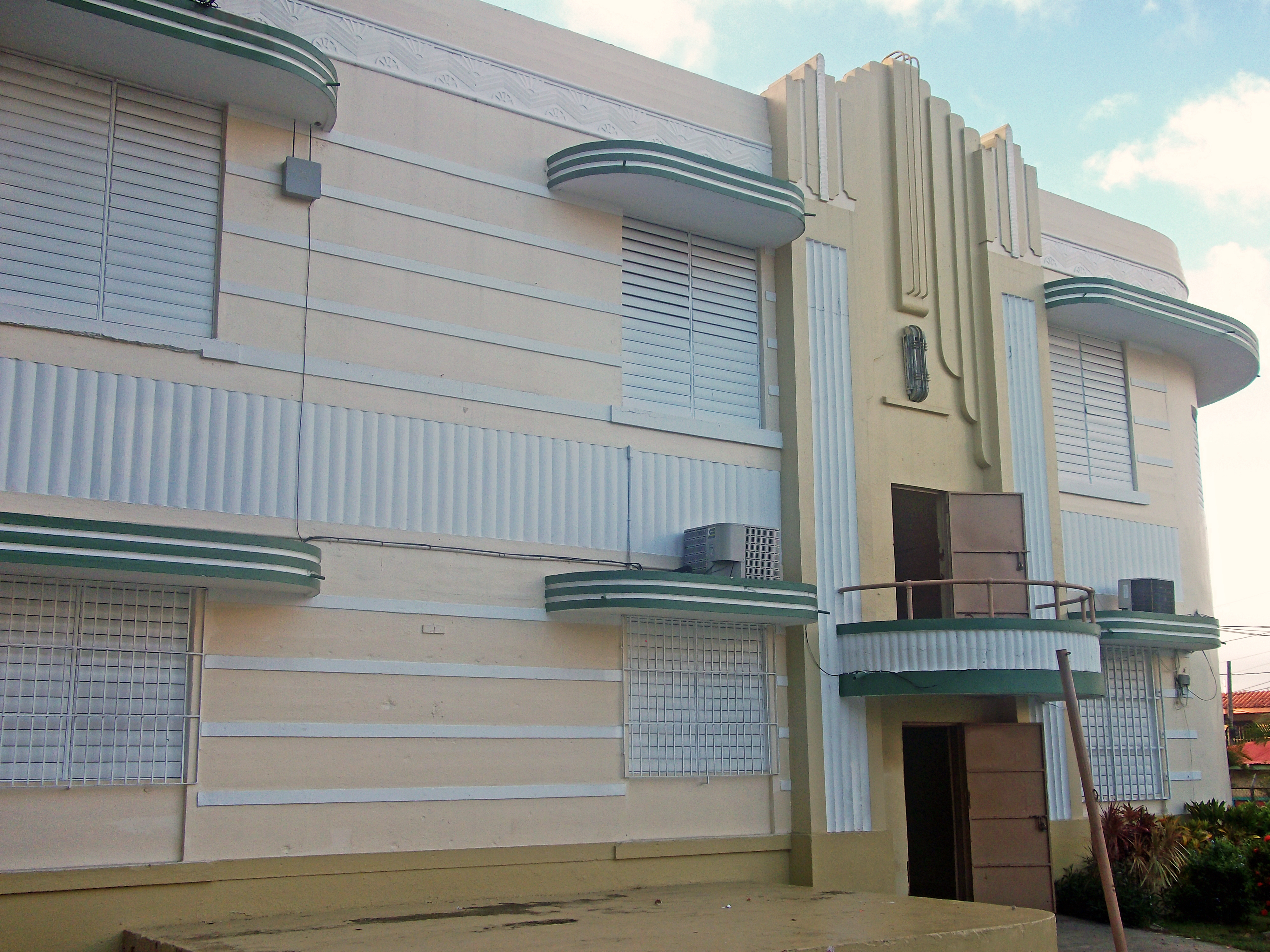
Escuela Luis Muñoz Marín - Centro. Antigua Escuela Superior

- Escuela Superior Inés María Mendoza
- Escuela Superior Monserrate León de Irizarry
- Escuela Segunda Unidad Mildred Arroyo Cardoza
- Escuela Elemental Luis Muñoz Souffront
- Escuela Intermedia Luis Muñoz Marin
- Escuela Intermedia Pedro Nelson Colberg
- Segunda Unidad Carmen Vignals Rosario
- Escuela Elemental Pedro Fidel Colberg
- Escuela Elemental Severo E. Colberg Ramírez
- Segunda Unidad Sebastián Pabón Alves
- Escuela Elemental Ramón Emeterio Betances y Alacán
- Segunda Unidad Antonio Acarón Correa
- Escuela Elemental Carlota Matienzo
- Escuela Elemental James Garfield
- Escuela Elemental Manuel Fernández Juncos
- Escuela Elemental Pole Ojea

### Escuelas Privadas
- Colegio San Agustín
- Cemi-Montessori
- Cabo Rojo Christian Academy

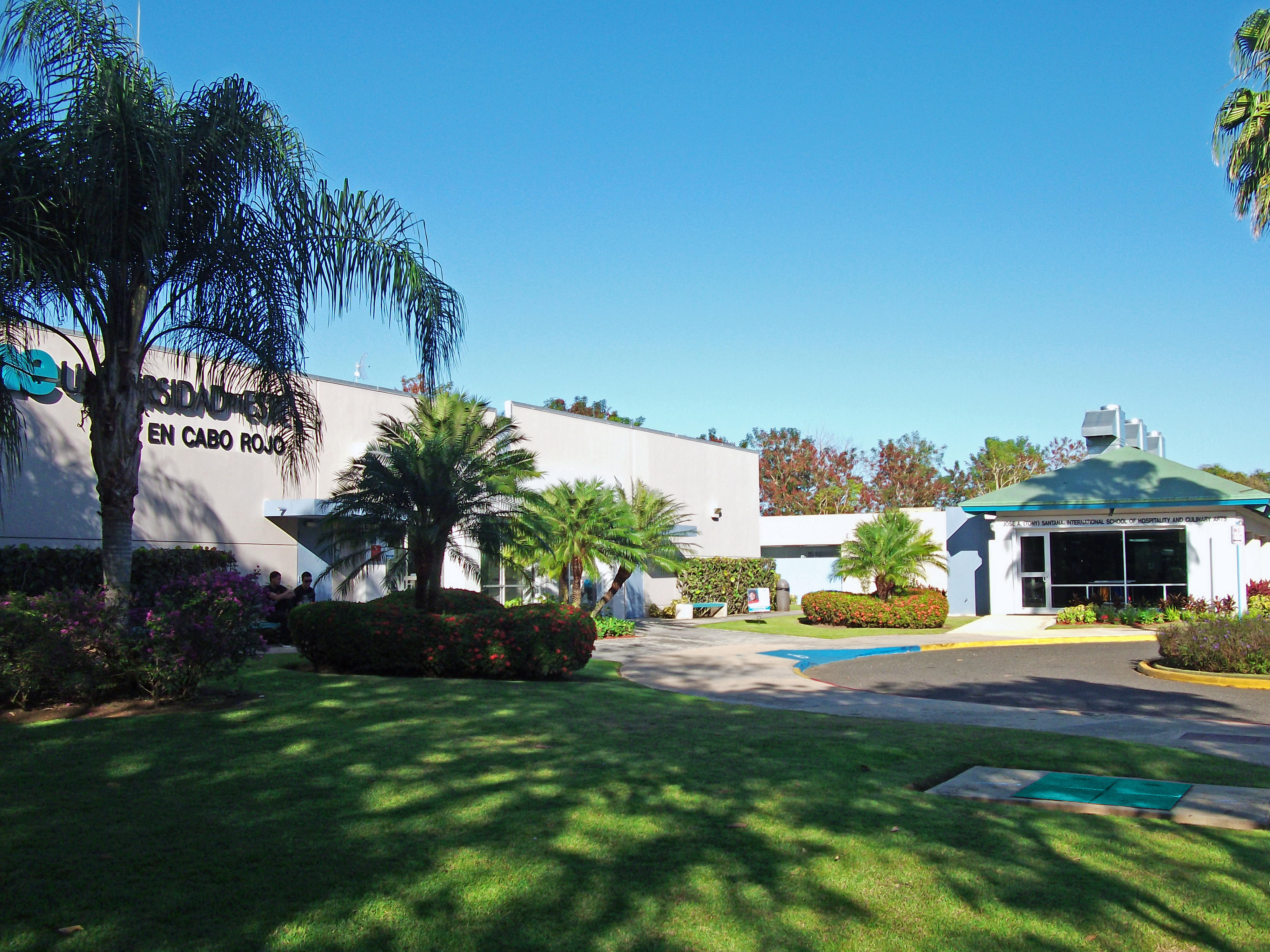
Universidad del Este - Recinto de Cabo Rojo.

- Centro de Desarrollo Integral "Mafalda"
- Centro de Embajadores: Young Ambassadors Academy
- Inspiration Christian Academy, Inc.
- Praise Christian Academy
- Instituto Técnico Vocacional del Oeste, Inc.

### Universidad
- Universidad Ana G. Mendez

## Salud

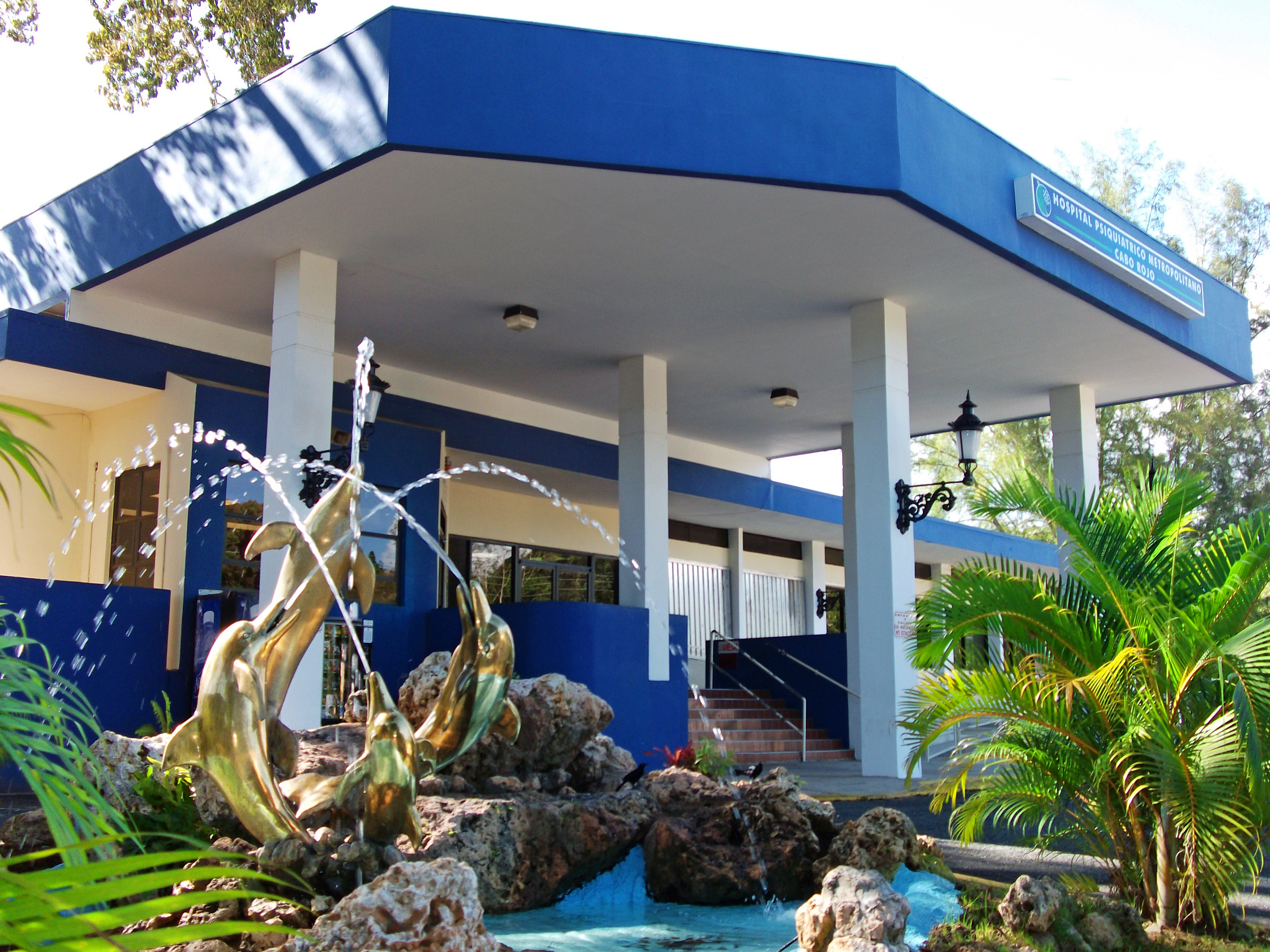
Hospital Psiquiátrico Metropolitano.

Cabo Rojo cuenta con una institución privada de salud, el Hospital Psiquiátrico Metropolitano de Cabo Rojo. Otras instituciones grandes de salud no están en Cabo Rojo, sin embargo, a pocas millas de distancia. La ciudad cuenta con una gran cantidad de consultorios médicos, laboratorios clínicos y farmacias. La ciudad también cuenta con atención médica ambulatoria en especialidades básicas. Varias clínicas localizadas a través de todo el territorio caborrojeño, realizan cirugías ambulatorias, sin tener que trasladarse fuera de la ciudad a realizarse las mismas.

## Seguridad

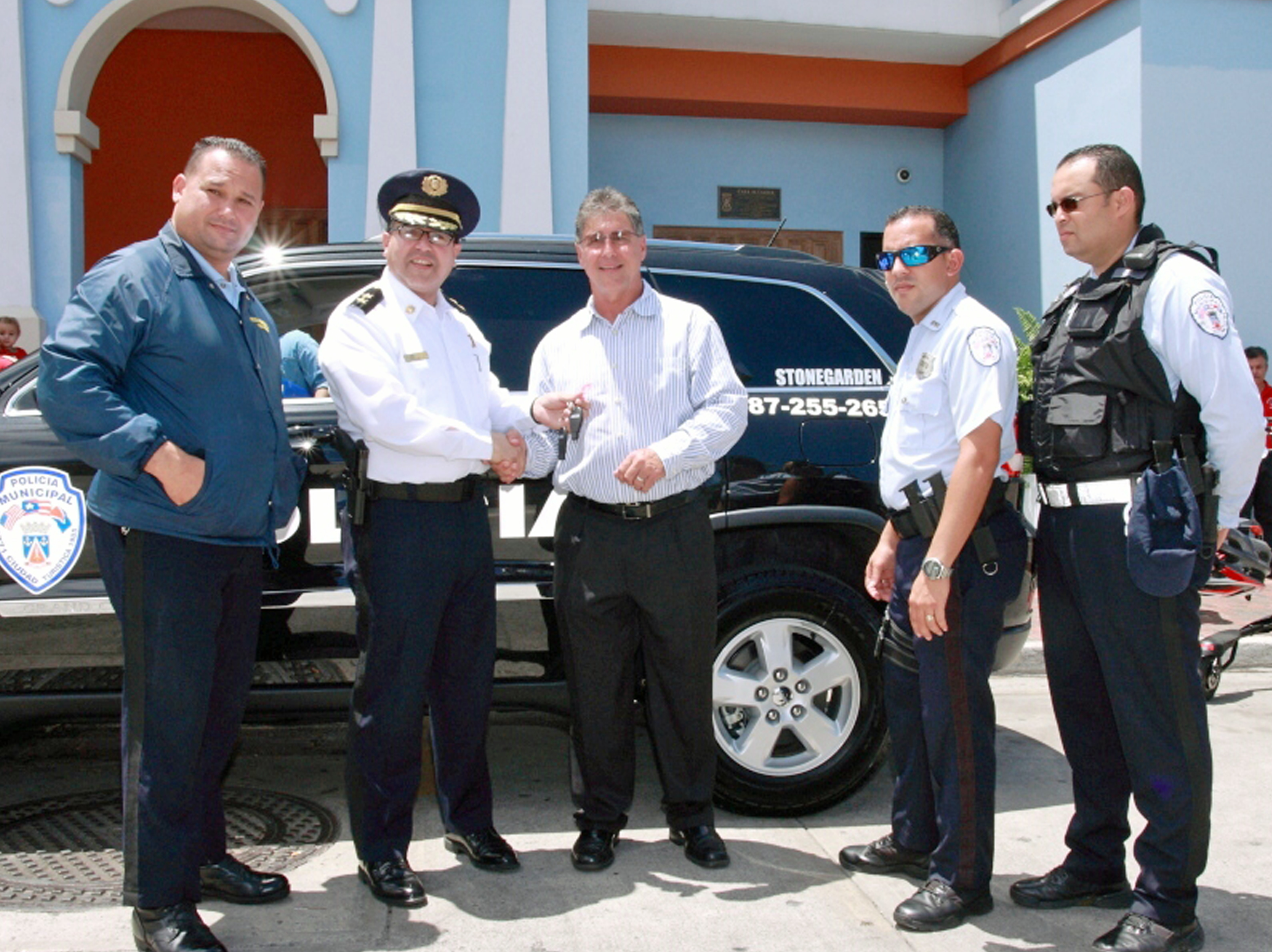
El Alcalde de Cabo Rojo y oficiales de la Policía Municipal.

A pesar de ser una ciudad de gran tamaño, no presenta índices elevados de criminalidad. Cabo Rojo es la ciudad más alejada de la capital, hecho que hace del municipio, uno tranquilo y alejado del bullicio del área metropolitana. Los cuerpos policiacos con autoridad policial los son la Policía Estatal de Puerto Rico y la Policía Municipal de Cabo Rojo, una de las más preparadas y equipadas. La Policía Estatal cuenta con diferentes divisiones a través de la ciudad y tiene fuerte presencia debido al flujo de visitantes y turistas en las diferentes zonas turísticas del municipio.
En Puerto Real se encuentra la División de Drogas y Narcóticos. En el Barrio Boquerón tienen las operaciones del Cuartel de Boquerón, las divisiones de Fuerzas Unidas de Rápida Acción (FURA) y la Unidad Montada de la Policía Estatal. Su cuartel principal está localizado en la calle Hostos. La Policía Municipal de Cabo Rojo cuenta de igual manera con varias localidades de servicio en la ciudad. Su cuartel principal y Centro de Mando se encuentra al final de la calle Muñoz Rivera. Tiene un cuartel en el Poblado El Combate, en la Zona Sur, con el propósito de prestar vigilancia y seguridad a toda la región. Cuenta además con la Unidad Marítima, equipada con lanchas y otros vehículos acuáticos para vigilar las aguas territoriales del municipio. La Policía Municipal de Cabo Rojo fue fundada el 26 de mayo de 1985 y cuenta con 30 años de servicio a la ciudadanía caborrojeña.

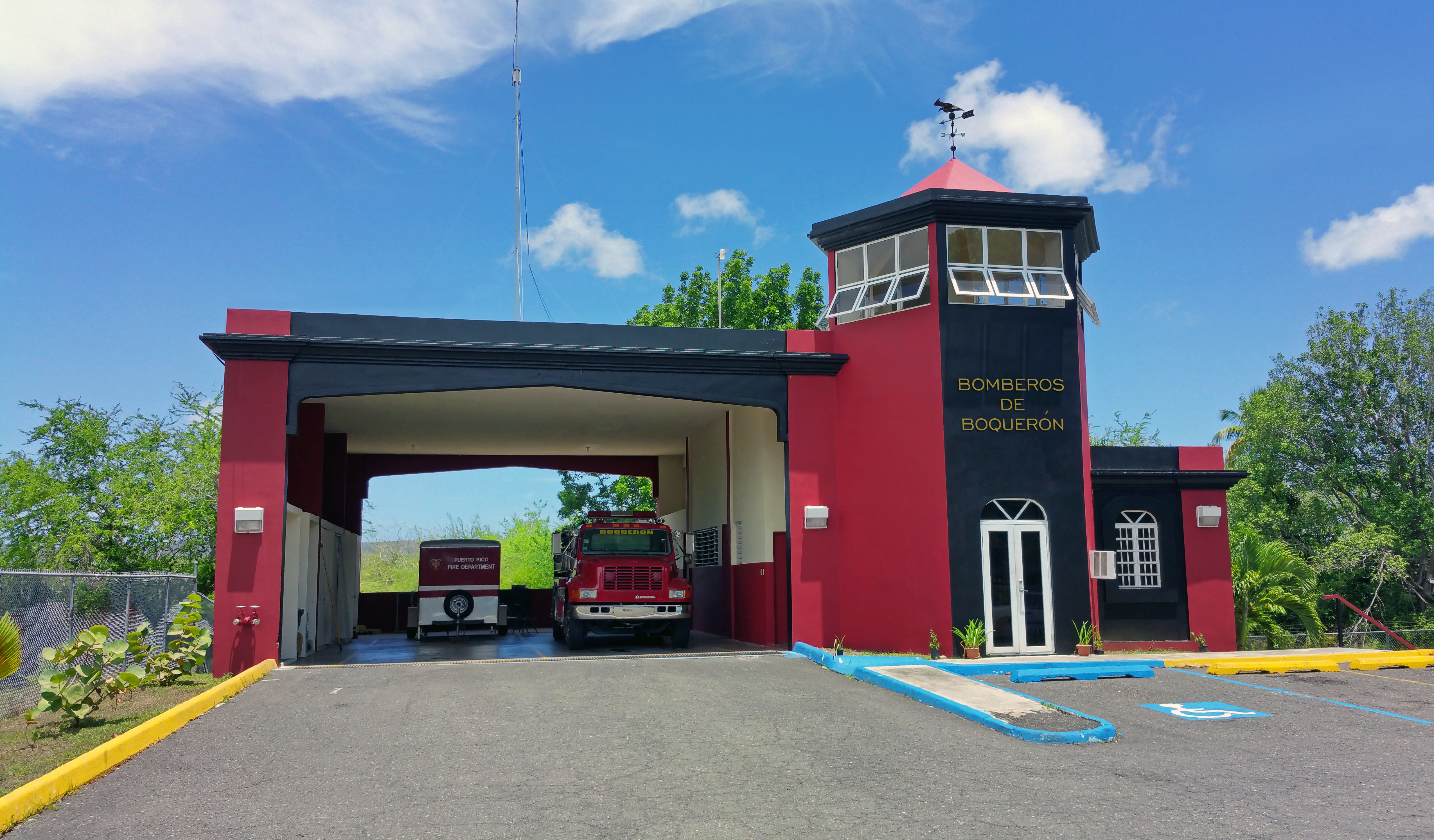
Estación de Bomberos de Boquerón.

En el área de seguridad contra incendios, la ciudad cuenta con 2 estaciones de bomberos. Una para cada mitad norte/sur de la ciudad. La principal la compone la Estación del Cuerpo de Bomberos de Puerto Rico "Chaibén J. Fas Fagundo" en el área del Centro. Esta estación sirve a la mayoría de casos de incendios en la ciudad, mayormente la mitad norte. En el Poblado Boquerón se encuentra la Estación de Bomberos de Boquerón. Dicha instalación sirve a la mitad sur, complementando a la del Centro. El Departamento de Recursos Naturales y Ambientales de Puerto Rico mantiene camiones y equipo adicional para auxiliar en caso de incendios forestales en las áreas sensibles y reservas naturales protegidas de la ciudad. Los bomberos de Cabo Rojo están altamente adiestrados en el uso de los equipos y constantemente se reinventan para llevar su conocimiento y destrezas al área del incendio. En los casos de incendio que se han reportado, las estaciones y sus respectivos bomberos responden de manera rápida y eficaz.

## Cultura y Vida Contemporánea

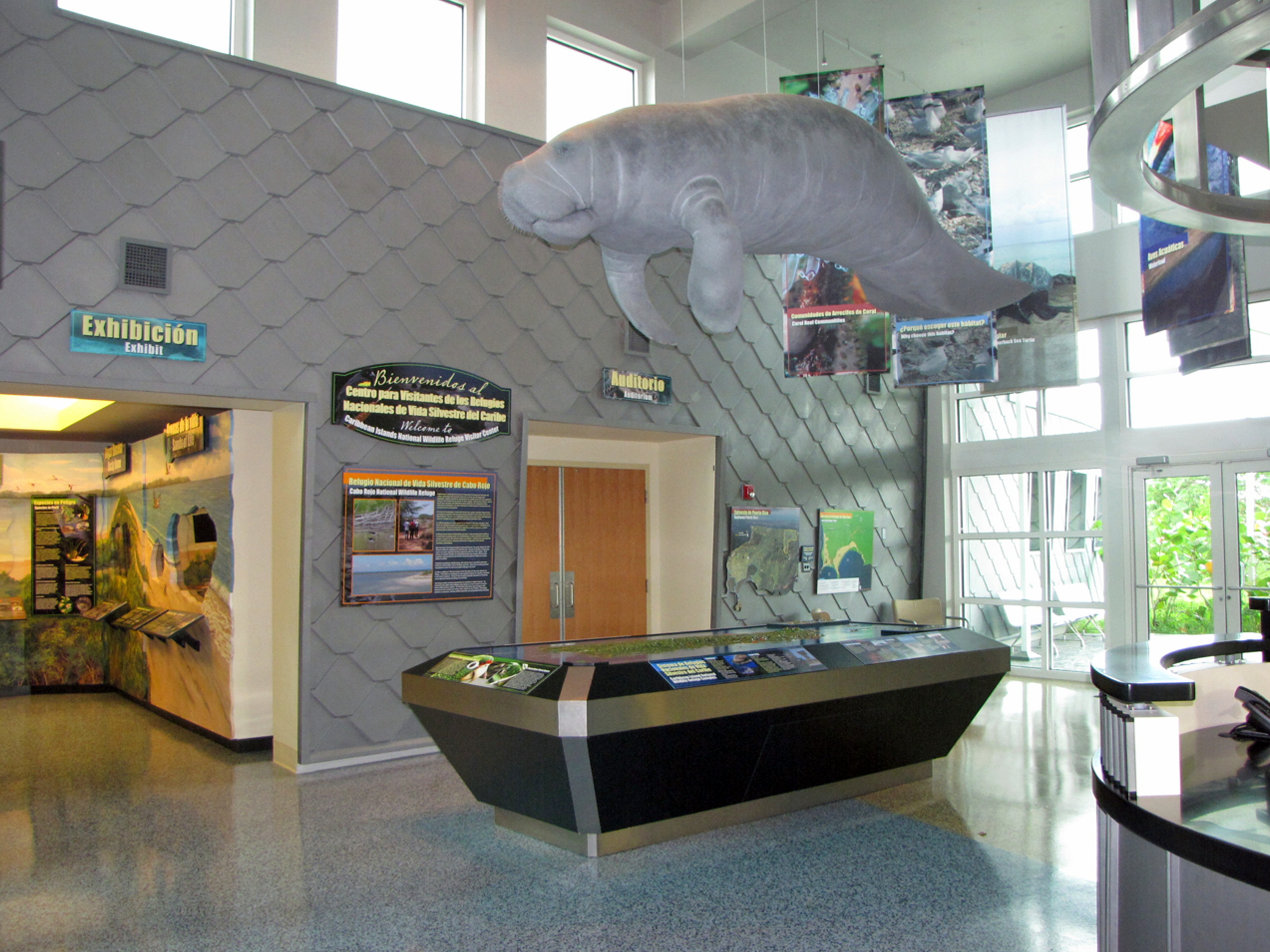
Recepción del Centro de Visitantes del Refugio Nacional de Pesca y Vida Silvestre.

Cabo Rojo es uno de los polos principales turísticos y culturales de Puerto Rico. Su arquitectura incluye iglesias, estructuras y edificios que datan desde finales del siglo XVI al siglo XIX, mezclándose con los diseños modernos del siglo XX. En Cabo Rojo había asentamientos indígenas y españoles, su puerto fue importante durante muchos años y se vio influido por la arquitectura española.
Cabo Rojo ha heredado un rol cultural muy fuerte del pasado. A través de los años, sus escenarios naturales y lugares de asombrosa belleza han sido favoritos para la filmación de producciones cinematográficas nacionales, así como internacionales. Algunos ejemplos lo son: Wuthering Heights, A Perfect Getaway y más reciente, Dark Power, la cual convirtió el Faro de Cabo Rojo en escenario para varias escenas de acción. Igualmente, la alcaldía, una playa caborrojeña y el parador Bahía Salinas fueron el marco de las oficinas del FBI y de ciertos momentos románticos. La ciudad ha sido escenario también para la filmación de variados videos musicales de diferentes géneros. Entre algunos de los videos musicales filmados en la ciudad: Me Puedes Llamar de El Joey; Donde Nadie Nos Vea de El Joey con Jowell; Maquinando de Miguelito, El Sujeto, Franco "El Gorila" y Bonny Cepeda; La Jirafa de Calle 13; Actúa de J Álvarez, Zion y De La Ghetto y No Me Hace Falta Na de Danny Fornaris.
Cabo Rojo tiene una cantidad considerable de atractivos culturales, tales como la Biblioteca Municipal, uno de los centros de estudio más modernos en la región; el Teatro Excelsior; el Museo de los Próceres; la Plaza Artesanal; la Casita Mata con Hacha, el Centro Interpretativo de Las Salinas de Cabo Rojo y el Centro de Visitantes del Refugio Nacional de Pesca y Vida Silvestre.

### Recreación y Turismo

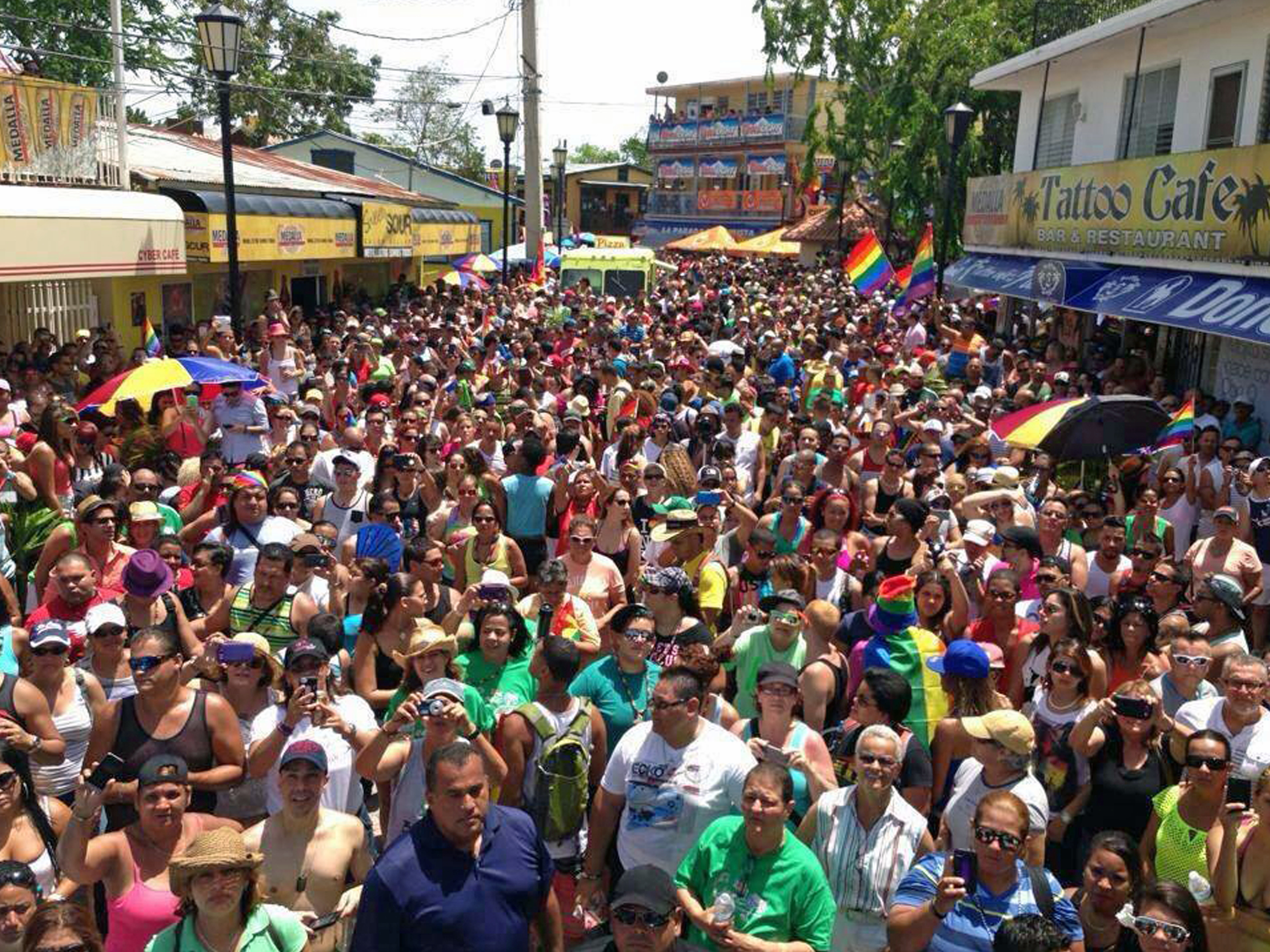
Festival Orgullo LGBTT en Boquerón.

Cabo Rojo es uno de los atractivos turísticos primarios de Puerto Rico. Recibe la mayor concentración por año de visitantes y turistas internos que cualquier otra de las ciudades de Puerto Rico. Cabo Rojo atrae gran cantidad de turismo nacional e internacional, que llega a la ciudad en busca de sus playas, su variada oferta cultural y su animada vida nocturna. Tomando en cuenta la cantidad de visitantes, nacionales e internacionales, recibe aproximadamente 450,000 turistas al año. La ciudad acoge hoteles y la mayor cantidad de paradores y mesones gastronómicos de la isla. Cabo Rojo es el único municipio de Puerto Rico con 45 km. (28 millas) de costa, que comprenden desde sus límites con los municipios de Lajas hasta Mayagüez. En la ciudad se encuentra la Oficina de Turismo de la Región Porta del Sol, la marca estatal gubernamental de turismo en el área oeste de Puerto Rico. Cabo Rojo es parte de Porta del Sol, y su municipio primario.
El gobierno municipal de Cabo Rojo ha enfocado sus trabajos a modernizar la economía de la ciudad, reducir sus deficiencias sociales y mejorar su posición comercial como parte de una iniciativa para el fortalecimiento de la industria del turismo. La mayoría del turismo con destino a Cabo Rojo proviene del mismo Puerto Rico (en un 65%), en tanto que un 35% llega de otros países. De los turistas internacionales, un 38% es proveniente de Estados Unidos, Sudamérica aporta un 24%, el mismo porcentaje que muestra Europa, mientras que el 14% restante arriba desde Asia, África, América Central y Oceanía.
La ciudad es un importante destino LGBTT, cerca de 80,000 turistas LGBTT visitan la ciudad de Cabo Rojo cada año. El Poblado Boquerón, sus calles y playa son excepcionales por su popularidad entre la Comunidad LGBTT, siendo su principal punto de encuentro.

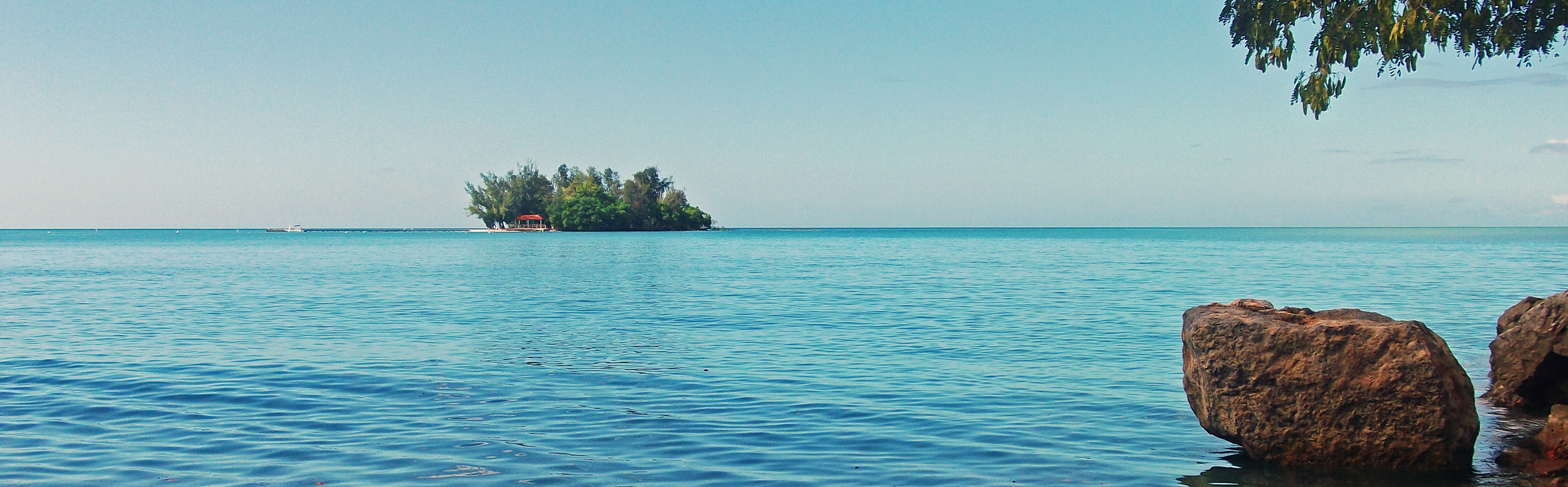
Islote Piñero (Ratones), desde la costa en Joyuda.

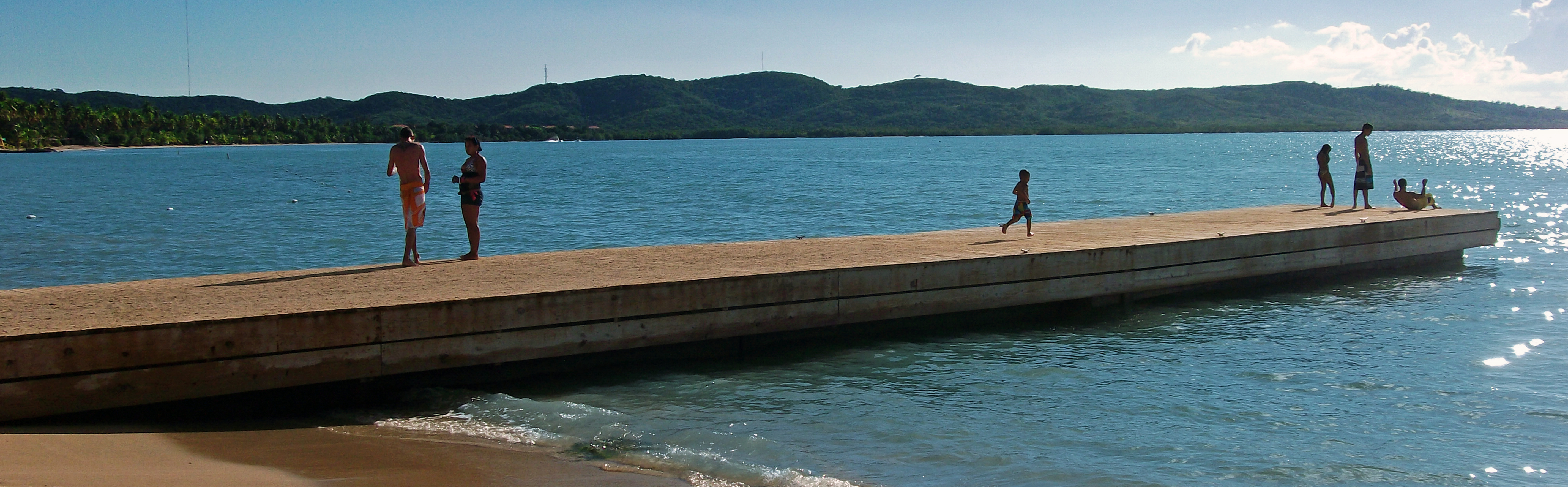
Playa de Boquerón.

### Literatura

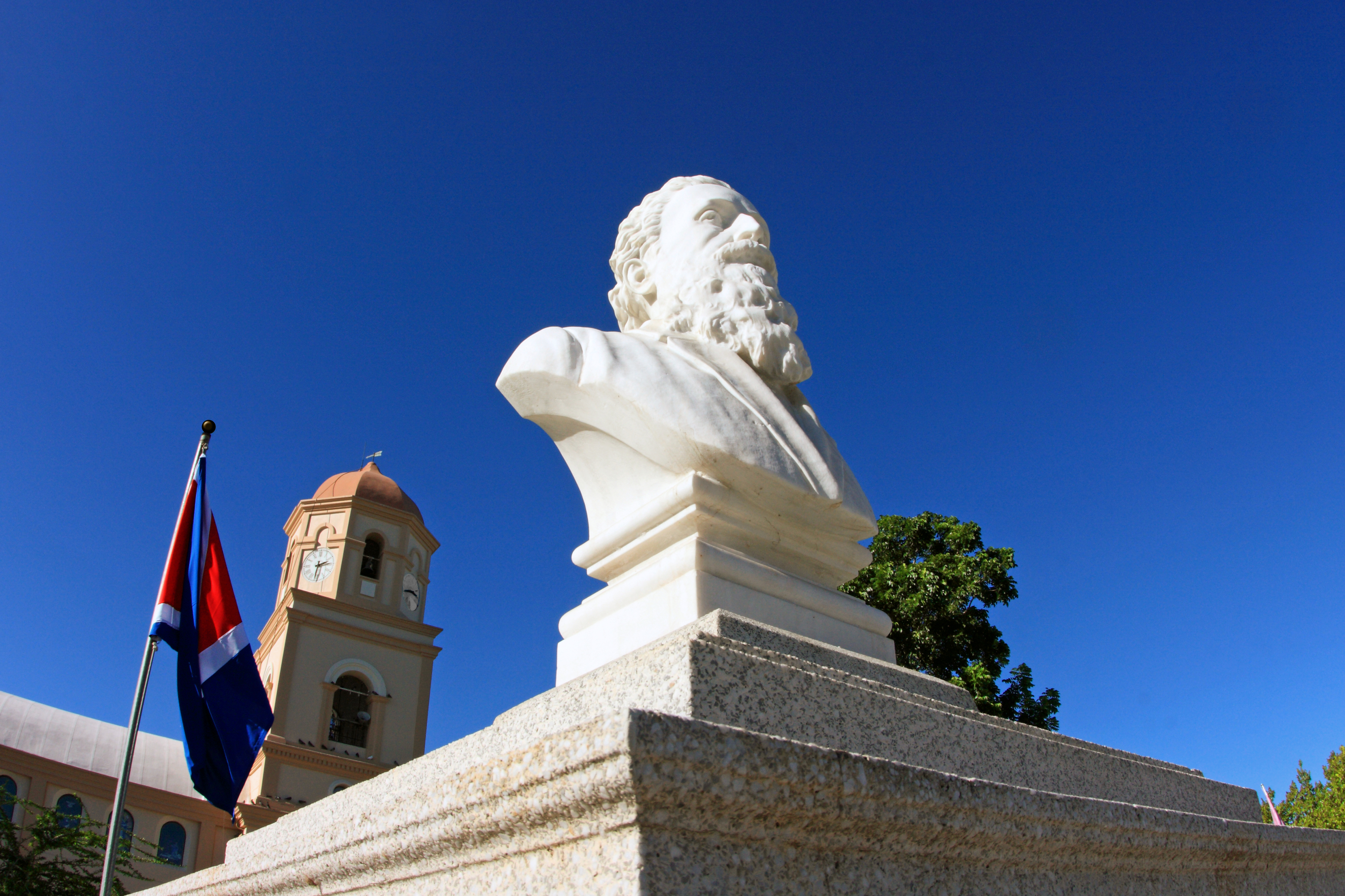
Busto de Betances, Plaza Pública Dr. Ramón Emeterio Betances y Alacán.

Después del cambio de soberanía de España al gobierno de los Estados Unidos de América en el 1898, Cabo Rojo desarrolló rápidamente una vida cultural burguesa al estilo europeo, incluyendo varios periódicos, en los cuales la mayoría de los escritos inicialmente eran publicados en series. En ese periodo se publicaron innumerables obras literarias de autores caborrojeños con gran proeza literaria. Uno de los más reconocidos es precisamente el hijo más ilustre de esta ciudad de finales del siglo XIX, el Dr. Ramón Emeterio Betances y Alacán. Su obra literaria incluyó escritos políticos y literarios, así como una obra científica que le valió premio del Gobierno francés. Él había comentado y criticado los eventos políticos y sociales de la ciudad y el país, tales como la esclavitud y las condiciones insalubres en las estancias.
A finales del siglo XIX el también caborrojeño Salvador Brau y Asencio se convierte en otro de los baluartes de la literatura, tanto en Cabo Rojo como a nivel nacional. Este obtiene una educación autodidacta y ya a los 16 años escribía versos y dirigía una sociedad teatral. Con sus amigos fundó en Cabo Rojo el «Círculo Popular de Enseñanza Mutua», donde se daban clases de idiomas y materias de carácter científico. A los 23 años Brau era secretario de la Junta de Instrucción de Cabo Rojo y colaboraba en la prensa de San Juan. En 1873, bajo el Gobierno de la Primera República Española, era Síndico del Consejo Municipal. Su primer drama Héroe y Mártir, inspirado en la historia de los Comuneros de Castilla, se estrena en Cabo Rojo en 1871 y luego se representa en Mayagüez y otros pueblos de la isla. El éxito de la obra le induce a escribir dos obras adicionales: De La Superficie al Fondo y La Vuelta al Hogar. En adición sus poesías están recopiladas en el poemario Hojas Caídas publicadas en las postrimerías de su vida. Desde 1903 hasta su muerte desempeñó el cargo oficial de Historiador de Puerto Rico.
Sus libros constituyen un importante aporte al estudio de la historia de Puerto Rico:
- Puerto Rico y su Historia (1892)
- La Colonización de Puerto Rico (1903)
- Historia de Puerto Rico (1904)
- La Fundación de Ponce (1909)

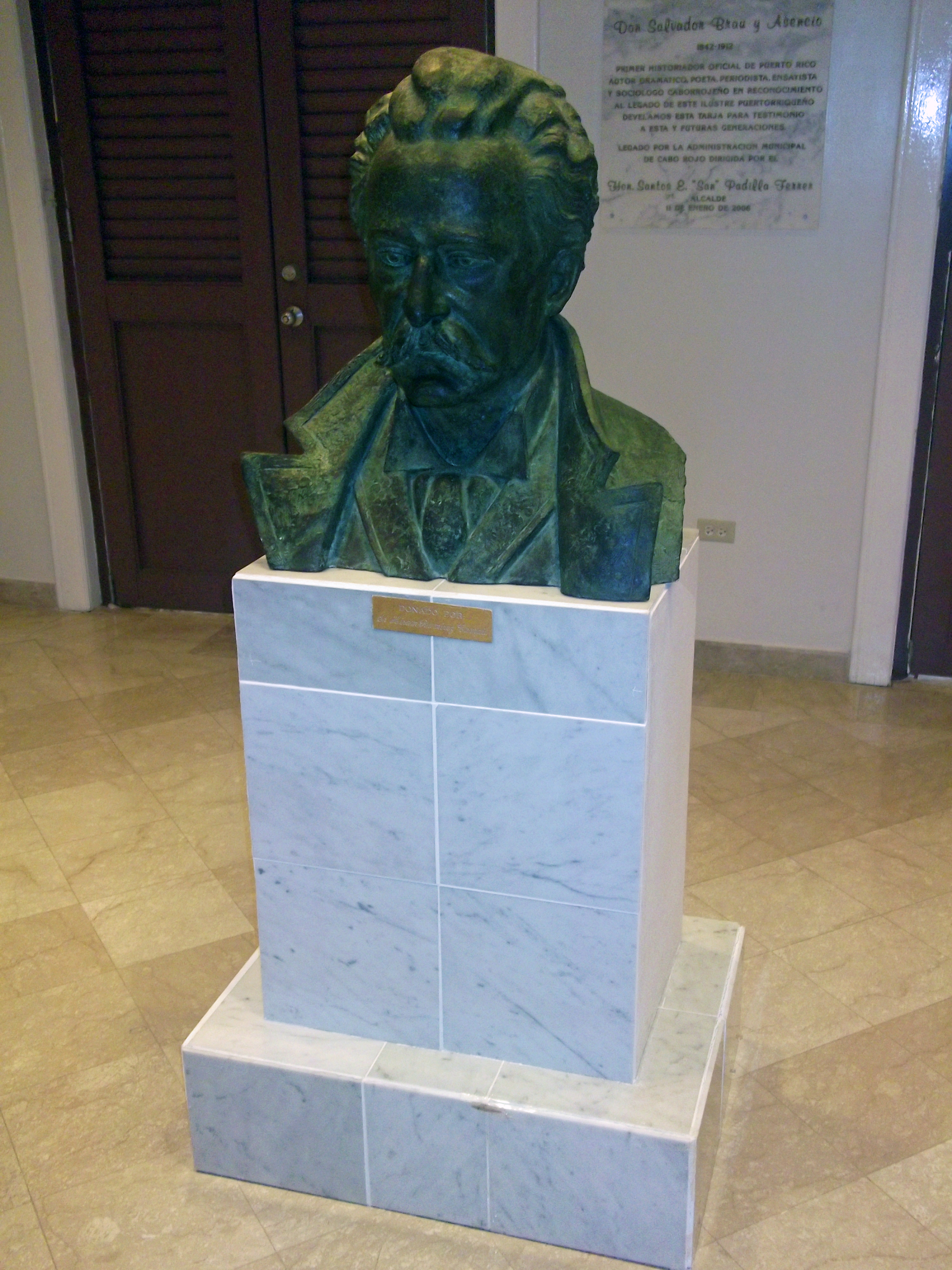
Busto de Salvador Brau.

Para el año 1967, doce (12) plumas literarias de aquella época en esfuerzo intelectual colectivo fundaron el “CIRCULO LITERARIO CABORROJEÑO” entre los que figuraban los siguientes poetas nativos de suelo caborrojeño: Carmen Eneida Seda, Sifredo Lugo Toro (Zahorí), Carlos Eneri Avilés, Julio A. Toledo, Cayetano Acosta Almodóvar, Antonio Pagán, Lino Lucena Zapata, Reinaldo Silvestri, María de los Milagros Pérez, Edilberto Irizarry Acarón y Myrna Lluch. Dicha institución cultural también publicó mensualmente un vocero literario llamado “Fiat Lux”, editado por el ilustre caborrojeño, don Sifredo Lugo Toro (Zahorí).
Cuatro años después de la fundación del “Círculo Literario Caborrojeño”, el 26 de marzo de 1971, parte de la obra poética de los mencionados autores fue publicada en la Antología Poética “Surco y Espiga”. El movimiento literario de aquella época también se vio evidenciado en la publicación del “Anuario Antológico de las Fiestas Patronales en Honor al Patrón San Miguel Arcángel”, también editado y publicado anualmente por don Sifredo Lugo Toro (Zahorí)... por el transcurso de diez (10) ininterrumpidos. Al momento presente (año 2014), ocho de los poetas fundadores de la época de gloria del “Círculo Literario Caborrojeño” han fallecido (1967-2013), y aún quedan en vida humana: María de los Milagros Pérez, Margarita Asencio, Edilberto Irizarry Acarón y Myrna Lluch.
La “Casita Mata con Hacha” (Galería y Museo de Arte Caborrojeño), cuya propietaria y administradora es la escritora y artista caborrojeña Myrna Lluch, desde su fundación el pasado 1 de mayo de 2011 es actualmente un recinto de bellas artes, cultura e historia caborrojeña que celebra eventos culturales bimensuales donde continúa exaltando y dando a conocer las voces poéticas contemporáneas de Cabo Rojo y pueblos aledaños, realizando “Peñas Literarias” donde los poetas dan a conocer sus más recientes inspiraciones y sus partos literarios publicados... habiendo publicado en el 2013 su primera “Antología Poética” que recoge composiciones de trece (13) poetas contemporáneos, manteniendo viva y latente la actividad literaria en Cabo Rojo. El Periódico “El Faro del Suroeste” (periódico de publicación local) también cuenta con una “Página Poética” donde se publican poemas de autores caborrojeños.
Cabo Rojo (Cuna de Hombres Ilustres) cuenta actualmente en las primicias del siglo XXI con una pléyade de grandes escritores de diversos géneros literarios, entre los que figuran: poetas, cuentistas, novelistas y periodistas publicados tanto en suelo nativo como en el extranjero.

#### Bibliotecas

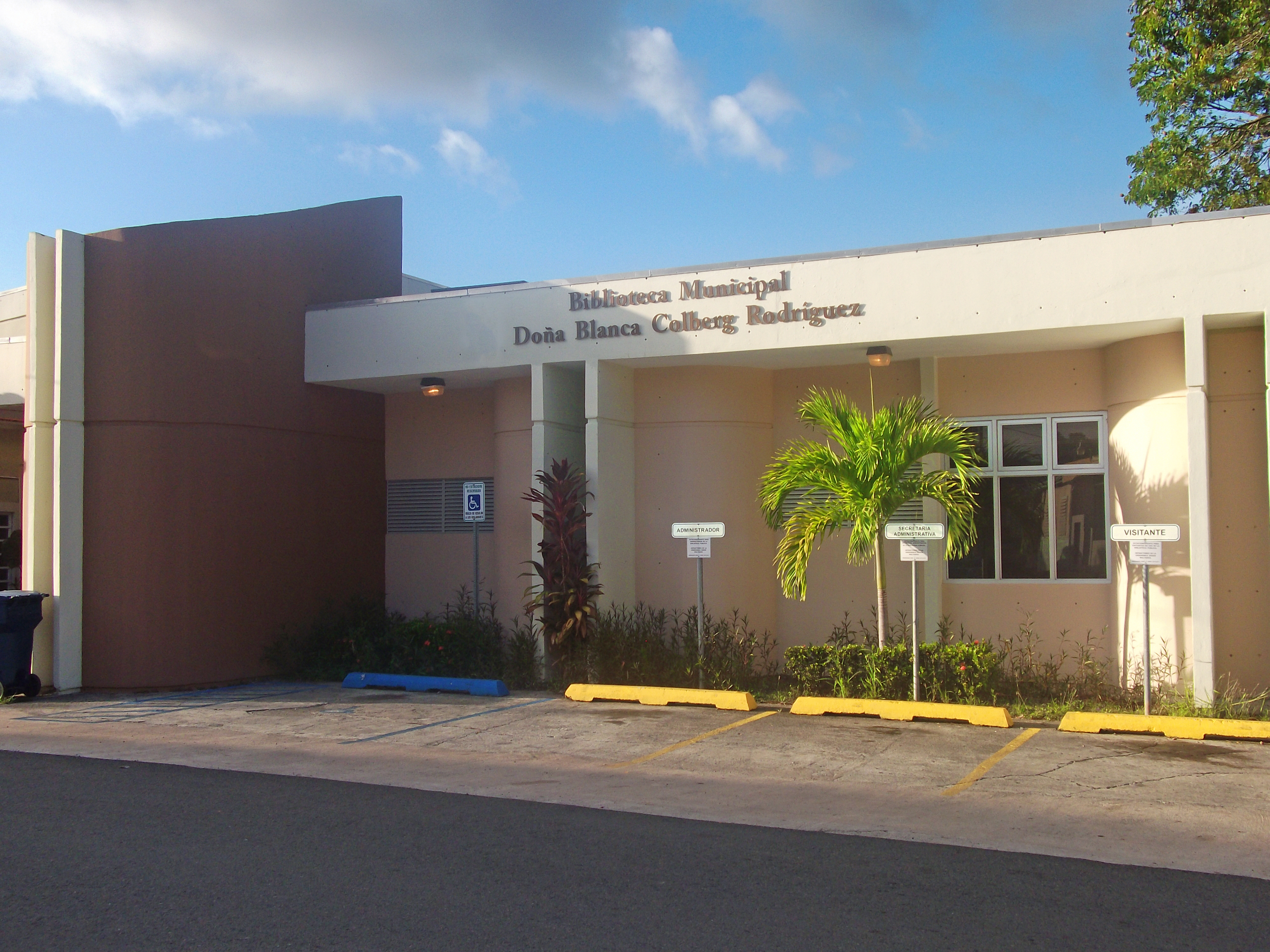
Biblioteca Municipal en el Centro.

La ciudad cuenta con varias bibliotecas a la disposición de la ciudadanía caborrojeña y de municipios limítrofes.
Estos lugares de estudio, integran el uso tradicional de libros al igual que la inclusión de sistemas electrónicos para tener acceso a otras fuentes de enseñanza. Las bibliotecas públicas de Cabo Rojo son:
- Biblioteca Municipal Blanca E. Colberg Rodríguez[15]

Este moderno centro de estudios, el cual lleva el nombre de la primera alcaldesa de la ciudad, cuenta con una variada colección de libros de diferentes tópicos. De igual manera, cuenta con una moderna sala con sistemas de computadoras con el propósito de realizar tareas e investigaciones en la red cibernética. El edificio posee un amplio anfiteatro para la realización de charlas, talleres y presentaciones.
- Sala de Estudios Zahorí

Esta sala, ubicada dentro del Museo de los Próceres, cuenta con su propia colección de libros, revistas y artículos de estudio. La misma complementa a la Biblioteca Municipal.
- Biblioteca de la Universidad del Este[16]

La Biblioteca de la Universidad del Este es una unidad adscrita a la Vicerrectoría de Recursos de Información del Sistema Universitario Ana G. Méndez. Es responsable de adquirir, organizar, desarrollar, preservar y promover los recursos bibliográficos en distintos formatos. Estas poseen las nuevas tecnologías de información y comunicación, así como personal capacitado para orientar al usuario en la búsqueda, recuperación y manejo de información. El Servicio al Público se divide en las áreas de Referencia, Revistas, Circulación y Reserva. Estas áreas se complementan además con: Desarrollo de Colecciones, Centro Tecnológico Comunitario, Sala de Destrezas de Información e Investigación y Oficina Administrativa.

### Música

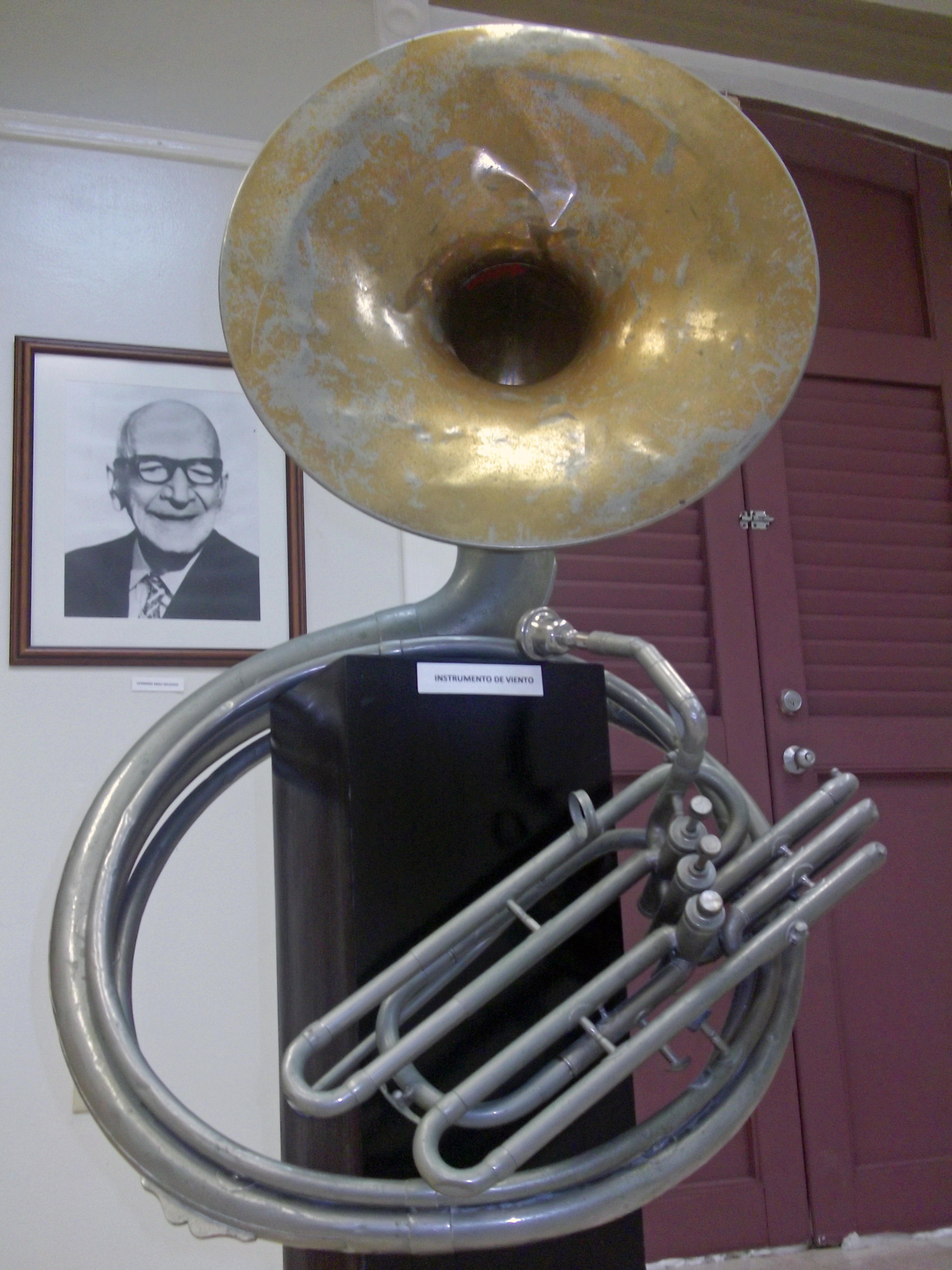
Instrumento de viento de Herminio Brau.

Cabo Rojo acoge todo tipo de género musical presente en Puerto Rico. La ciudad ha sido popularizada en varias canciones, una de ellas "Mi Cabo Rojo Querido", compuesta por Carlos Weber. Esta danza, está considerada como el "himno cívico" de Cabo Rojo, y es la canción favorita en los círculos sociales de la ciudad. Otra pieza musical muy popular, dedicada a esta ciudad lo es la plena Pa' Los Caborrojeños, compuesta y cantada por Israel "Shorty" Castro con la orquesta Happy Hills. De igual manera lo es la plena Cabo Rojo, compuesta y cantada por Joe Valle con César Concepción y su Orquesta. Igualmente la pieza musical Mi Cabo Rojo, es una favorita del trío caborrojeño. 
Uno de los géneros con más presencia en Cabo Rojo es la Danza. Uno de los exponentes más reconocidos de este género en Puerto Rico lo fue el caborrojeño Santos Ortiz Montalvo, quién fungiera como alcalde de la ciudad (1965-72). Este compuso una cantidad considerable de danzas, de gran belleza y realismo. Muchas de ellas reconocidas en Puerto Rico y el extranjero. Sus hijos han heredado el gusto y proeza musical de su padre, entre ellos, Santos Ortiz Ruiz, quién también fuera alcalde de la ciudad (1985-96); y su hermano, Roberto Ortiz Ruíz, quién fundara una de las orquestas de mayor renombre en Puerto Rico. La Orquesta de Roberto Ortiz ha sido reconocida a nivel nacional por su calidad, excelente interpretación y trayectoria musical. En la actualidad, una institución musical en Cabo Rojo lo es la Banda Cultural Herminio Brau. Esta ha representado a la ciudad en eventos en y fuera de Puerto Rico.
Las constantes variaciones culturales que ha sufrido Puerto Rico en las últimas décadas han impactado en gran manera a Cabo Rojo. Esto ha permitido una libertad de expresión que ha promovido la creatividad y la experimentación en la cultura expresiva. Importes comerciales y culturales de Europa, Norteamérica y El Caribe, han influenciado el panorama musical de Puerto Rico. Por ejemplo, el hip hop que ha llegado desde Nueva York está siendo incorporado de varias formas a producciones musicales como el Reguetón. Bandas de Cabo Rojo se han desarrollado y adaptado a nuevos estilos musicales como el Rap Rock, Bachata y el Trance. El compositor Gregory Simmons compuso un tema musical en Rock de nombre "Cabo Rojo", en clara alusión a esta ciudad. Igualmente el artista internacional Martínez ha incluido un tema en Deep House de nombre "Cabo Rojo". Los importes de géneros extranjeros también han permitido el reconocimiento y la aceptación de esta diversificación de la cultura musical caborrojeña y puertorriqueña. Cabo Rojo es sede de grandes eventos musicales, como el Mix Summer Fest, el cual reúne varios miles de personas en Boquerón.

### Teatro

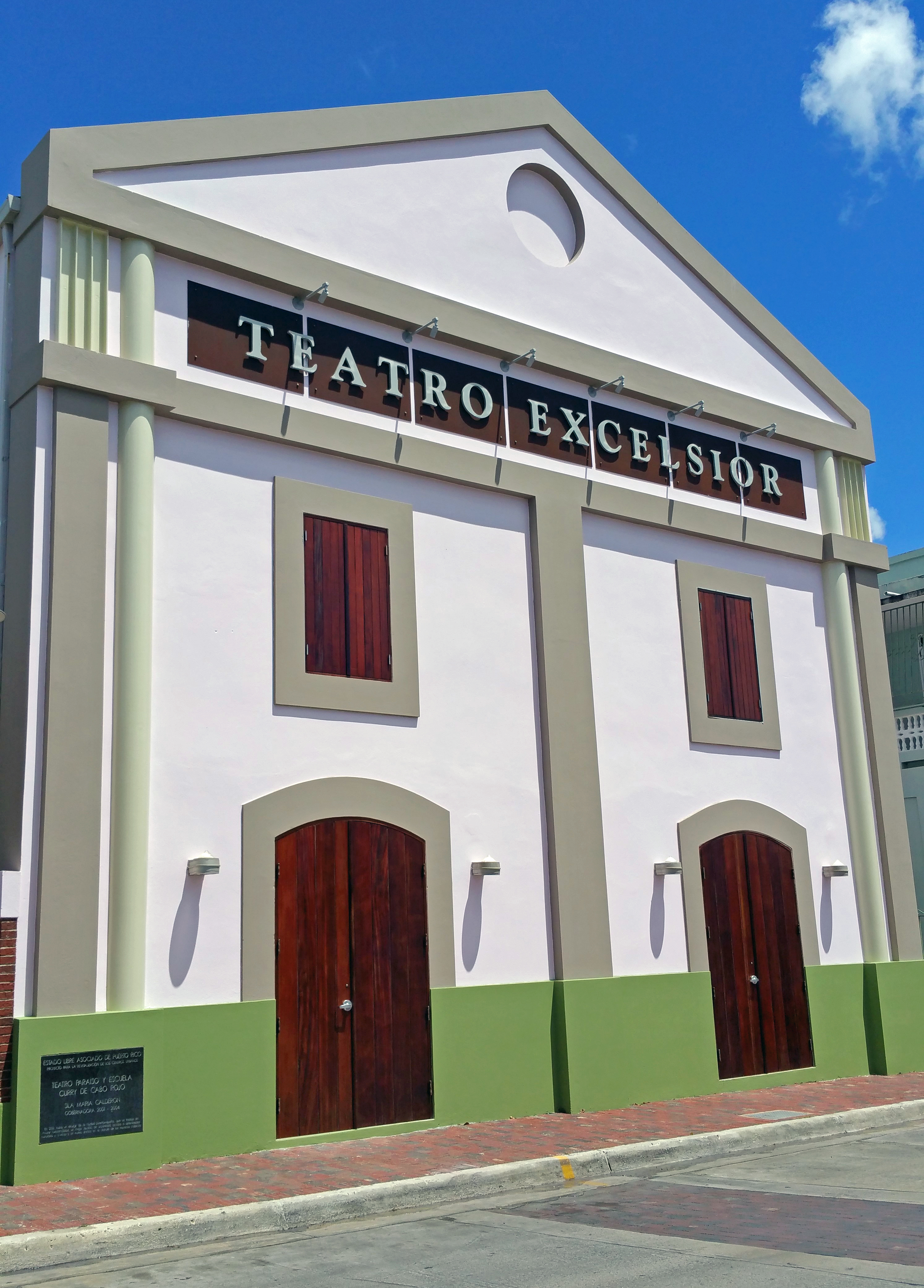
Teatro Excelsior

El ilustre caborrojeño don Salvador Brau y Asencio... poeta, periodista, ensayista, dramaturgo, sociólogo y primer historiador oficial de Puerto Rico fue quien fundó la primera “Sociedad Dramática” en Cabo Rojo para el año 1871, uniendo a un nutrido grupo de intelectuales de aquella época para hacer teatro en Cabo Rojo.
Durante ese mismo año de 1871, fue también don Salvador Brau y Asencio quien inauguró el recién construido “Teatro Excelsior” con su obra teatral en verso titulada “Héroe y Mártir”... con motivo de la celebración del primer centenario de fundación de Cabo Rojo. De nuestro primer dramaturgo caborrojeño conocemos cuatro (4) de sus obras teatrales escritas y presentadas en diversos escenarios isleños: Héroe y Mártir, La Vuelta al Hogar, De la Superficie al Fondo, y Los Horrores del Triunfo; esta última premiada con “Corona de Laureles” para el año 1890. Fue la primera época de gloria del buen teatro caborrojeño.
Ciento siete (107) años después para el año 1997, la escritora y artista caborrojeña, Myrna Lluch, quien se inició exitosamente como “dramaturga” en la ciudad de Nueva York (ciudad) (1984), ya establecida totalmente en su ciudad natal de Cabo Rojo, comenzó a laborar como empleada del gobierno municipal de la ciudad y creó, fundó y dirigió el “Taller de Teatro Caborrojeño” desde el Anfiteatro Salvador Brau del Museo de los Próceres por toda una década de ininterrumpidos éxitos teatrales (1997-2007) hasta su retiro voluntario del servicio público. Myrna Lluch, en calidad de fértil dramaturga, profesora y directora teatral presentó gratuitamente a la ciudadanía sesenta y una (61) obras teatrales durante el transcurso de diez años consecutivos, coronándose como “La Mujer Teatro’ de Cabo Rojo... superando exitosamente y en gran porcentaje la época teatral de don Salvador Brau y Asencio.

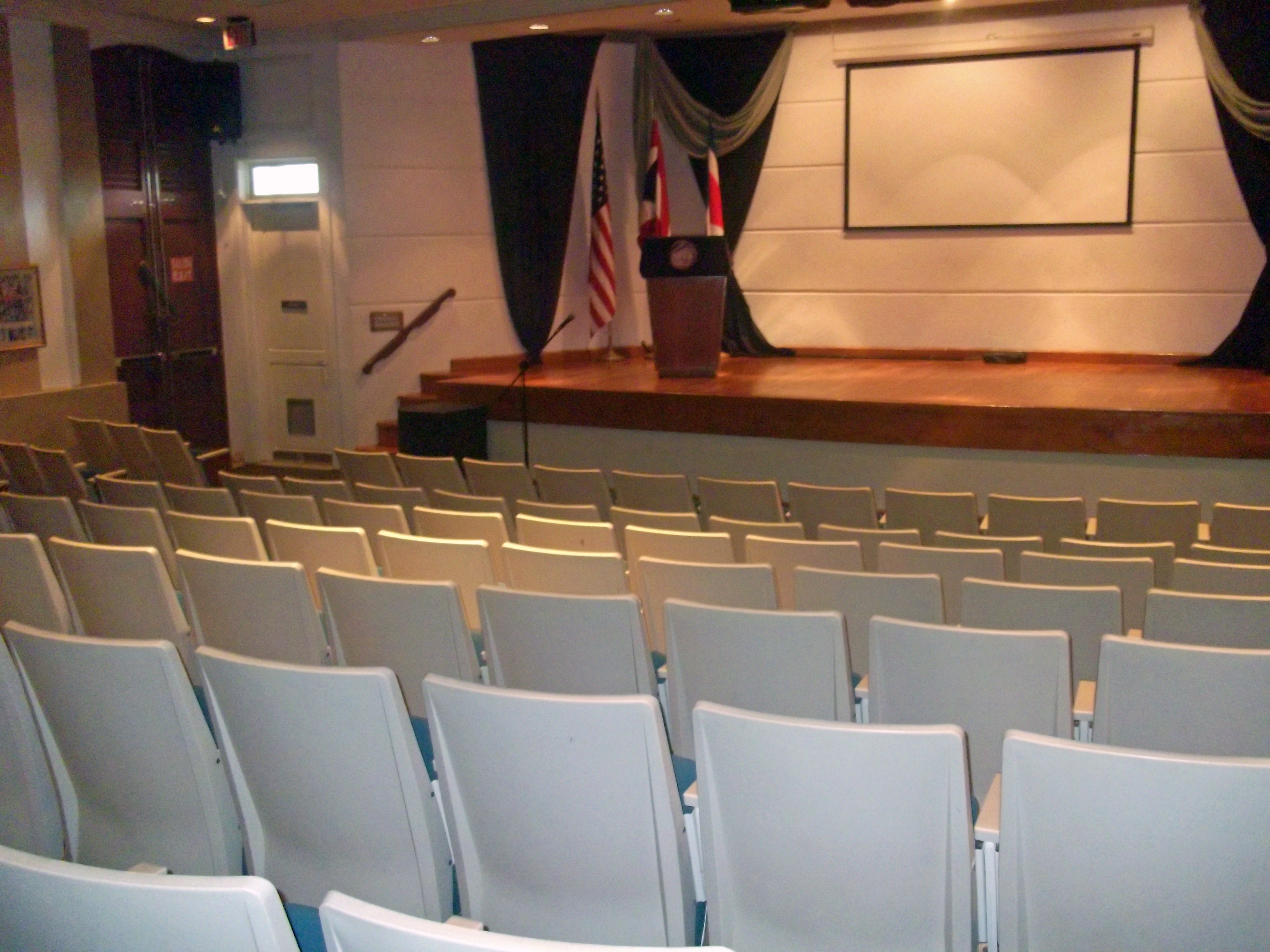
Anfiteatro Salvador Brau.

Myrna Lluch también llevó su <teatro estudiantil> a todas las escuelas públicas del Distrito Escolar de Cabo Rojo, y fue cuantiosa la gran cantidad de estudiantes que aportaron sus talentos histriónicos haciendo del teatro una actividad refrescante y enriquecedora. En calidad de fértil <dramaturga>, Myrna Lluch ha publicado dos libros de teatro: “Antología de Teatro Estudiantil Puertorriqueño” (2003), y el “Libro de Oro: El Teatro en Cabo Rojo” (2007), que recoge en sus páginas la más gloriosa década del teatro caborrojeño (1997-2007).
El Anfiteatro Salvador Brau del Museo de los Próceres de Cabo Rojo cuenta en sus paredes con una exposición permanente de afiches históricos de las primeras dieciséis (16) obras teatrales presentadas por Myrna Lluch en dicho escenario mientras laboró en calidad de servidora pública para el gobierno municipal de la ciudad. Actualmente, Myrna Lluch creó y fundó el “Teatro Zahorí” (Proyecto Cultural de la Casita Mata con Hacha) desde el pasado 7 de octubre de 2012, que honra la memoria del ilustre caborrojeño, don Sifredo Lugo Toro “Zahorí”. Ofrece talleres de teatro gratuitos a estudiantes de bajos recursos económicos y personas interesadas en las bellas artes teatrales. También cuenta con una exhibición de once (11) afiches históricos que evidencian la obra teatral que dejará como fiel legado a su ciudad a la hora de su muerte física.

### Deportes

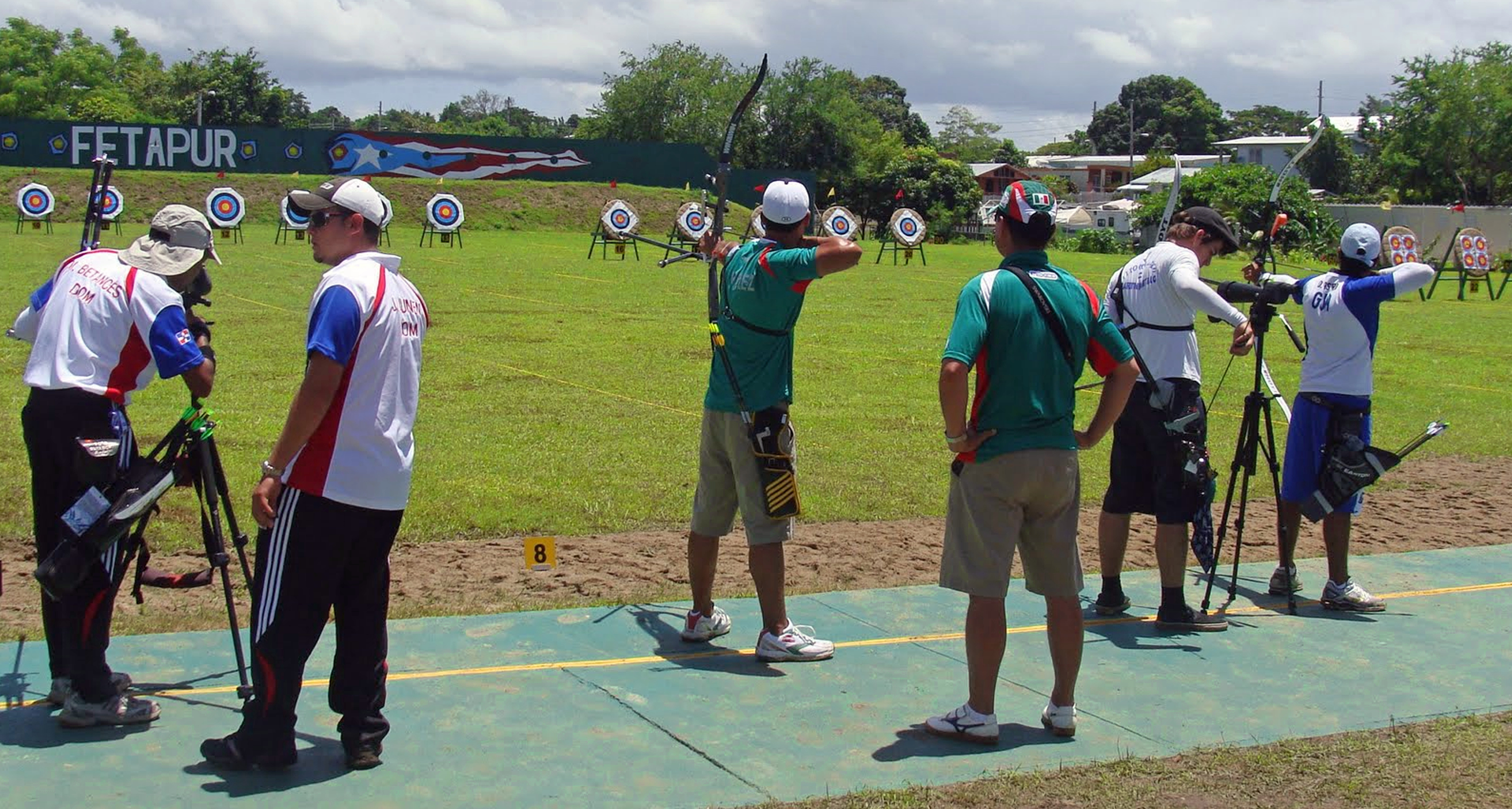
Centro Nacional de Tiro con Arco en Cabo Rojo.

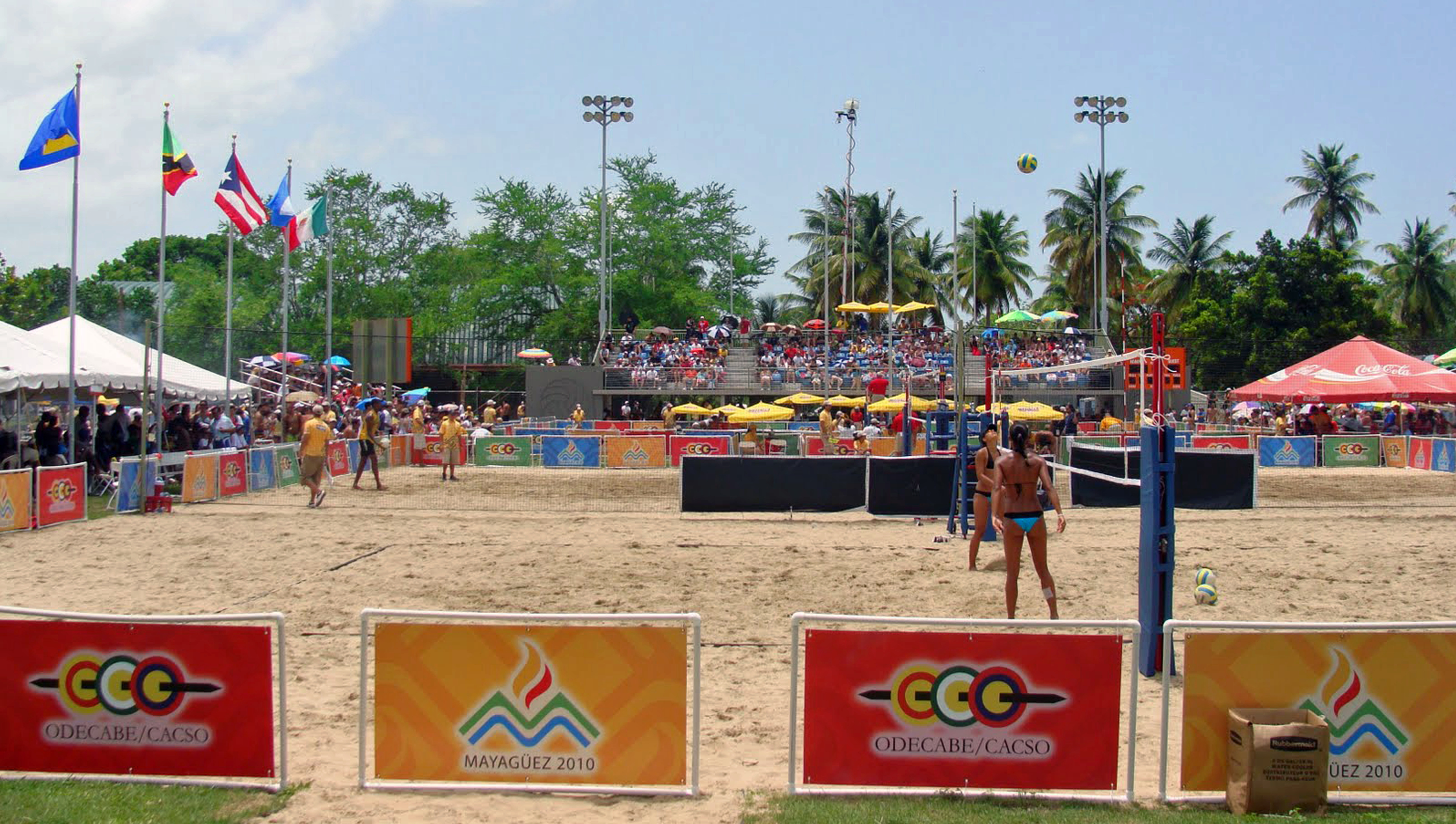
Estadio de Voleibol de Playa en Boquerón.

El deporte en Cabo Rojo es tan diverso como su turismo. En Cabo Rojo, el deporte con más adeptos es el Béisbol. Otros deportes que se destacan son Ciclismo, Baloncesto, Natación y Velerismo. En Cabo Rojo los deportes colectivos tienen más aficionados que los individuales. La ciudad cuenta con una gran cantidad de facilidades deportivas de primer orden repartidas en todo el territorio municipal, sin embargo, una gran cantidad de estas facilidades se concentran en el Complejo Deportivo y Recreativo Rebekah Colberg Cabrera. Otros centros deportivos de la ciudad están en el Club Deportivo de Cabo Rojo, el Balneario de Boquerón, Samán y diferentes regiones por todo el municipio. Entre algunas de estas facilidades están:
- Estadios Tuto Mendoza, Puerto Real, Betances y otras locaciones - Béisbol
- Coliseo Multiusos Rebekah Colberg Cabrera - Baloncesto y Tenis de mesa
- Estadio Atlético Relin Sosa - Atletismo y Fútbol
- Campo de Bateo - Prácticas de Béisbol
- Complejo de Canchas de Tenis - Tenis
- Canchas de Tenis del Deportivo - Tenis
- Canchas de Tenis Villa La Mela - Tenis
- Canchas de Tenis de Borinquen - Tenis
- Pista BMX de Cabo Rojo y otras locaciones - Ciclismo BMX
- Cabo Rojo Skate Plaza - Skateboarding
- Gimnasio Municipal Néstor A. Nazario Rosario - Gimnasia y Boxeo
- Gimnasio Cocoliso - Gimnasia
- Campo de Golf del Deportivo - Golf
- Facilidades de Vela en Boquerón - Velerismo
- Estadio de Voleibol de Playa en Boquerón - Voleibol de playa
- Laguna Rincón en Boquerón y otras locaciones - Canotaje
- Balneario de Boquerón y otras locaciones - Esquí acuático
- Centro Nacional de Tiro con Arco Altos de Samán - Tiro con arco
- Cabo Rojo Skeet & Gun Club y otras locaciones - Tiro
- Diferentes locaciones - Montañismo
- Diferentes locaciones - Senderismo
- Diferentes locaciones - Excursionismo
- Diferentes locaciones - Pesca deportiva
- Diferentes locaciones - Paracaidismo
- Diferentes locaciones - Parapente
- Diferentes locaciones - Natación en aguas abiertas
- Diferentes locaciones - Equitación
- Diferentes locaciones - Taekwondo, Karate y Judo
- Diferentes locaciones - Remo

Cabo Rojo fue co-sede de los XXI Juegos Centroamericanos y del Caribe. Albergó algunos eventos de estos juegos, tales como Voleibol de playa, Tiro con arco, Esgrima y Vela.

### Eventos Culturales

#### Festival de Reyes Magos de Boquerón

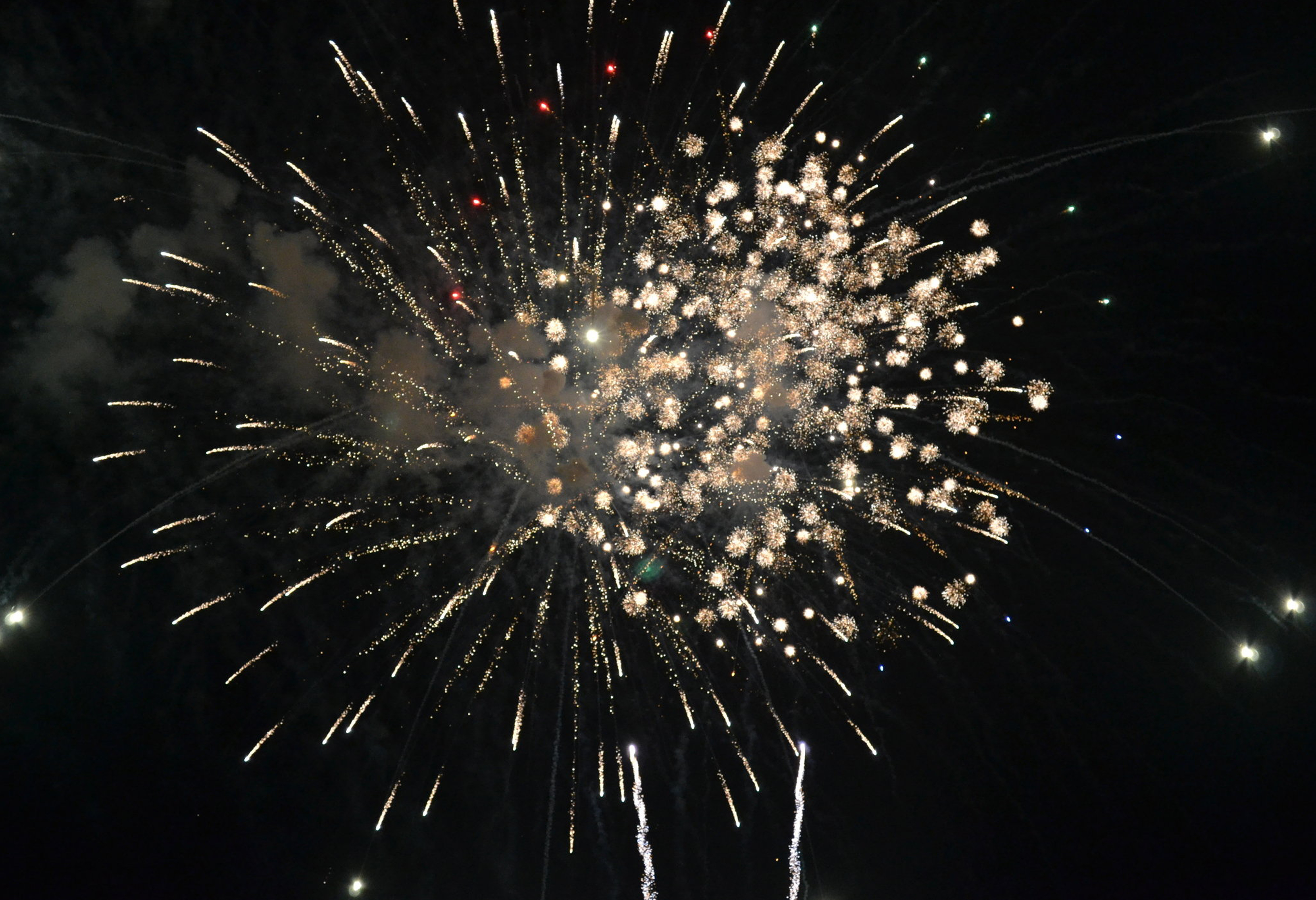
Fuegos artificiales en la Bahía de Boquerón.

Hace más de 40 años, cada 6 de enero, la comunidad se une para agasajar a los niños de una manera muy especial. A las 3 de la mañana salen a caballo los Tres Reyes Magos con sus suntuosos vestidos tradicionales logrando convertir en niños a los adultos y conmoviendo a todos. Recorren toda la comunidad despertándola con música y repartiendo dulces a los niños y ancianos. Luego la caminata termina en la Plaza Cofresí para seguir celebrando con música navideña. Los Tres Reyes Magos se dejan fotografiar con todo el que así lo desee, especialmente con los niños. Allí en la plaza, se le ofrece chocolate y desayuno a todos. Luego, durante la tarde, de entre otras muchas actividades para los niños, comienza otra actividad donde se recrean la Natividad y la Epifanía, se reparten regalos a todos los niños de la comunidad hasta caer la noche.

#### Festival de Reyes Magos del Partido Independentista Puertorriqueño
Cada 5 de enero, cientos de caborrojeños se dan cita al tradicional Festival de Reyes del PIP frente al comité municipal. Desde tempranas horas de la noche salen los caballos, bueyes y carretas a recorrer las principales calles del Centro, visitando principalmente a los niños del Residencial Santa Rita y La Pileta. El cortejo de los reyes es seguido por niños y adultos que caminan por todo el Centro detrás de los reyes esperando golosinas y al son de música típica. Este festival de reyes es el más antiguo y de mayor continuidad en la ciudad.

#### Natalicio Salvador Brau y Asencio
En esta actividad se conmemora el natalicio del primer historiador oficial de Puerto Rico, el caborrojeño Salvador Brau y Asencio. La misma se lleva a cabo cada 11 de enero, frente al majestuoso monumento en su honor, ubicado en la plaza Dr. Ramón Emeterio Betances y Alacán, frente al Templo Parroquial San Miguel Arcángel. En ella se hacen recuentos sobre la vida y obra del prócer, ofrecido por artistas del patio.

#### Parada de San Patricio
Anualmente se celebra por las calles del Poblado Boquerón la tradicional parada al Santo patrón de Irlanda, San Patricio. Esta parada, conocida como la Parada de San Patricio, reúne a   descendientes irlandeses radicados en Boquerón y a una considerable cantidad de público que acude a presenciarla. En el evento, los asistentes visten de verde (color tradicional de San Patricio) y desfilan tras el Gran Mariscal, por las calles del poblado, celebrando la cultura y las tradiciones del país europeo, al son de gaitas y luciendo el kilt tradicional irlandés.

#### El Gran Triatlón de Joyuda
Se celebra a finales de marzo, en el Poblado Joyuda. Es un evento que reúne tres disciplinas deportivas: natación, ciclismo y carrera a pie. Uno de los eventos deportivos más esperados en Puerto Rico por su calidad, organización y tradición. El número de participantes y adeptos a este deporte crece en una progresión constante desde su primera edición, en el año 1986. Sus distancias son: 1.8 millas en natación, 40 millas de ciclismo y 10 millas en carrera a pie.

#### Fiesta del Pesca'o

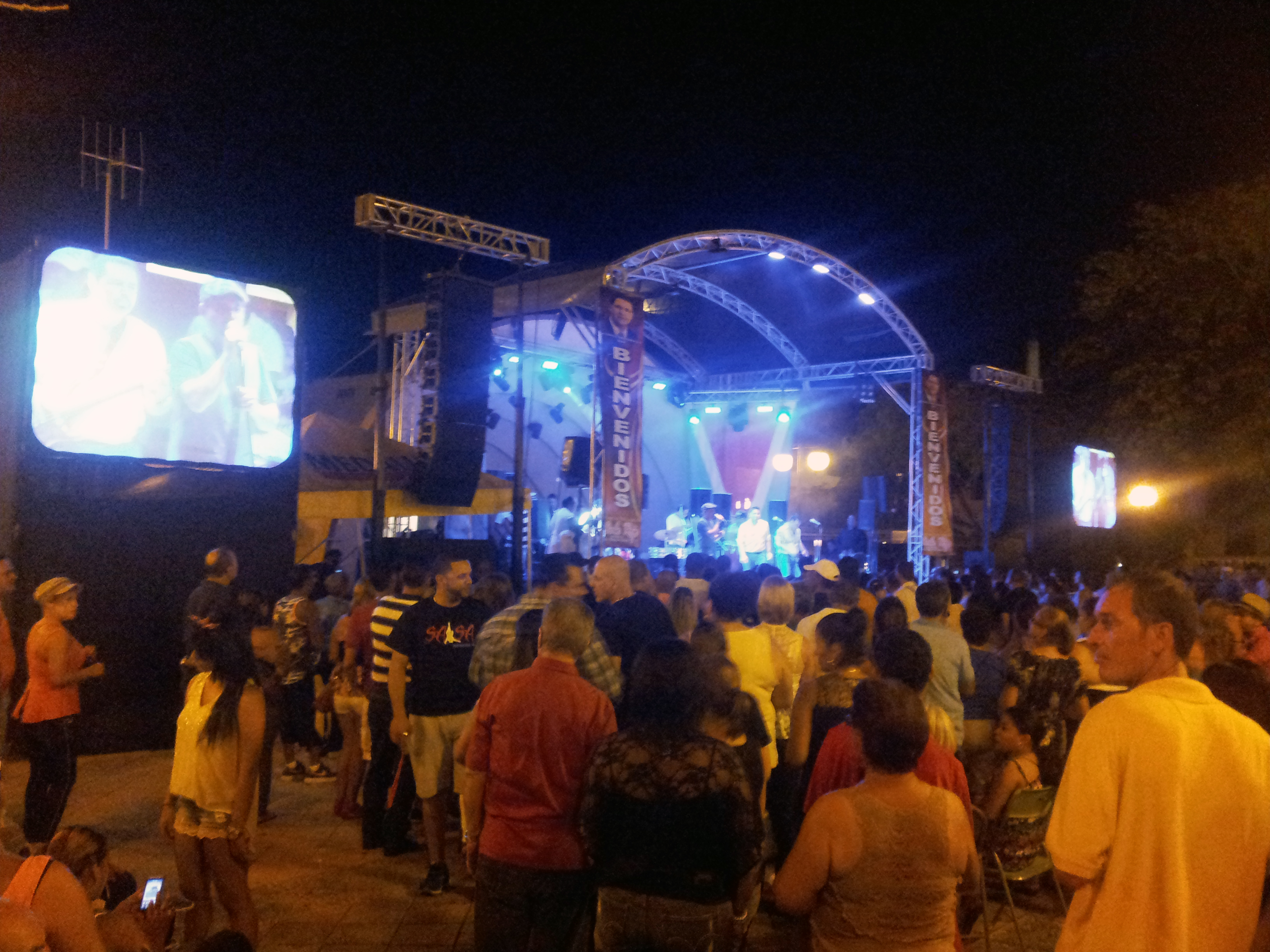
Fiestas Patronales San Miguel Arcángel.

Se realiza tradicionalmente, a finales de abril, en la Plaza del Pescador, en el Poblado y Primera Villa Pesquera de Puerto Real. Evento multitudinario de larga tradición en la Zona Oeste. Desde tempranas horas de la mañana varios miles de personas se aglomeran en las calles del poblado, donde se puede disfrutar de una feria de artesanías, exhibiciones de peces raros, tiburones y otros moluscos, paseos en bote por la bahía, platos típicos confeccionados con pescado y mariscos, kioscos y la música de variados artistas de renombre nacional.

#### Jornada a Betances
La Jornada a Betances se celebra desde 1981, tradicionalmente los días 8, 9 y 10 de abril, en la plaza Dr. Ramón Emeterio Betances y Alacán, la cual lleva el nombre de este insigne puertorriqueño. Se le rinden homenajes póstumos al "Padre de la Patria Puertorriqueña" en su mausoleo, lugar donde se encuentran las cenizas del gran prócer. Ubicado en el centro de la plaza, con su busto, tarjas y engalanado con las banderas de Puerto Rico, Cabo Rojo y Lares. El Instituto de Cultura Puertorriqueña auspicia una feria de artesanías, con artesanos de todo Puerto Rico y diversas actividades culturales y educativas.

#### Apertura del Verano
Este evento es el que marca el comienzo oficial de la temporada de Verano en Cabo Rojo. Tiempo en que la ciudad se llena de visitantes y turistas de todas las regiones y rincones de la isla, así como de fuera de Puerto Rico. De igual manera, los establecimientos comerciales, hoteles y restaurantes del área aprovechan la bonanza de la llegada de las miles de personas, las cuales hacen sus compras en la región. En esa noche, tradicionalmente a finales de mayo, las calles del Poblado Boquerón se abarrotan de miles de personas para darle la bienvenida al Verano con presentaciones musicales de variados artistas, comida, bebidas y un hermoso despliegue de fuegos artificiales en la Bahía de Boquerón.

#### Fiestas patronales

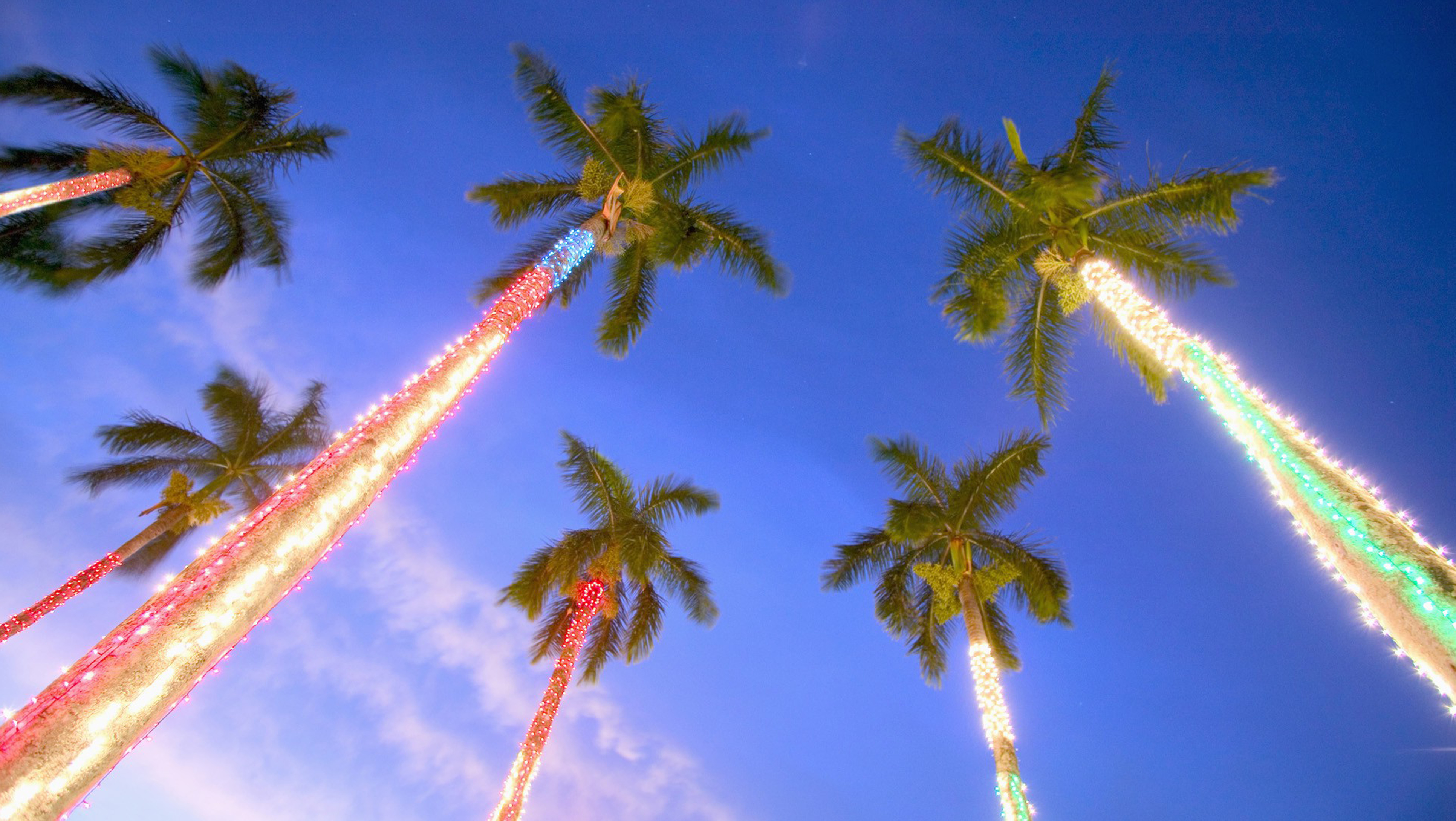
Palmas en Navidad, Boquerón.

Todos los años, la ciudad celebra las fiestas patronales en honor al santo patrón San Miguel Arcángel. Efemérides que se realizan ininterrumpidamente desde la misma fundación oficial de Cabo Rojo. Estas actividades, que se realizan alrededor del 29 de septiembre, incluyen la procesión religiosa ya que fueron originadas como una tradición Católica. Sin embargo, estas fiestas adoptaron otros elementos africanos y de orígenes locales. Actualmente se llevan a cabo en la plaza Dr. Ramón Emeterio Betances y Alacán. Las fiestas de Cabo Rojo son muestra colorida del orgullo y felicidad del caborrojeño, destacando desfiles, juegos tradicionales, machinas, comida, bebidas y entretenimiento en vivo.

#### Encendido Navideño
Esta actividad, que se realiza anualmente la primera semana de diciembre, se caracteriza por ser la bienvenida de la Navidad en Cabo Rojo. La plaza Dr. Ramón Emeterio Betances y Alacán se llena de luces, colores y estampas navideñas. El Alcalde de la ciudad tiene el honor de realizar la cuenta regresiva a lo cual se enciende la plaza y las calles del Centro con la decoración navideña. Todo bajo un marco musical, con varios artistas del patio y espectáculos a cargo de los niños y jóvenes de las escuelas de Cabo Rojo.

#### Festival Le Lo Lai
Este festival se realiza en el Poblado Boquerón, en la temporada de Navidad. Tiene como propósito exponer la cultura y la música navideña por las calles y plazas del poblado. Entre locales y visitantes, abarrotan las calles del poblado, disfrutando a la vez de presentaciones musicales, comida típica navideña, bebidas y juegos en los diferentes establecimientos comerciales del área.

## Gastronomía

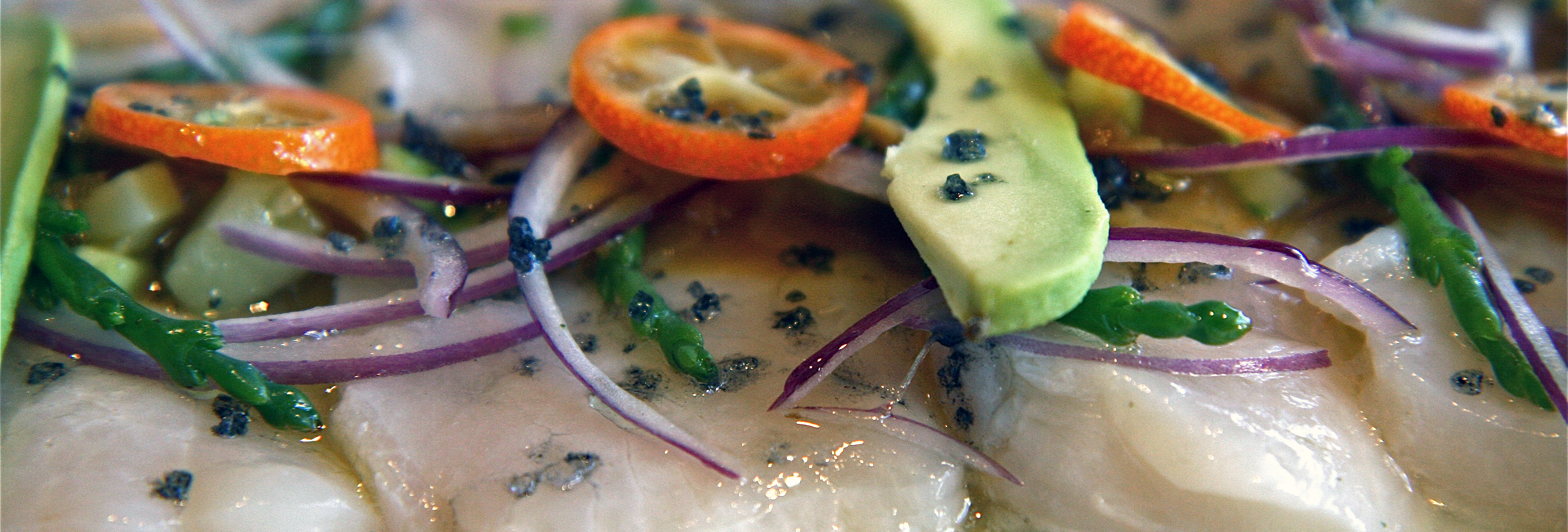
Manjar culinario en Joyuda.

Cabo Rojo presume con autoridad de contar con lo mejor de la mesa criolla e internacional. Desde los mejores y más frescos mariscos en sus costas hasta el más sabroso lechón asado en la zona montañosa. Por generaciones, cientos de familias caborrojeñas se han distinguido en ofrecer la mejor calidad y servicio. Desde el sector La Tuna con el sabroso lechón asado, bajando por todo Joyuda, en la "Milla de Oro del Buen Comer". La ciudad ofrece para todos los gustos, su rico sabor caborrojeño.

## Transporte

### Aeropuertos
Los principales aeropuertos de la Región se encuentran en
Mayagüez (regional) y Aguadilla (internacional). El Aeropuerto Internacional Rafael Hernández de Aguadilla ofrece, desde principios de la
presente década, vuelos sin escalas a la ciudad de Nueva York.
Su pista está considerada la más extensa del Caribe y las
aerolíneas que operan son JetBlue Airways, United Airlines y Spirit Airlines. En julio de
2005, se inauguró la expansión y remodelación de la terminal
doméstica de pasajeros realizadas a un costo de 8,8 millones de dólares.
El Municipio de Cabo Rojo, pese a disfrutar de una extensa
costa y terrenos llanos en el Suroeste, no tiene aeropuerto. Sin embargo, sí
posee 2 pistas de aterrizaje. En primer lugar, el Boquerón Airport, identificada por la Administración Federal de Aviación como la PR10. Localizada
en una finca en la PR-301 la cual tiene unos 900 metros de
longitud y es utilizada para aterrizar avionetas de 4 u 8
pasajeros. La otra se encuentra en terrenos de la Reserva Federal de Pesca y Vida Silvestre. Esta, llamada Cullingford Field Airstrip posee la capacidad de recibir avionetas de 2 a 4 pasajeros.

### Puertos

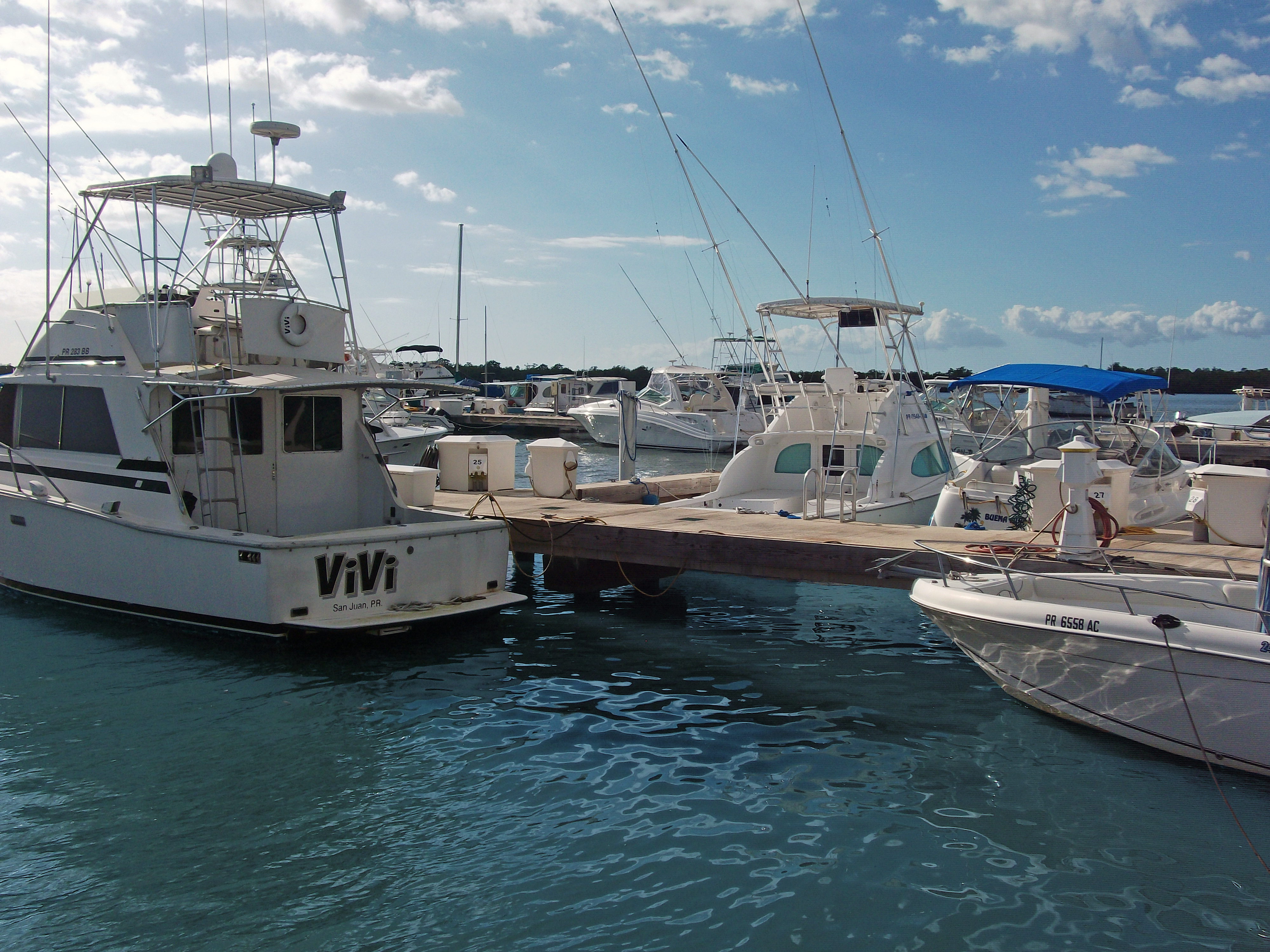
Puerto Real, Zona Oeste.

La Región cuenta con el Puerto de Mayagüez, el principal puerto
de movimiento de carga y pasajeros después de San Juan.
Dentro de los ocho puertos que existen en Puerto Rico, San Juan es el primer puerto por movimiento de embarcaciones con 3.485, lo que representaba el 76,1% de Puerto Rico. Le sigue el Puerto de Mayagüez con el 5,8%.
Se puede inferir que la suerte de la municipalidad de Cabo Rojo
cambió diametralmente a mediados del siglo XIX cuando las
actividades de carga de Puerto Real fueron movidas a lo que es
hoy el Puerto de Mayagüez.
En Guánica existe otro puerto que posee dos atracaderos
adyacentes al este de la protegida Bahía de Guánica, y provee
servicios de remolcadores y pilotaje. Tiene un muelle de 700 pies (213 m) de largo y calado de 28 pies (8,5 m), que es utilizado por Ochoa Fertilizar para sus operaciones. El otro muelle, construido en 1972, es operado por Progranos y consiste de una línea de delfines de amarre hechos de concreto, la cual está suspendida en pilotes de acero y provista de un sistema de defensas.

### Red Vial

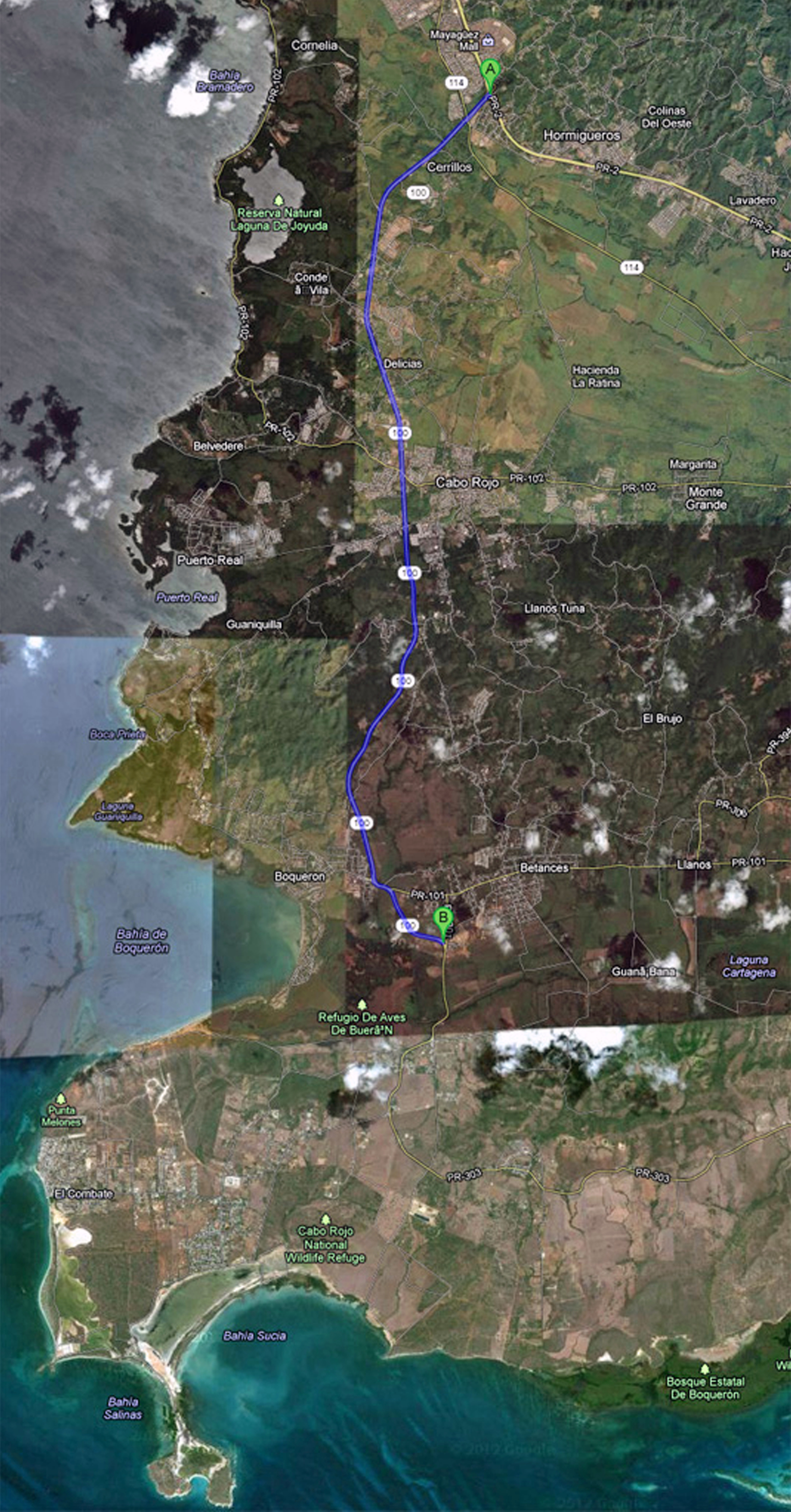
Trazado de la PR-100 a través de la ciudad.

La forma de transporte más habitual en Cabo Rojo, como en otras ciudades de Puerto Rico, es a través de sus vías públicas. La ciudad está conectada por un efectivo sistema de carreteras y vías de rodaje que conectan a Cabo Rojo con sus municipios colindantes. La PR-102 conecta con el Municipio de Mayagüez por el norte y con el Municipio de San Germán por el este; la PR-114, con el Municipio de Hormigueros, mientras que las estatales PR-101 y PR-303 conectan con el Municipio de Lajas. De cada una de estas vías principales surgen otras secundarias, que son las que conectan los diferentes barrios y sectores de la ciudad.
La más importante de estas vías, la arteria principal de la ciudad, lo es la PR-100. Esta vía estatal, una de las más conocidas en Puerto Rico, atraviesa la ciudad de norte a sur, conectando la mayoría de sus barrios y sectores turísticos. Comienza en la PR-2 en Hormigueros, apenas 1 kilómetro al sur-sureste de Mayagüez. Marca el inicio y el final de un tercer carril a cada dirección de la PR-2 en el área de Mayagüez. La PR-100 se extiende por 15 kilómetros hacia el sur hasta terminar en la PR-301 en Boquerón. Sólo 1 kilómetro de esta vía está en Hormigueros; el restante está en Cabo Rojo. Esta vía consta de 4 carriles, dos en cada dirección, desde su inicio en Hormigueros hasta el kilómetro 8.3 aproximadamente, inmediatamente al sur de la intersección con la carretera PR-308. Luego continúa con tramos de 2 carriles y 3 carriles, hasta terminar en la Zona Sur, la región más famosa y turística de la ciudad. La PR-100 es el principal acceso desde el resto de la isla hacia importantes destinos costeros como Boquerón, El Combate, Puerto Real y Joyuda.
De las vías principales de la región, se puede acceder a Cabo Rojo por la PR-2. Además, se puede acceder al Centro de Cabo Rojo desde la PR-100 entrando por la Avenida Pedro Albizu Campos (PR-102) que eventualmente conduce a la Calle Principal Dr. Salvador Carbonell. También se puede acceder al Centro desde la PR-100 a través de la Avenida Santos Ortiz Montalvo (PR-308) que intercepta la PR-103 y esta a su vez se convierte en la Calle Principal Salvador Brau.